# Schäftung (Vor- und Frühgeschichte)

Zeremonialbeil, 70 cm lang, Papua-Neuguinea. Klinge aus Stein, Schaft aus Holz mit Umwicklung aus Pflanzenfasern. Das Gerät stammt aus dem 19. Jahrhundert und zugleich aus der Steinzeit. Es entstand in einer schriftlosen Kultur und ist damit der Vorgeschichte zuzurechnen.

Klinge einer doppelzinkigen Hacke aus Hirschgeweih, Eisenzeit. Von den zusammengesetzten Geräten ist in der Regel nur die Klinge erhalten, während der Schaft (meist aus Holz) verrottet ist. Die Art der Schäftung bleibt manchmal unklar, so auch hier.

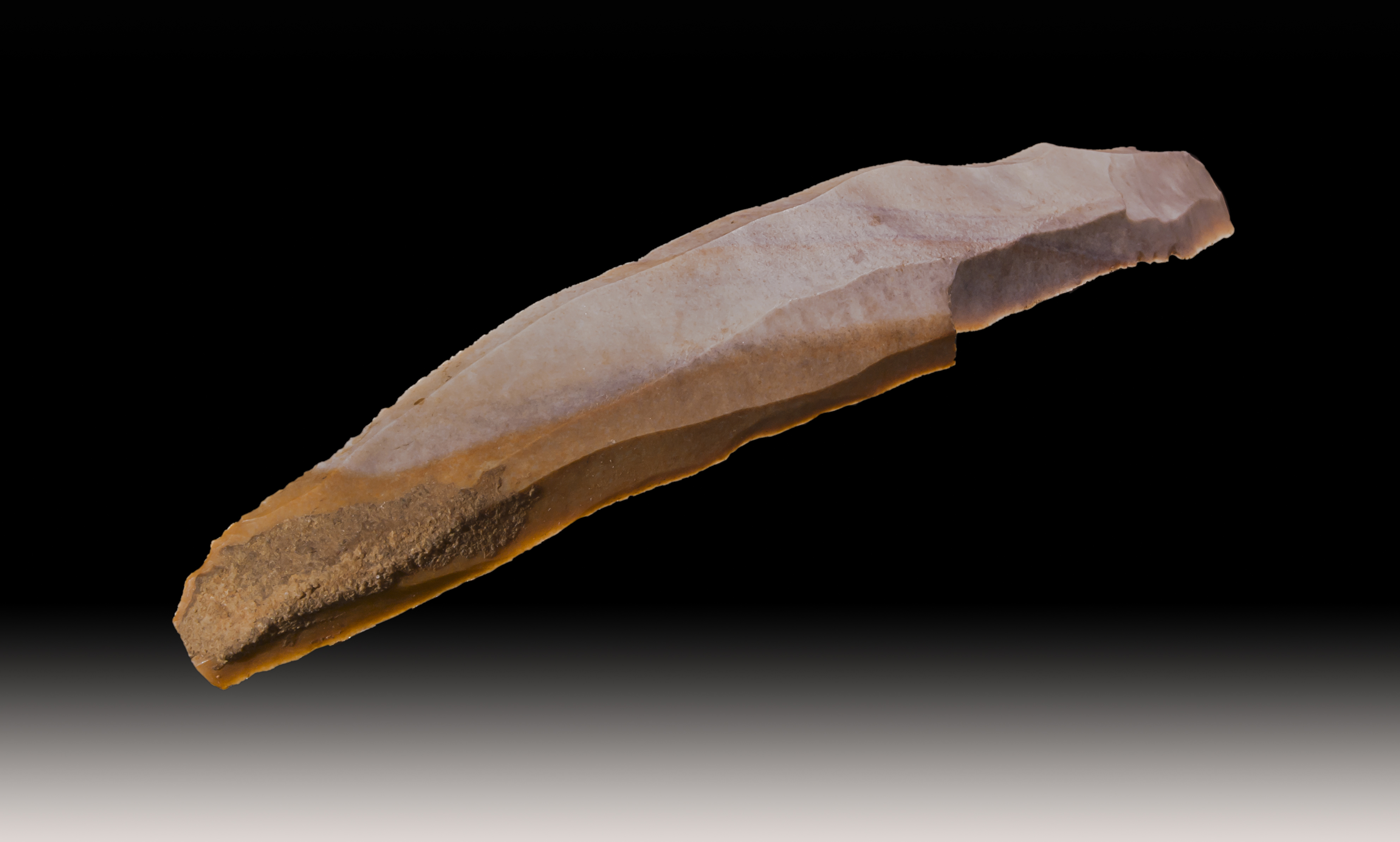
Klingenlamelle aus dem Jungpaläolithikum (Magdalénien IV). Die seitliche Einkerbung weist auf den Schaftansatz hin.

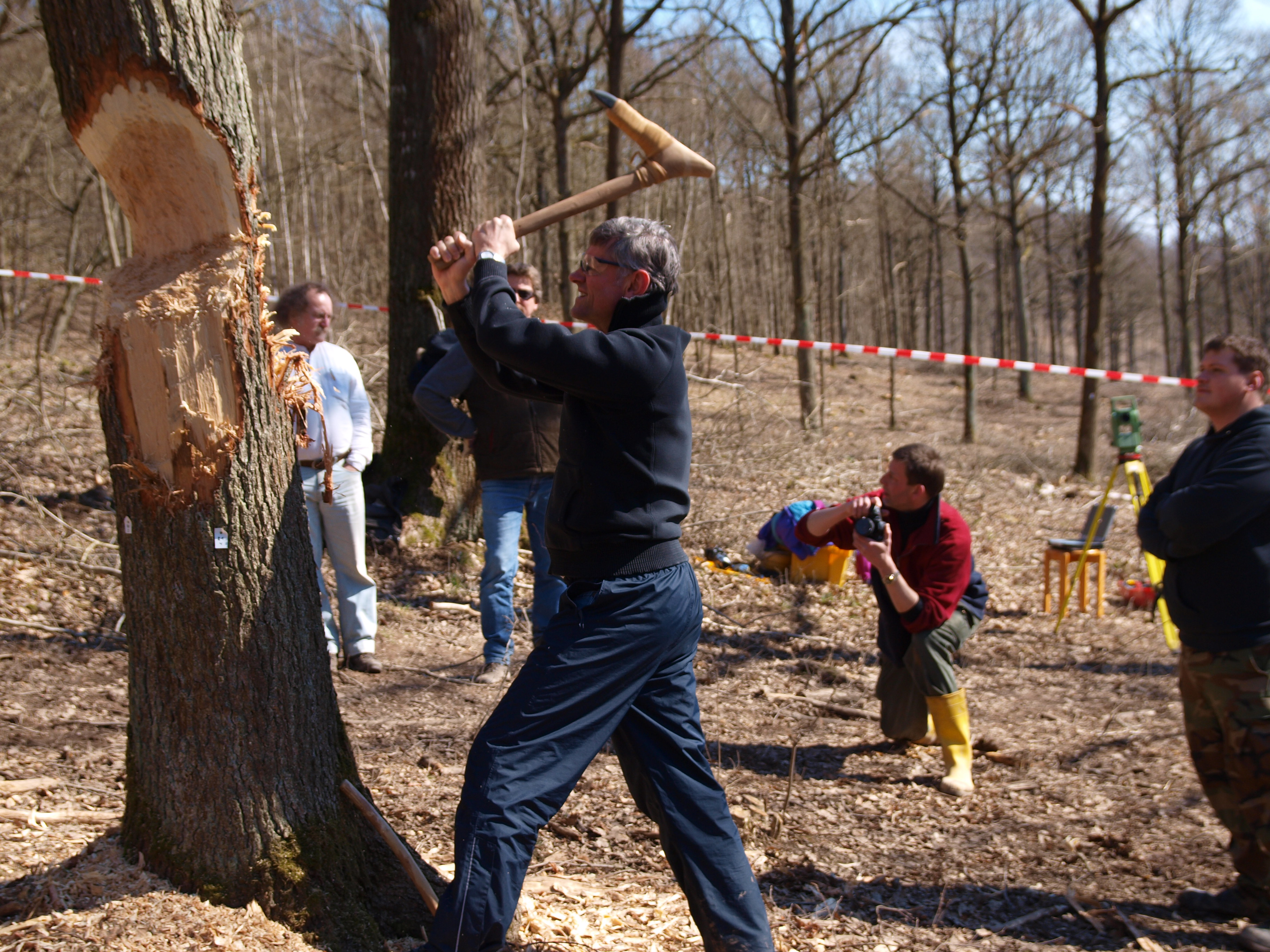
In der experimentellen Archäologie werden rekonstruierte Geräte erprobt. Hier ein Baumfällversuch mit einer Dechsel, rekonstruiert nach Funden der Bandkeramischen Kultur.

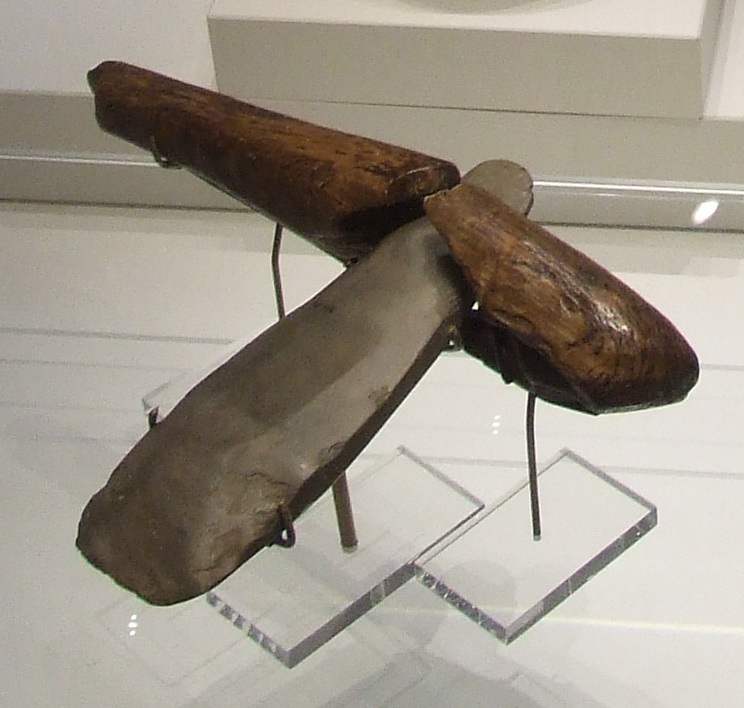
Geschäftetes neolithisches Steinbeil – Originalfund

In der ur- und frühgeschichtlichen Archäologie versteht man unter Schäftung verschiedene während der Vor- und Frühgeschichte angewendete Verbindungstechniken. Mehrere (meist zwei) Teile werden durch Schäftung zu einem komplexeren Gerät verbunden. In der Vor- und Frühgeschichte wurden Werkzeuge oder Waffen mit einem Griffteil verbunden. Durch die Schäftung wurde die Handhabung des Geräts ermöglicht oder die Wirksamkeit erhöht. Bei Jagdwaffen wurden Kraftwirkung und Reichweite verbessert.
Der Griffteil des Werkzeugs oder der Waffe wird als Schaft bezeichnet. Ein länglicher Werkzeugschaft wird auch Stiel genannt. Bei Langwaffen wie Speeren oder Lanzen spricht man generell von Schaft. In der Steinzeit bestanden Schäfte aus Holz, Geweih, Knochen, Horn oder Elfenbein. Der Schaft ist mit der Klinge oder Spitze verbunden, die ab der Bronzezeit aus Metall bestehen kann.
Man bezeichnet geschäftete Geräte auch als zusammengesetzte Geräte oder Kompositgeräte. Letztere sind nicht zu verwechseln mit Kombinationsgeräten, dies sind Multifunktionsgeräte).

## Übersicht
Zusammengesetzte Werkzeuge und Waffen wurden ab dem späten Mittelpaläolithikum entwickelt und ab dem Jungpaläolithikum verfeinert. Die Anfänge dieser Technik, die häufig im Zusammenhang mit der Entwicklung der menschlichen Sprache gesehen wird, reichen wenigstens 400.000 Jahre zurück. Sie finden sich weltweit, wenn auch nicht zeitgleich.
In der Vorgeschichte bestand ein Schaft in der Regel aus Holz oder einem anderen ausreichend stabilen biologischen Material. Die Klinge bestand aus einem härteren Material, zunächst meist Stein. Schäfte waren ab der späten Bronzezeit manchmal aus Metall, vor allem bei Prunkwaffen.
Da der Schaft stets aus vergänglichem Material war, ist der Nachweis einer Schäftung bei frühen Funden schwierig und meist nur indirekt möglich, etwa indem man aus der Art der Retuschierung auf eine wahrscheinliche Schäftung schließt. Weitere Hinweise kann die experimentelle Archäologie beisteuern. So zeigte sich bei Versuchen mit Messern und Klingen des Jungpaläolithikums, dass sie wegen der umlaufenden scharfen Schneide geschäftet gewesen sein müssen, um sinnvoll nutzbar zu sein.
Für die sozio-kulturelle Entwicklung des vor- und frühgeschichtlichen Menschen ist die Schäftung ein wichtiges Indiz. Das ist vergleichbar mit dem kognitiven Schub, den die gezielte Werkzeugherstellung selbst darstellt. Ähnliches gilt für die sogenannte Jagd-Revolution, den beginnenden Feuergebrauch im Altpaläolithikum, die Entwicklung fortschrittlicher Werkzeuge allgemein oder die Entstehung der Kunst im Jungpaläolithikum, etwa der frankokantabrischen Höhlenkunst.

## Zwecke der Schäftung

### Handhabung

Jungpaläolithische Klinge. Wegen der ringsum scharfen Kante konnte sie nur geschäftet verwendet werden.

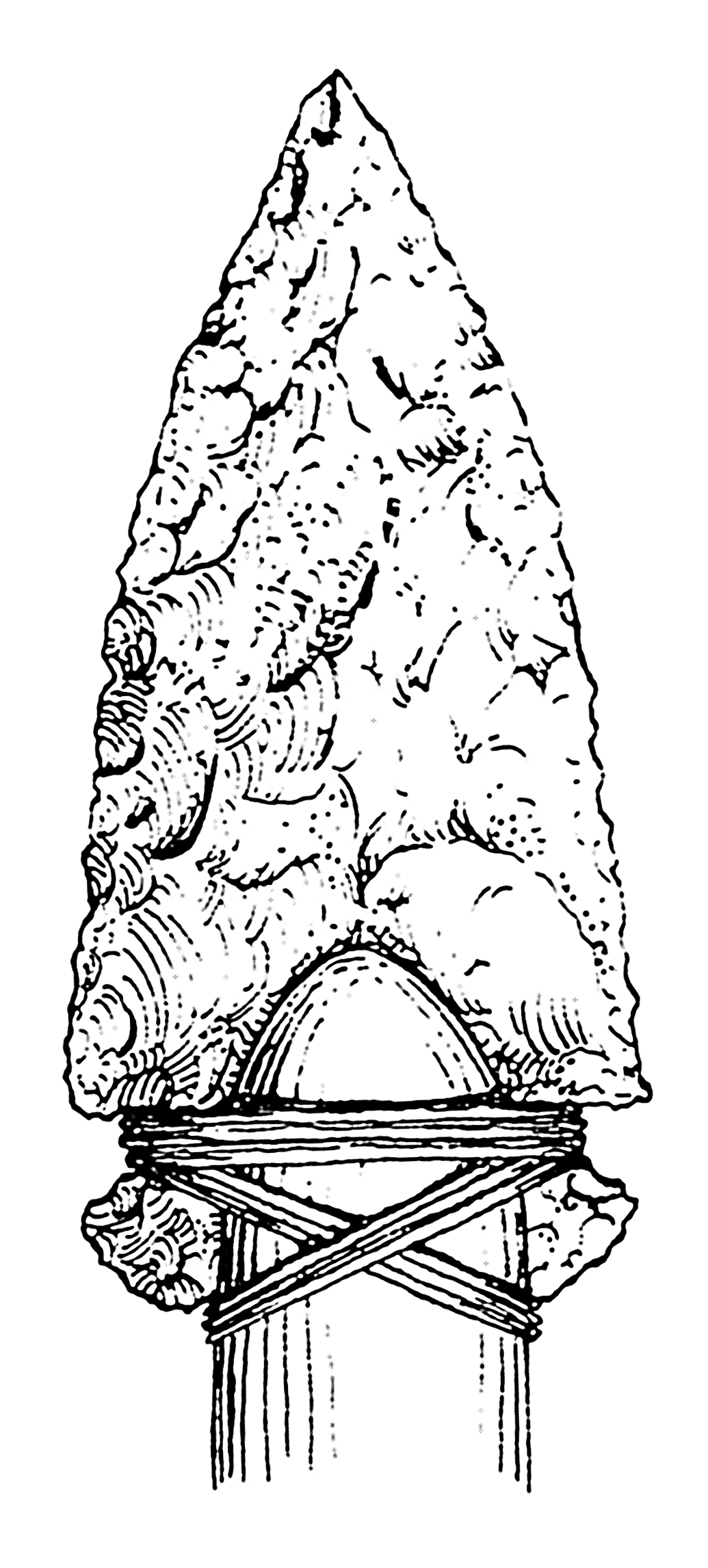
Schlingen-
schäftung einer Pfeilspitze

Durch Schäftung entstehen Griffe, die die Tragbarkeit und Handhabung der Geräte erleichtern. Unter Umständen wird auch die Wirksamkeit verstärkt. Mit einem geschäfteten Beil konnte man dickere Bäume fällen, mit einer Beilklinge allein war dies schwer möglich.
Ob bereits manche Faustkeile geschäftet waren, ist umstritten. Im Jungpaläolithikum finden sich dann zahlreiche geschäftete Geräte, auch Stichel, Messer, Bohrer und Schaber. Die Schäftung schützte die Hand vor den scharfen Schneiden und ermöglichte die präzisere Führung der teilweise kleinen Geräte. Federmesser waren schon wegen ihrer geringen Größe wohl nur geschäftet zu verwenden. In der Höhle von Lascaux fanden sich Reste eines rötlichen Kitts, die zeigen, dass die retuschierte Kante der Messer gegen einen Schaft gesetzt war.

### Distanz- und Fernwirkung
Eine frühe Distanzwaffe ist die Lanze, eine Stoßwaffe. Der Wurfspeer ist die erste Fernwaffe. Lanzen und Speere aus Holz wurden ursprünglich nur spitz zugeschnitten. Die 125.000 Jahre alte, 2,24 m lange Lanze von Lehringen hatte noch keine Schäftung, sondern eine feuergehärtete Holzspitze. Das Aufsetzen einer scharfen Steinspitze auf einen Holzschaft (beziehungsweise die Schäftung einer Steinspitze) brachte einen Vorteil bei der Jagd. Die schärfere und härtere Spitze erhöhte den Jagderfolg und die Sicherheit des Jägers.
Pfeil und Bogen sind eine noch effektivere Fernwaffe (Reichweite über 100 Meter, schnelle Schussfolge möglich). Für Pfeile musste die Schäftung nicht neu erfunden werden, weil es die Schäftung von Lanzen und Speeren lange vor dem Bogenschießen gab. Wegen des geringen Gewichts von Pfeilen ist das Aufsetzen einer scharfen Spitze aber eine wesentliche Voraussetzung der Jagd mit Pfeil und Bogen.

## Materialien
In der Steinzeit wurden vor allem folgende Materialien verwendet.
Für Spitzen und Klingen:

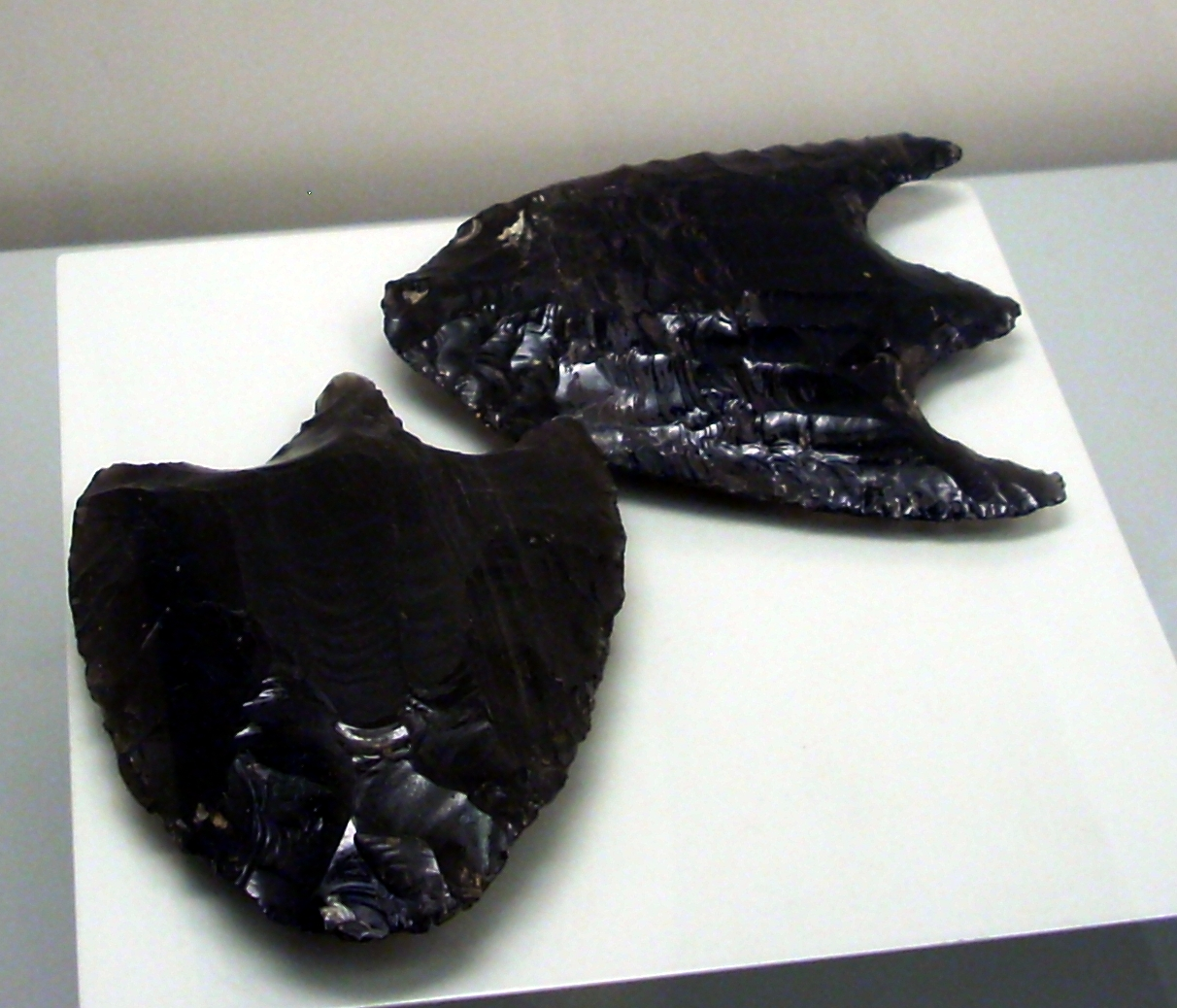
Obsidian-Speerspitzen mit Schaftzungen aus der Maya-Stadt Palenque, 600–900 n. Chr.

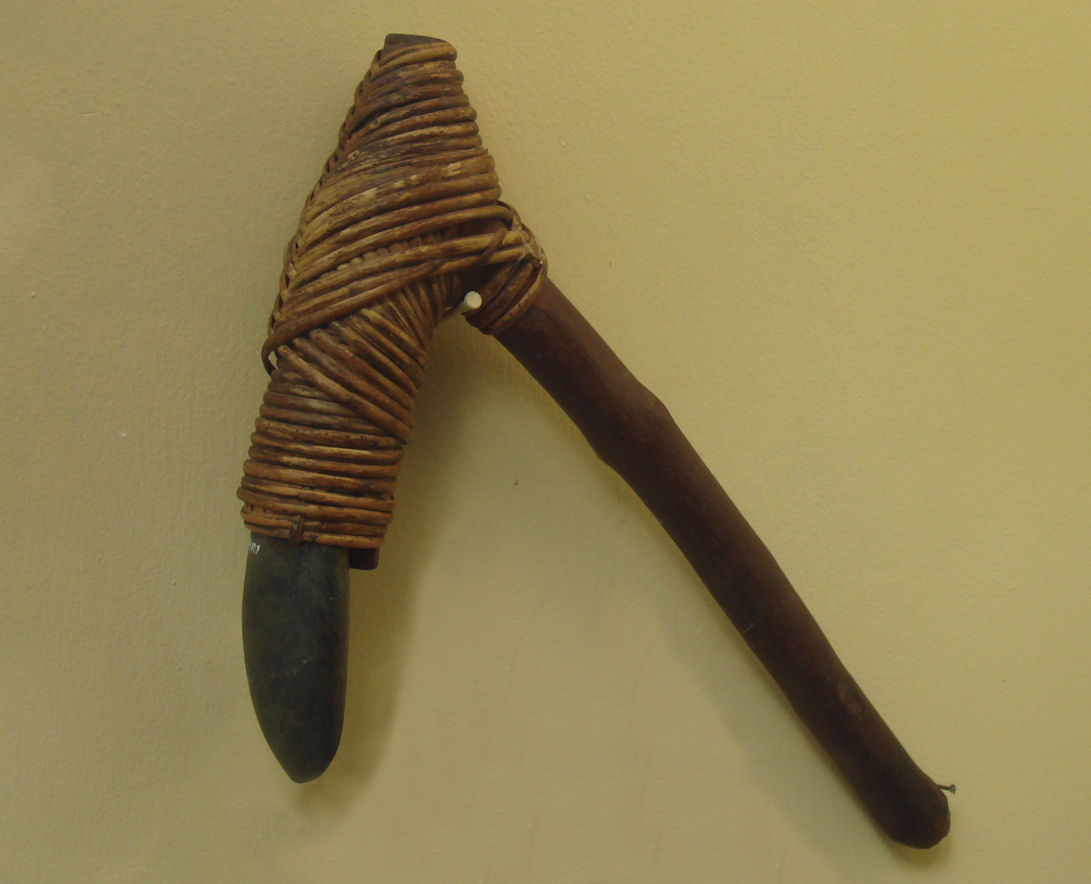
Eingebundene Dechsel (Querbeil) aus Bali

- Felsstein und Mineralien, insbesondere Feuerstein, Quarz, Quarzit, Schiefer. Grundvoraussetzung war die präzise und kontrollierbare Spaltbarkeit, die eine scharfe Kante ergeben musste. Besonders begehrt war auch Obsidian. Geeignete Steinsorten wurden spätestens in der Jungsteinzeit gezielt abgebaut und auch gehandelt.[16]
- Horn, Geweih, Knochen und Elfenbein, in Ostasien auch Bambus.
- Aus Ozeanien, insbesondere Mikronesien, sind auch Beilklingen aus robusten Muscheln bekannt (z. B. Tridacna gigas).[17]

Für den Schaft:
- Verschiedene Arten von Holz, je nach Verfügbarkeit. Das Holz musste fest und zugleich elastisch sein, ohne Neigung zu splittern und nicht zu schwer. Beliebt waren Ulme, Eibe und Esche sowie Feldahorn, Hartriegel und Kiefer, in Ostasien auch Bambus.[18] Die Schäfte wurden sorgfältig geglättet. Für den Lehringer Speer wurden experimentell fünf Stunden benötigt (Vergleich: Faustkeilherstellung ca. 15 Minuten).[19]
- Horn, Geweih, Knochen und Elfenbein.

Für die Fixierung:
- Stabile Pflanzenfasern, Rinden- und Lederstreifen oder kleine Äste.
- Natürlich vorkommende oder leicht herzustellende Klebemittel wie Birkenpech, Harz, später auch Leim.

In der Bronzezeit wurde Bronze für Spitzen und Klingen verwendet (später mitunter auch für den Schaft). In der Eisenzeit wird Bronze vom leichter formbaren, jedoch nicht härteren Schmiedeeisen verdrängt und dann nur noch für Schmuckelemente verwendet.

## Schäftungstypen und Methoden in der Steinzeit

### Schäftungstypen

Blattförmige Hacke mit Schaftzunge aus Indonesien, Bronze, 300–100 v. Chr.

Es gibt verschiedene Arten der steinzeitlichen Schäftung. Metallzeitlich kommen dieselben Schäftungstypen vor, jedoch erweitert durch Nietschäftungen etc.
- Klemmschäftung: Die Klinge oder Spitze wird in den Schaft eingeklemmt.
- Bindeschäftung: Die Klinge oder Spitze wird mit Schnüren, Lederriemen oder Sehnen am Schaft angebunden.
- Klebeschäftung: Die Klinge oder Spitze wird mit Klebemitteln am Schaft befestigt.
- Spitzangelschäftung: Eine spitze Angel oder Erl unten an der Spitze oder Klinge wird in ein Loch am Schaftvorderende eingeführt. Bei größerer Länge spricht man von einer Langangel, bei flacher Ausführung von einer Flachangel.(siehe Bild rechts).
- Tüllenschäftung: Am Ende der Spitze oder Klinge oder auch des Schaftes befindet sich eine Vertiefung oder Aushöhlung, in die das zu verbindende Teil hineingesteckt wird. Auch Zwischenstücke können mit einer Tülle verbunden werden.
- Lochschäftung: Entweder der Schaft oder die Klinge ist durchbohrt. In Klingen aus Metall können Löcher eingegossen sein. Bei metallenen Beilklingen kommen auch angegossene Ösen vor.

Zwei oder mehr Techniken werden in der Regel kombiniert. Ein Beil kann zum Beispiel am Holzstiel festgeklemmt und zugleich geklebt und festgebunden sein. Nachfolgend werden einige grundlegende Arbeitsweisen genauer beschrieben.

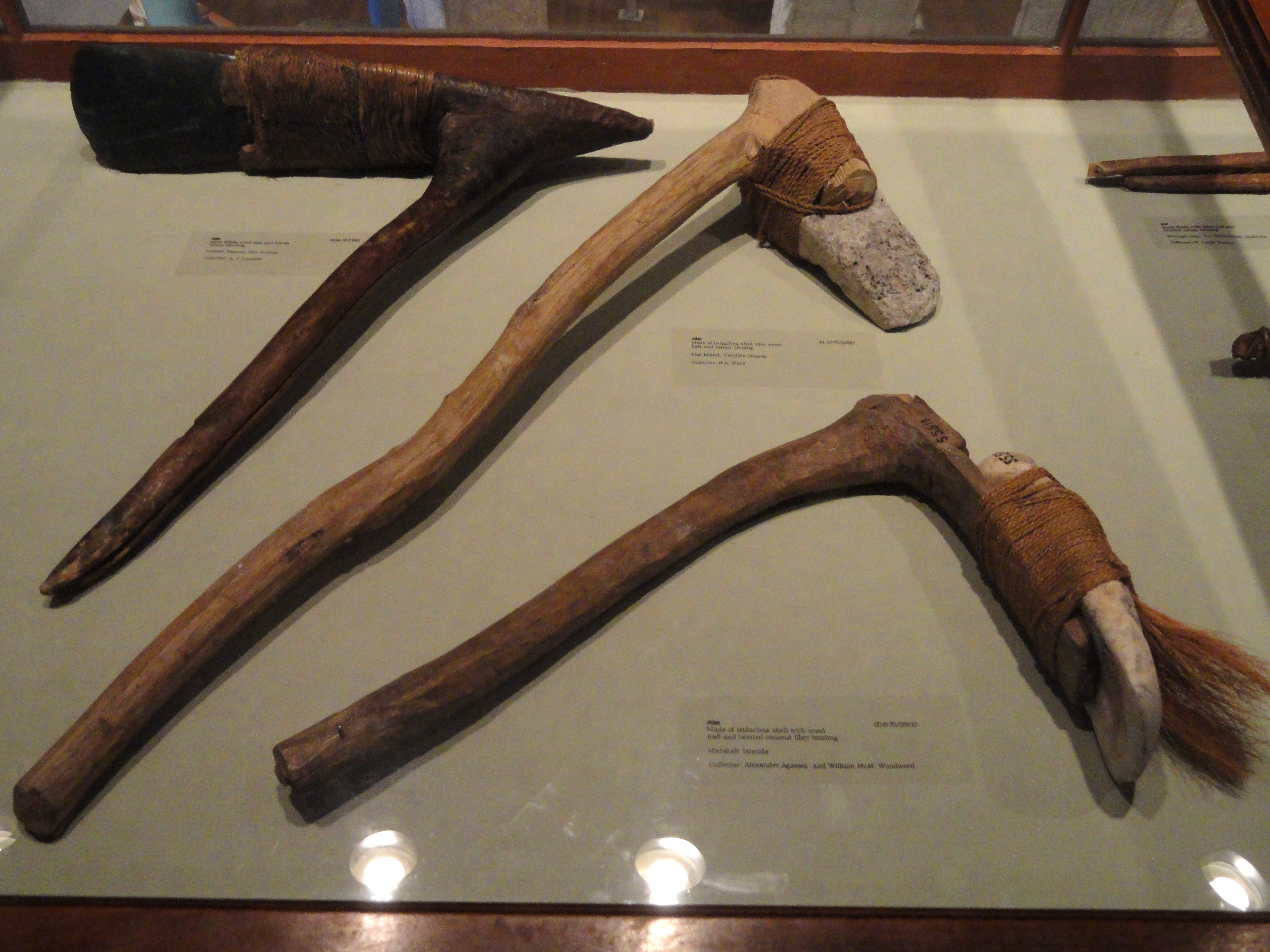
Bindeschäftung: Dechseln und Beil von den Marshall- und Yap-Inseln
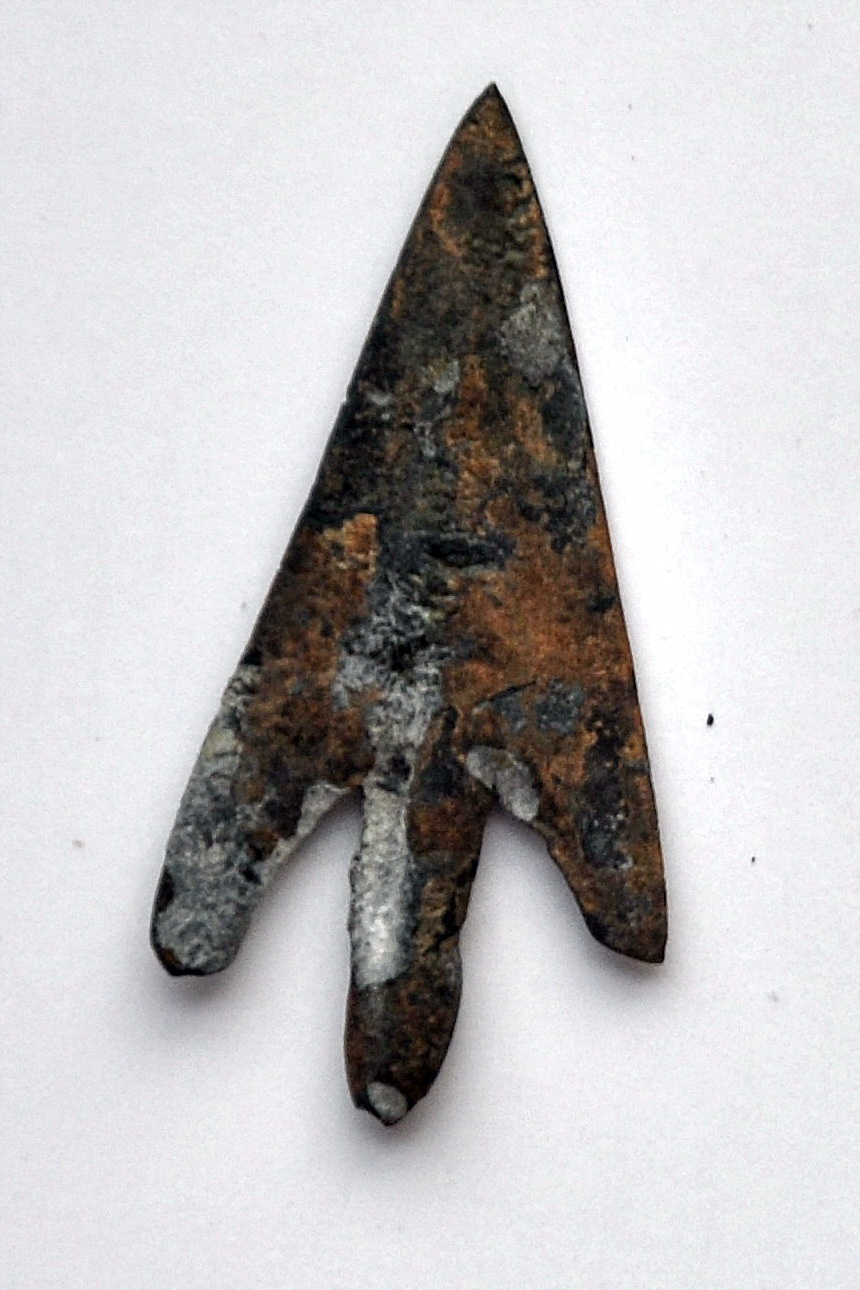
Dornschäftung: Bronze-Pfeilspitze mit Schaftdorn, Rapperswil, Schweiz, 17. Jh. v. Chr.
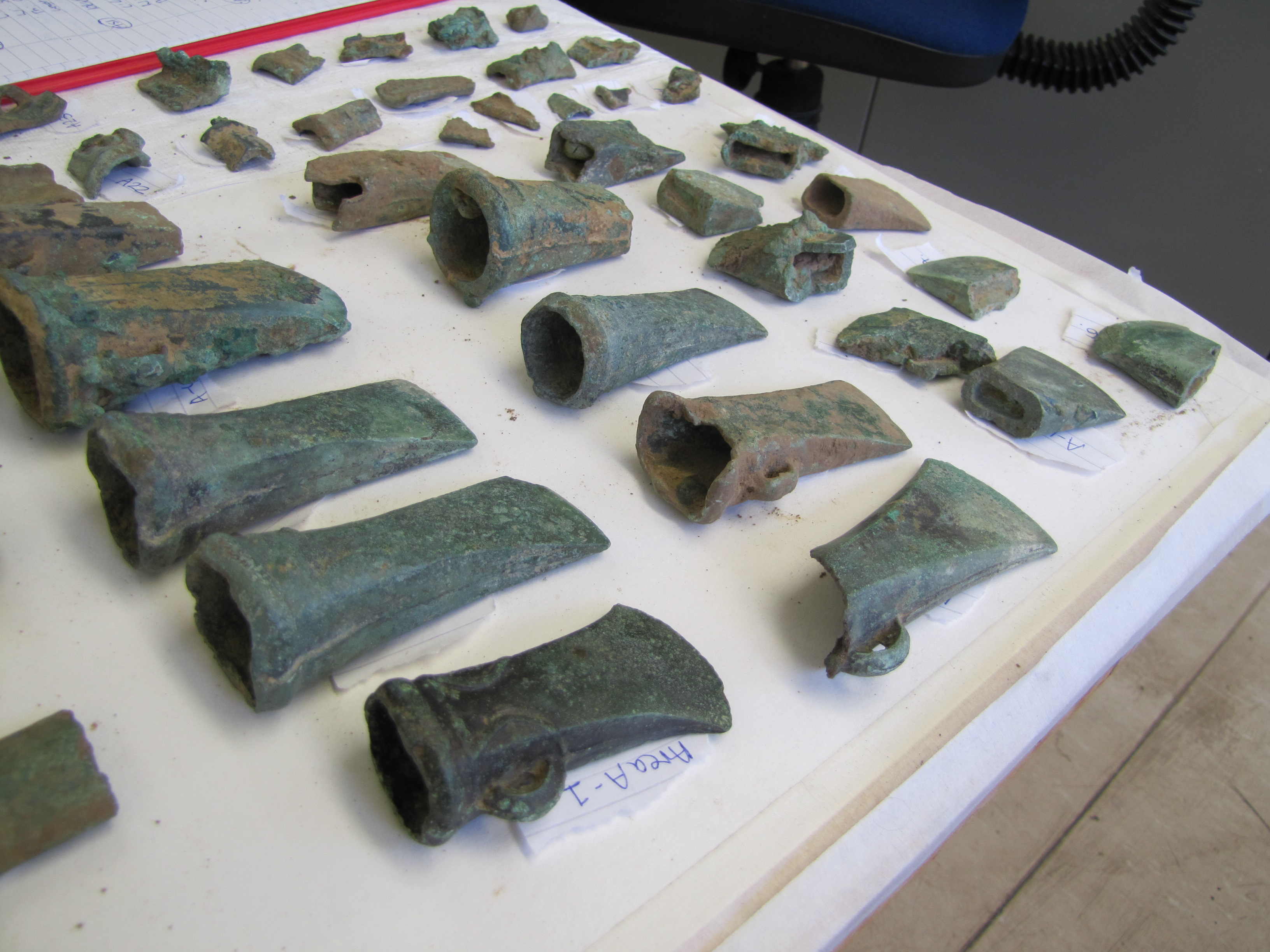
Tüllenschäftung: Bronze-Tüllenbeile aus dem Depotfund von Burnham
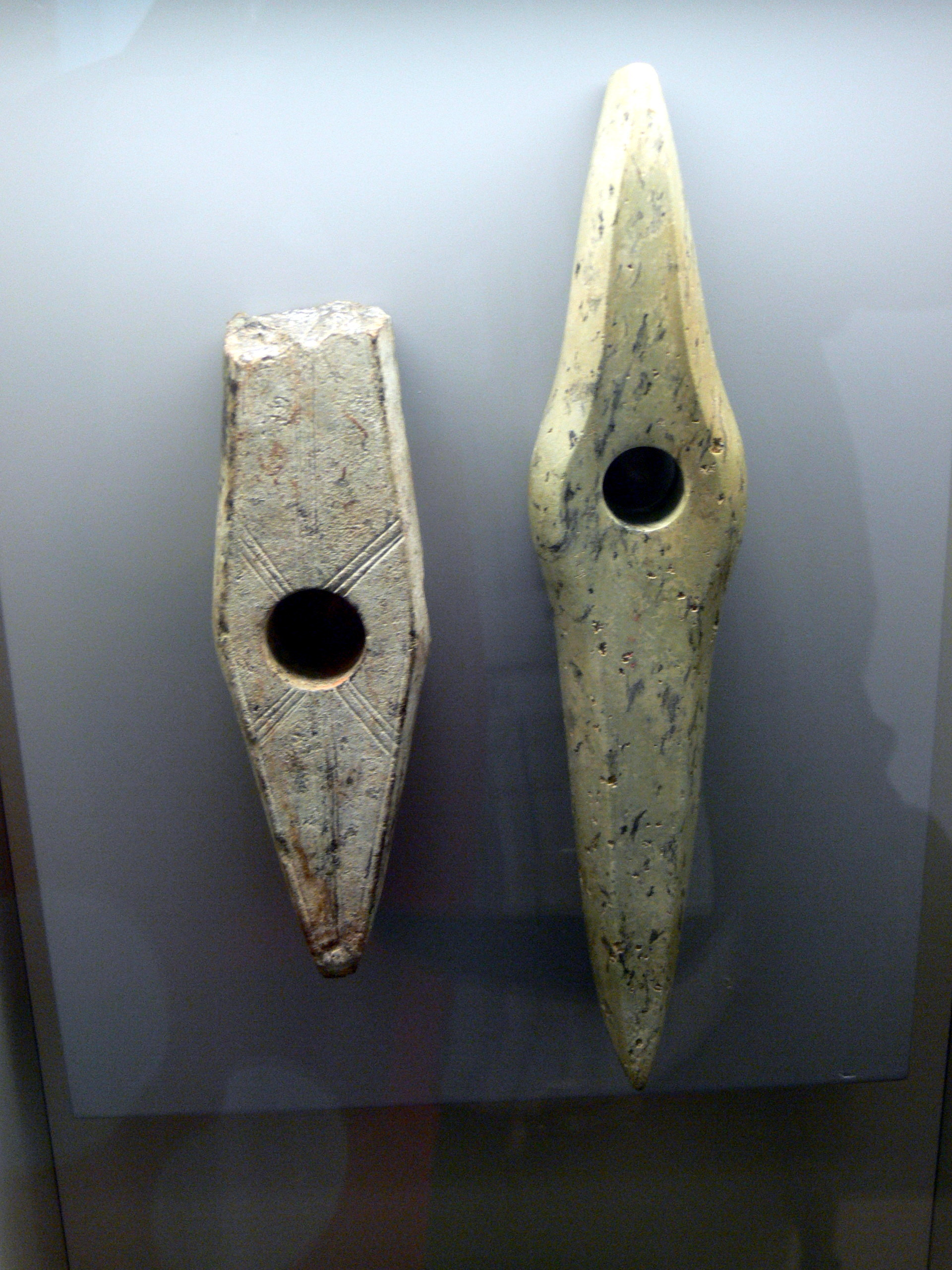
Lochschäftung: Neolithische Steinäxte, Schnurkeramik, ca. 2500 v. Chr.

### Methoden

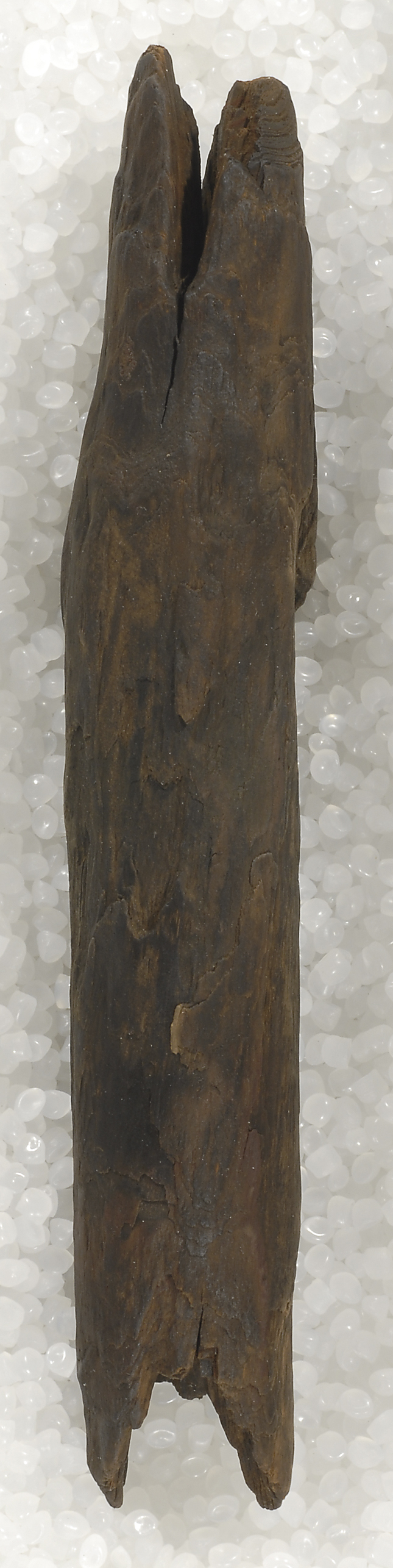
Klemm-
schaft aus Schöningen

#### Klemmen
Der Klemm- oder Schlitzschaft ist eine Werkzeugfassung aus Holz oder Geweih mit einem Spalt, in dem eine Klinge oder Spitze eingeklemmt wurde. Die Klinge oder Spitze wurde zusätzlich durch Umwickeln fixiert, später auch durch Kleben. Die Klemmschäftung gehört zu den ältesten Schäftungsmethoden. Die ältesten Funde sind die Klemmschäfte, die zusammen mit den Schöninger Speeren gefunden wurden. Sie sind möglicherweise 400.000 Jahre alt.
Ein Spalt zum Einklemmen kann aber auch in eine Spitze eingearbeitet sein. In der jungpaläolithischen Vogelherdhöhle fanden sich neben Geschossspitzen aus Geweih mit runder Basis für eine Bindeschäftung, die vermutlich in dem Schaft befestigt waren, auch solche mit aufgespaltener Basis, in die der Schaft gesteckt wurde. Bei den im Aurignacien besonders häufigen Knochenspitzen mit gespaltener Basis glaubt man, dass durch die Spaltung eine Art Federwirkung für besseren Halt erzeugt werden sollte.

#### Binden

Prinzip der Schlingenschäftung bei einem einfachen eisernen Beil

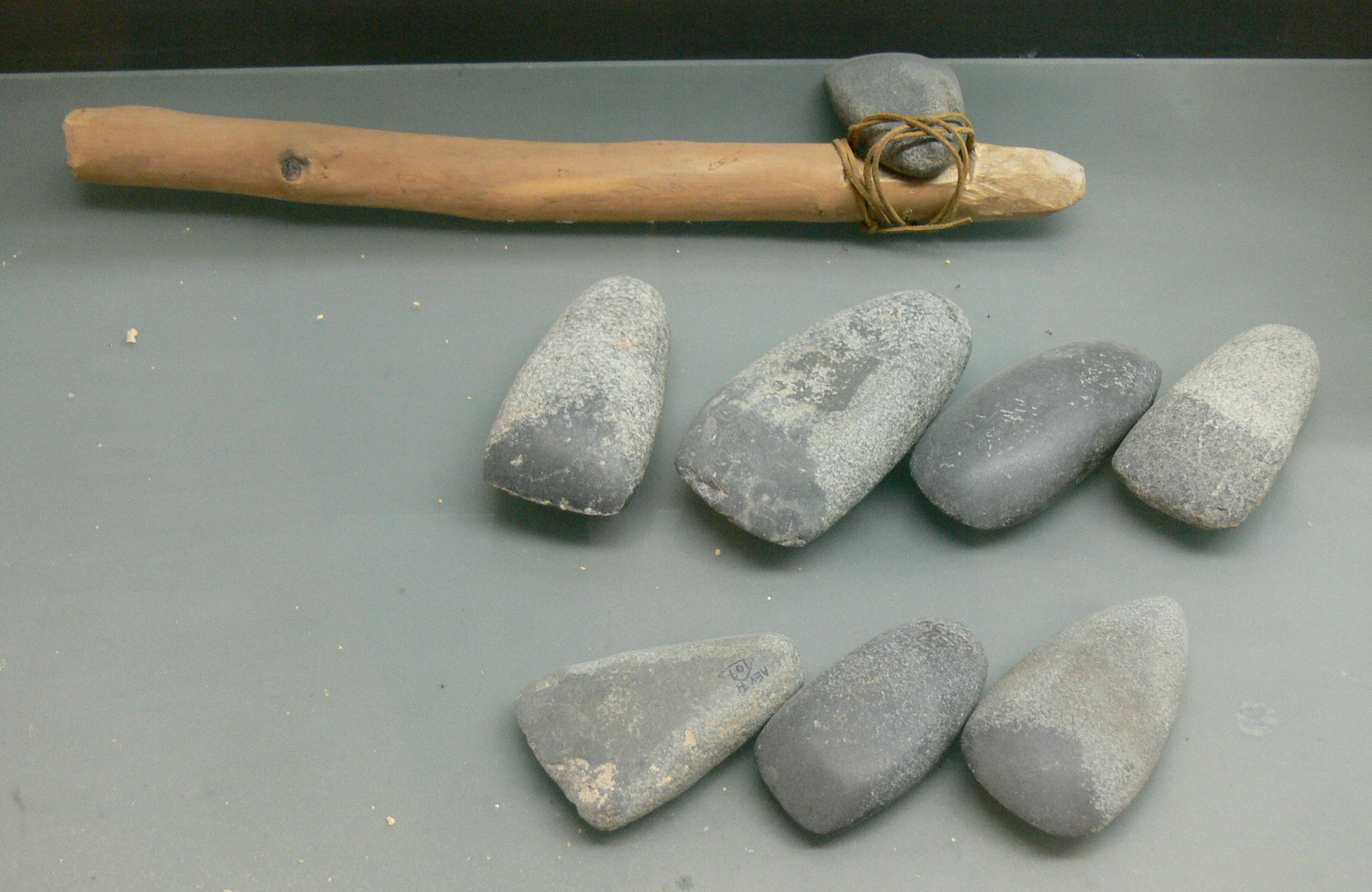
Einfache Schlingenschäftung eines neolithischen Beils mit verschiedenen Beilklingen. Archäologisches Museum von Kyrenia (Nordzypern).

Fixierung durch Festbinden der Klinge am Schaft. Man verwendete Schnüre aus Pflanzenfasern, etwa Bast, feuchte Lederriemen oder Sehnen, die sich nach dem Trocknen zusammenzogen und evtl. mit Pech eine harte, feste Verbindung ergaben.
Die einfachste Bindung war die Schlingenschäftung, bei der man einen elastischen Zweig oder gespaltenen Ast um das Steinbeil legte und die beiden Enden fest zu dem Schaft drehte und hinten miteinander verband. Meist wandte man die Methode bei einfachen, langen und schmalen Lamellen an, die mit einem dünneren Nacken gut geschäftet werden konnten.
Im anderen Falle wurde eine Klinge direkt auf einen durch Hacken und Schaben vorbereiteten Schaftkopf aufgesetzt, dort festgeklemmt und dann festgebunden, indem man beide Enden des Schaftschlitzes fest umwand oder im Falle von Geschossspitzen auch nur das untere Ende, um den Schaftdorn zu fixieren. Diese Schäftungsart findet sich weltweit in vielen alten Kulturen. Die geschweiften Enden einer Spitze weisen gewöhnlich darauf hin, dass es hier auch eine Bindeschäftung gab. Außerdem wirkten sie als Widerhaken.
Eine Sonderform ist die Kniestielhacke, wie sie im Alten Ägypten auf Wandmalereien und bis heute in Afrika nachweisbar ist. Dabei wird eine weitere Bindung schräg bis zur Schaftmitte geführt, so dass ein Dreieck aus Klinge, Schaft und Schrägbindung entsteht, das besonders Werkzeuge mit hoher Belastung wie Hacken bzw. Dechseln zusätzlich über die Schaftmitte stabilisiert. Typisch sind hier die außerordentlich langen, bei Hacken oft hölzernen und leicht gebogenen Klingen, die wegen der starken Hebelkräfte an der Klingenspitze anders nicht brauchbar wären.

#### Kleben
Das Kleben gehört bereits zu den entwickelteren Schäftungstechniken. Hauptsächliche Klebemittel waren Holzteer, Baumharze wie Birkenpech und Leim. Archäologische Belege weisen darauf hin, dass die ersten Kompositwerkzeuge noch ohne Klebemittel hergestellt wurden.
Ab dem Mittelpaläolithikum wurden dann in drei Regionen Klebemittel eingesetzt:
- In Europa stammen die früheste Belege für den Gebrauch von Birkenpech aus Campitello in Italien (ca. 200.000 BP), aus Inden/Altdorf (ca. 120.000 BP) und Königsaue in Deutschland (ca. 80.000–40.000 BP ka) und aus Les Vachons in Frankreich (ca. 30.000 BP).
- In der Levante fand sich der Gebrauch von Bitumen in Umm el Tlel und Hummal in Syrien (ca. 40.000 BP).
- In Afrika ist die Verwendung eines Mehrkomponentenklebers aus Gummi arabicum, Ocker und Fett für Sibudu in Südafrika (ca. 70.000 BP) belegt.

Während Bitumen natürlich vorkommt, müssen Birkenpech, Gummi und Ocker sowie der erst relativ spät verwendete Leim in mehrstufigen Verfahren hergestellt werden, die viel Erfahrung und die Kontrolle verschiedener Faktoren erfordern und ein entwickelteres Denkvermögen voraussetzen.

#### Bohren

Rekonstruktionsversuch einer frühgeschichtlichen Installation zur Steinbohrung (Steinbohrapparat), Museum zeiTTor, Neustadt/Holstein

Die Steinbohrung ist keine Erfindung der Jungsteinzeit, denn sie wurde bereits vorher zur Durchlochung kleiner Objekte wie Zähne, Muscheln oder Perlen seit dem Altpaläolithikum eingesetzt, jedoch mit Hilfe von Sticheln und ohne Drehen des Bohrers oder Schmirgelhilfen. Im Neolithikum ist die Steinbohrung mit Hilfe eines sich drehenden Bohrkopfes und Schmirgeleffekten hingegen wie der technologisch verwandte Steinschliff ein kennzeichnendes Merkmal. In allen Techniken wurde zunächst die Bohrstelle durch Picken angekörnt.
Tülle: Eine unvollständige Lochung, also keine vollständige Durchbohrung, heißt Tülle. Sie findet sich vor allem bei den Tüllenbeilen, die im Gegensatz zur Axt keine komplette Durchlochung haben, aber auch bei Lanzen und Speeren. Die Klinge wurde an dem häufig aus Geweih gefertigten Schaft in die Tülle gesteckt und mit Schlingen und evtl. zusätzlich mit Erdpech befestigt. Häufig gibt es ein Zwischenfutter zur Schlagdämpfung. Solche Tüllenbeile finden sich frühestens im Mesolithikum, vor allem aber im Neolithikum. Die Technologie ist bereits hochkomplex.
Lochen: Bohrungen in organischem Material sind seit dem Jungpaläolithikum, in hartem Felsgestein seit dem Mesolithikum bekannt. Es gab hier zwei grundlegende Techniken: die unechte Bohrung und die echte Bohrung.
Bei der unechten Bohrung wurden durch beidseitiges Picken sanduhrförmige Vertiefungen erzeugt, die ein doppeltes Bohrloch hinterließen.
Bei der echten Bohrung wird nochmals unterschieden:
- Die Vollbohrung erfolgte mit einem schnell rotierenden Bohrkopf aus hartem Material, eventuell mit Hilfe von Sand als Schmirgel. Kennzeichen ist das V-förmige Bohrloch.
- Bei der Hohlbohrung oder Zapfenbohrung werden hohles Holz, Hohlknochen oder Schilf als schnell rotierende Bohrhilfe verwendet, wobei die eigentliche Schleifarbeit durch Quarzsand erfolgt, der um den Bohrer angehäuft wird. Meist wird von zwei Seiten gebohrt. Bei einseitigem Bohren entsteht ein konischer Zapfen, der herausfällt. Die Technik ist weniger zeitaufwendig als die Vollbohrung.

Beil mit Zwischenstück

### Zwischenstücke und Zwischenfutter

Neolithische Knieholm-Dechsel mit Zwischenfutter aus Geweih zum Wechseln der Klingen (Rekonstruktion)

Zwischenstücke (Querholm) dienten nicht nur zur einfachen Querschäftung, sondern auch zur Schlagdämpfung und zur Stabilisierung der Klinge. Nicht zuletzt sollten sie das Brechen des Schaftes verhindern. Sie spielen ab dem Neolithikum eine wichtige Rolle für die Schäftung von Beilklingen.
Es handelt sich dabei meist um ein gerades Stück aus Geweih, Knochen, Elfenbein oder Holz als Fassung für die Klinge. Eine Querdurchbohrung am anderen Ende diente der Aufnahme des Schaftes oder auch nur einer Tülle. Wegen seiner Elastizität und Härte wurde bevorzugt Geweihmaterial eingesetzt.
Zwischenfutter, die direkt in den Schaft oder vorne in die Öffnung des Zwischenstückes zusätzlich eingesetzt werden konnten, erhöhten die Schlagdämpfung und erlaubten zudem den Einsatz kleinerer Klingen. (Man findet diese Technik bis heute bei Geräten mit auswechselbaren Klingen, z. B. beim Schraubenzieher.)
Unterschieden werden einfache Zwischenfutter mit oder ohne Durchbohrung, mit Zapfen, ohne und mit Dorn oder mit Flügeln. Die Sprengung des Schaftloches wurde durch den Zapfen verhindert, besonders wichtig bei den späteren Beilen der Bronze- und Eisenzeit, wo diese Technik dann standardmäßig eingesetzt wurde. Andererseits verstärkte der Zapfen die Bruchanfälligkeit des Zwischenfutters. Einfache Zapfen finden sich bereits im Mesolithikum, Zwischenfutter mit abgesetzten Zapfen tauchen erst im Jungneolithikum auf, in Süddeutschland am Bodensee eventuell durch die sogenannte Wauwil-Keramikgruppe vermittelt.

## Werkzeuge und Waffen der Steinzeit
Geschäftet wurden insbesondere:
- große Klingen (Beil, Dechsel, Hacke, Axt)
- kleine Klingen und Lamellen (Messer, Schaber, Bohrer, Stichel)
- ganze Steine (Steinkeule, Hammer)
- große Spitzen (Lanze, Speer)
- kleine Spitzen und Mikrolithen (Pfeil, Harpune, Sichel, Säge)

Es sind hier vor allem steinzeitliche Schäftungsmethoden beschrieben. Die metallzeitlichen Methoden bauen zwar auf ihnen auf, zeigen aber materialbedingt auch Abweichungen und werden daher unter Kupfer-, Bronze- und Eisenzeit dargestellt.

### Beile

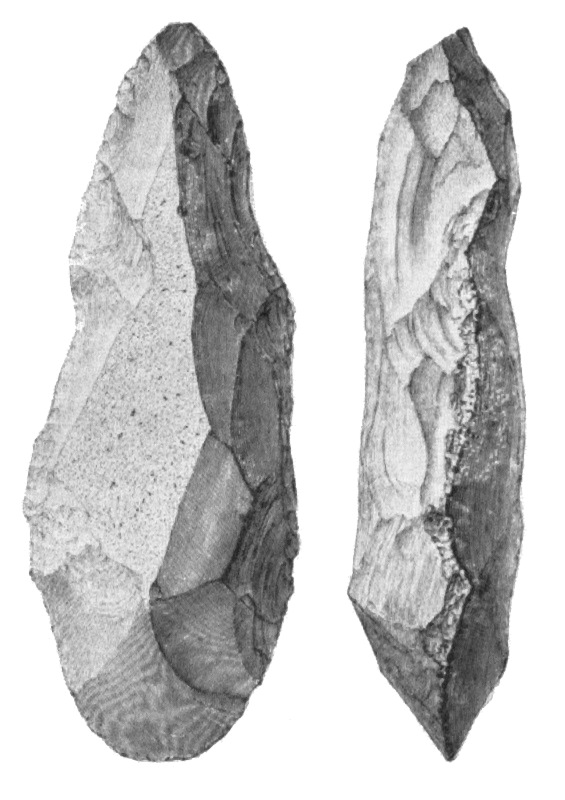
Mesolithisches Kernbeil aus Schweden

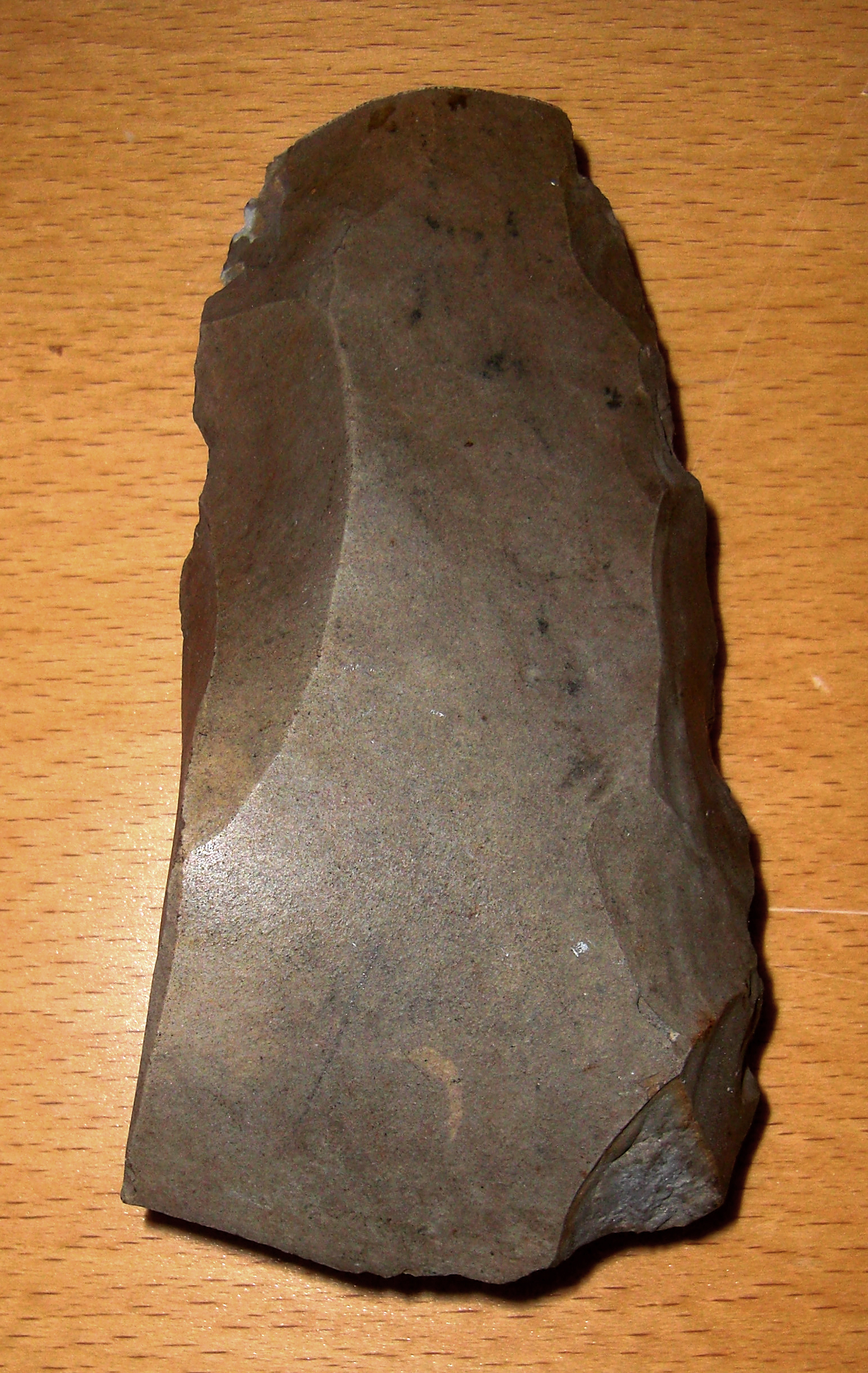
Mesolithisches Scheibenbeil aus Schweden

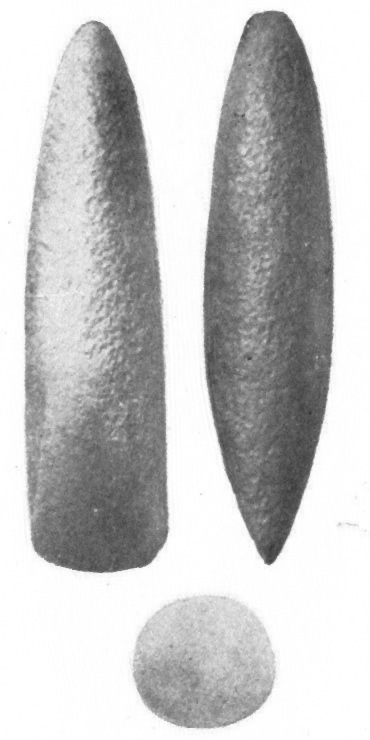
Walzenbeil mit rundem Querschnitt aus Schweden

Die ersten Steinbeile und Holzstiele wurden im Jungpaläolithikum verwendet, hauptsächlich jedoch erst im Mesolithikum. Die Schäftung von neolithischen Beilen ist durch die zahlreichen Feuchtbodensiedlungen in Südwestdeutschland und der Schweiz gut bekannt.
Als Beil wird in der Archäologie ein nicht durchlochtes Fels- oder Feuersteinstück bezeichnet mit selten völlig symmetrischer, meist leicht asymmetrischer Schneide, die parallel zur Schäftung steht, wobei die gesamte Klinge entweder indirekt über ein horizontales Zwischenstück oder direkt in der Schaftlochung befestigt ist und der Beilnacken darüber hinaus ragt oder mit ihm abschließt.
Stücke mit quer stehender Schneide heißen Dechsel (je nach Größe, Form und davon abhängiger Schäftung auch Querbeil, Breitbeil, Flachbeil, Dachsbeil oder Schuhleistenkeil genannt). Dabei handelt es sich um ein kleines, oft einhändig geführtes Beil mit leicht asymmetrischer Klinge (ähnlich dem modernen Zimmermannsbeil) zur Holzbearbeitung, das besonders in Gestalt des langen Schuhleistenkeils für die frühen bandkeramischen Agrargemeinschaften des Balkan in der zweiten Hälfte des 6. Jahrtausends v. Chr. als typisch gilt. Solche Quer- und Scheibenbeile sind neben Mikrolithen und Äxten typische Werkzeug des Mesolithikums. Auch im frühen und mittleren Neolithikum, wo es zu immer ausgedehnteren Rodungen kommt, waren sie in ganz Europa mit die wichtigsten Geräte.
Beile gibt es vor allem in drei Grundformen:
- Das Kernbeil, dessen Klinge in Kerntechnik gewonnen wurde.
- Das Scheibenbeil wurde mittels Abschlagtechnik produziert.
- Das Walzenbeil: ebenfalls in Abschlagtechnik, aber dann walzenartig rund geschliffen.

Kernbeile und Scheibenbeile gibt es fast nur nördlich der Elbe: in Skandinavien, Mecklenburg, Pommern, Holland und Südostengland. Scheibenbeile, die man aus einer Feuersteinscheibe fertigte und in einen Holzstiel klemmte, wurden vor allem zur Entrindung von Bäumen und zum Aushacken von Einbäumen verwendet. Sie sind eventuell im Mesolithikum eine langlebigere Form als die Kernbeile und scheinen diese langsam abzulösen. An manchen Beilklingen wurden Reste von Schäftungspech gefunden. Man geht daher von einer Schäftung mit Zwischenfutter aus Geweih aus. Für den Halt sorgte eine Füllung zum Beispiel aus Bast oder aus Laub. Gelegentlich war der Beilnacken zu diesem Zweck noch sekundär gepickt.
Es finden sich folgende Sonderformen:
- Knieholm: Bei ihm wurde die Klinge der Dechsel oben oder unten an ein knieartig vom Schaftstamm abzweigendes Aststück oder eine Geweihsprosse gebunden (ober- bzw. unterständige Schäftung).
- Flügelholm: mit flügelförmigem Holm.
- Tüllenbeile: Tüllen gab es mit oder ohne Zwischenfutter. Die Tülle steckte im Stielloch und war dort festgeklebt und/oder festgebunden.
- Geweihaxt und Geweihbeil: Ein Geweihstück mit angeschrägter Schneide wurde für den Einsatz des Schaftes durchbohrt. Das andere Ende des Geweihstückes wurde mitunter mit einer Tülle zur Aufnahme einer Steinklinge versehen, so dass eine Kombination aus Geweihaxt und Geweihbeil entstand.

In Nordamerika finden sich die ersten unpolierten Beilklingen (celts) in der Dalton-Kultur im Südosten und in der Windust-Phase im Plateau-Gebiet, beide ab 8500 v. Chr. In Südamerika haben die ersten Beilklingen bereits einen polierten Schneidenteil (um 7000 v. Chr.). In Mesoamerika und dem zentralen Andengebiet, die später die höchste Kulturentwicklung aufweisen, erscheinen dagegen Beilklingen erst ab 2000 v. Chr.
Für Ozeanien werden mehrere Beiltypen unterschieden, die nach Robert Heine-Geldern Relevanz für die neolithische Besiedlung des Raumes aus Ostasien haben. Siehe Besiedlung Ozeaniens.

### Hacken

Feldarbeiter mit einfachen neolithischen Querbeilen (geschäftete Holzhacken). Solche Kniestielhacken sind in Afrika teilweise heute noch in Gebrauch. Wandmalerei im Grab des Ti, Sakkara, 5. Dynastie.

Hacken sind prinzipiell mesolithische Werkzeuge. In der Archäologie werden für Europa so meist Geräte bezeichnet, die anders als Dechseln vollständig aus Geweih oder seltener zumindest teilweise aus Knochen hergestellt wurden, aber ebenfalls eine zum Schaft quer stehende Klinge haben. Nur wenige Klingen sind wie die aus Nižnie Veretie I in Nordrussland (ca. 7050–6520 v. Chr.) aus Feuerstein gefertigt, ahmen aber möglicherweise Geweihhacken nach.
Man stellte sie etwa aus einem durchlochten Schulterblatt oder einer Schaufel des Hirsch- oder Elchgeweihs her, dessen abzweigende Sprossen entweder entfernt wurden, wonach man das Reststück am Ende für einen hölzernen Schaft durchbohrte, oder aber man benutzte einen Teil des Schaftes und durchbohrte den Stumpf der Mittelsprosse so, dass er als Fassung für den Stiel diente.
Aber auch im Jangtsekiang-Tal Chinas wurden Hacken mit Schaftlöchern aus Knochen und poliertem Stein gefunden, die dort im 5. Jahrtausend einen frühen Ackerbau belegen. Für Melanesien sind in der Fundstelle Kafiavana sogar 11.000 Jahre alte, polierte und geschliffene Hacken gefunden worden, die wohl zum Roden von Buschwerk eingesetzt wurden.
Hacken finden allerdings nicht nur bei der Holzbearbeitung Verwendung, sondern auch bei der Bodenbearbeitung, denn Querbeile eignen sich vor allem zum Bearbeiten von Flächen, Geradbeile hingegen zum Hacken von Kerben. Allerdings wurden Beile auch als Waffen eingesetzt, wie die Skelettbefunde des Massengrabs von Talheim ausweisen.
Eine Sonderform der Hacken sind die Pickel, die im Bergbau zur Förderung von Feuerstein eingesetzt wurden, vor allem ab dem Neolithikum. Statt einer Schneide haben sie eine Spitze. Auch bei den Großbauten der Megalithkultur (Neolithikum und Bronzezeit) dürften sie eingesetzt worden sein.

### Äxte

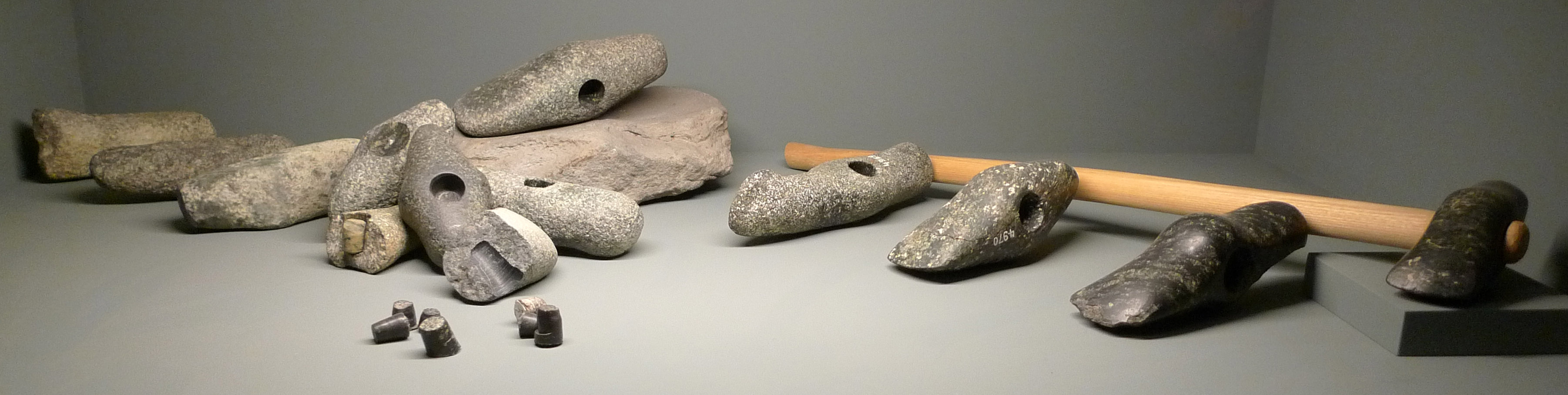
Herstellung einer Steinaxt: links die konischen Kerne, in der Mitte Kerne mit Hohlbohrung, rechts ein fertiges Exemplar (mit modernem Holzschaft). Jungsteinzeitsiedlung Vinelz, Bielersee, ca. 2700 v. Chr.

Eine Axt hat eine Durchlochung der Klinge oder doch wenigstens eine Tülle, ist also archäologisch durch die Schäftungsart definiert. Die Unterscheidung zwischen den ja stets stiellos aufgefundenen Beilen und Äxten ist nicht immer klar zu treffen. In die Durchbohrung der Axtklinge wurde der konische Schaft eingeführt, der durch einfaches Aufschlagen befestigt wurde, wobei durch Wasser mitunter vor allem bei runden Schäften diese anschließend noch zum Aufquellen gebracht wurden.
Die Streitaxt, eine als Waffe gebrauchte Steinaxt mit Schaftloch und einem Hammerkopf gegenüber der Schneide, findet sich außerhalb des nordischen Bereichs bei den Schnurkeramikern sowie östlich davon zwischen 2800 und 2400 v. Chr. Sie ist für mehrere neolithische Kulturen das gemeinsame Merkmal, außer der schnurkeramischen Kultur vor allem die nordische Einzelgrabkultur, während sie etwa bei den nachfolgenden Glockenbecherleuten völlig fehlt.
Streitäxte gibt es in verschiedenen Sonderformen: Amazonenäxte, Knaufhammeräxte, Hammeräxte. Eine nordische Sonderform ist die Bootaxt, eine Streit- oder Hammeraxt der Einzelgrabkultur. Sie hat ihren Namen nach der bootähnlichen Form, wenn man sie von der Seite betrachtet, und weist auch um das Schaftloch herum eine ähnliche Form auf.

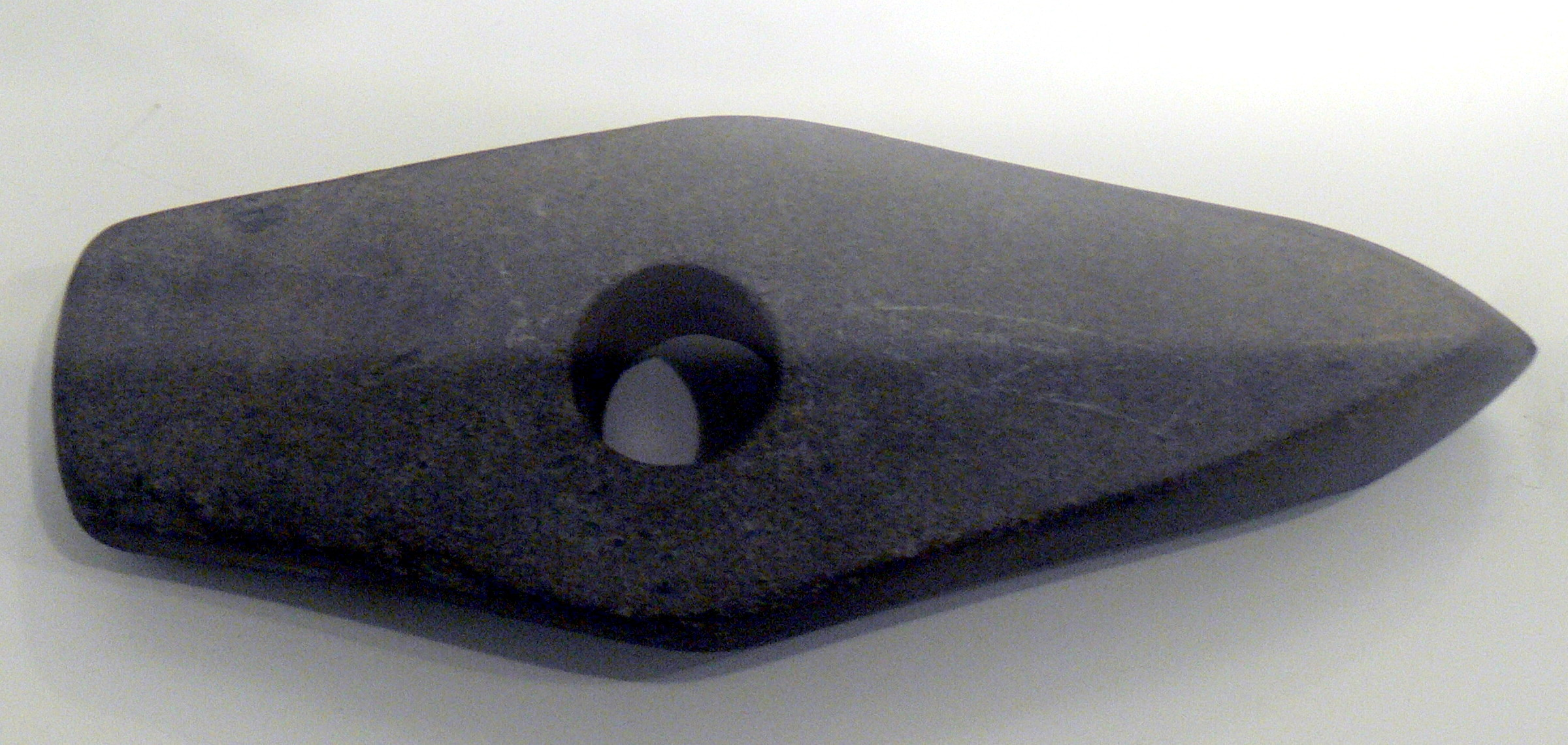
Jungsteinzeitliche Streitaxt aus Bayern
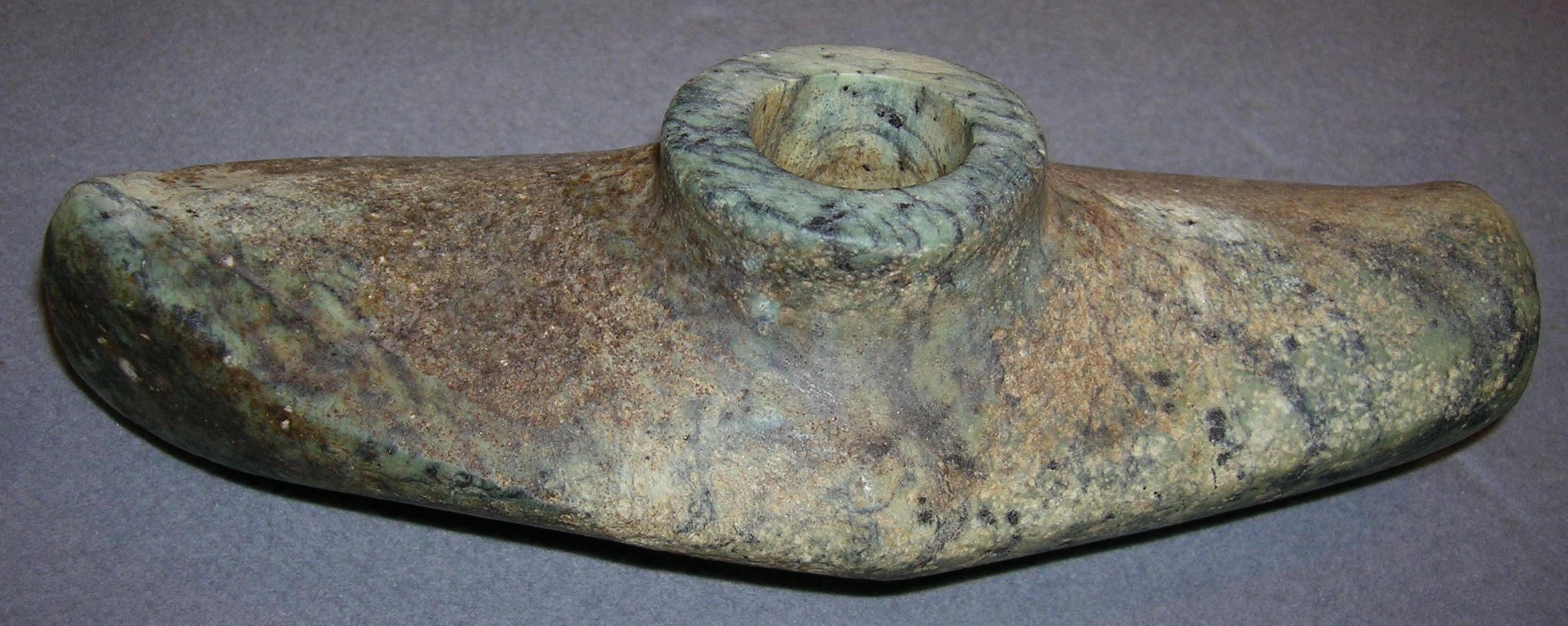
Bootaxt aus Norwegen (2800–2400 v. Chr.)
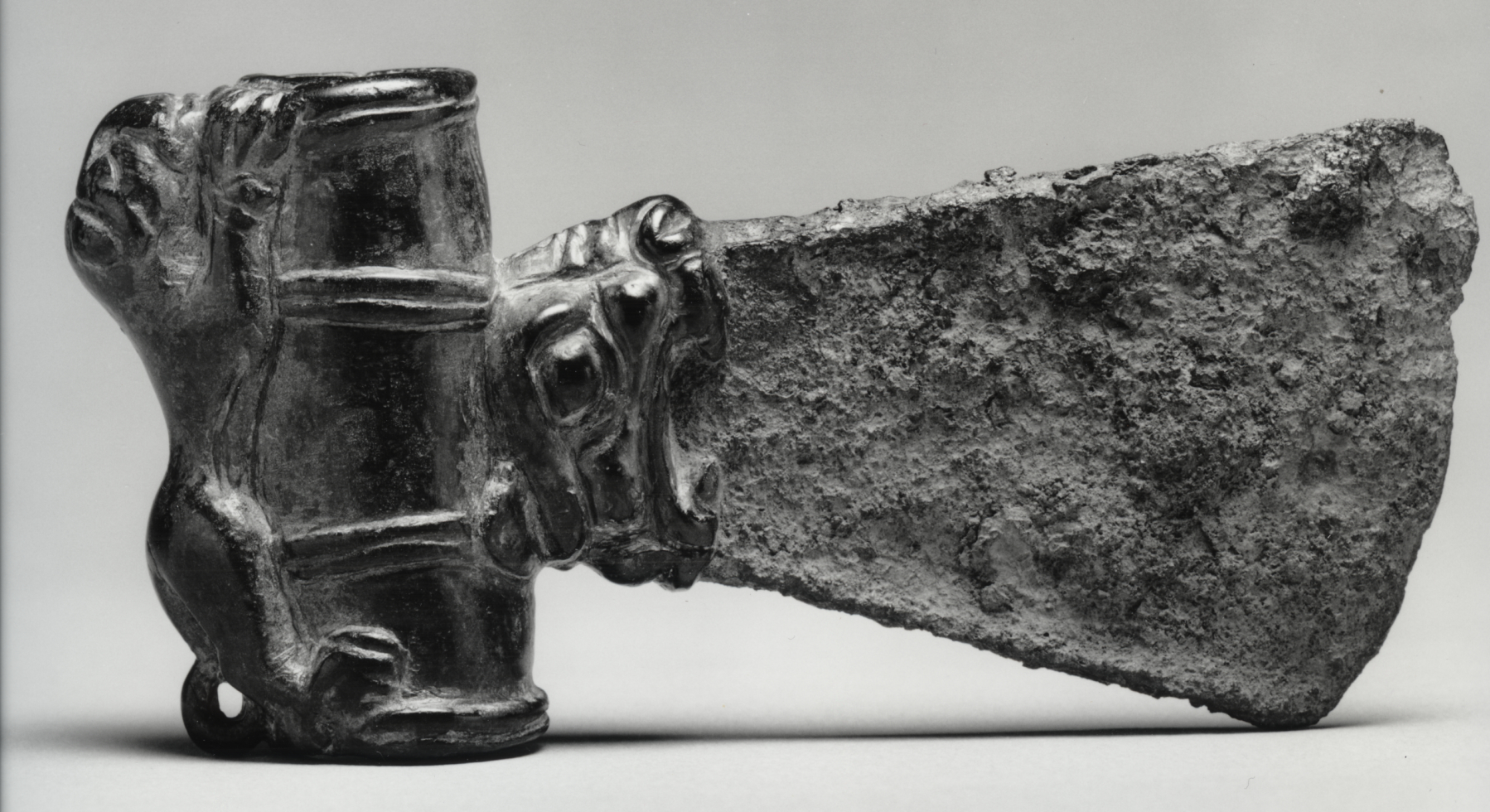
Zum Vergleich eine iranische Axt aus der Metallzeit: Klinge aus Eisen, Schafthülse aus Bronze (9. Jh. v. Chr.)
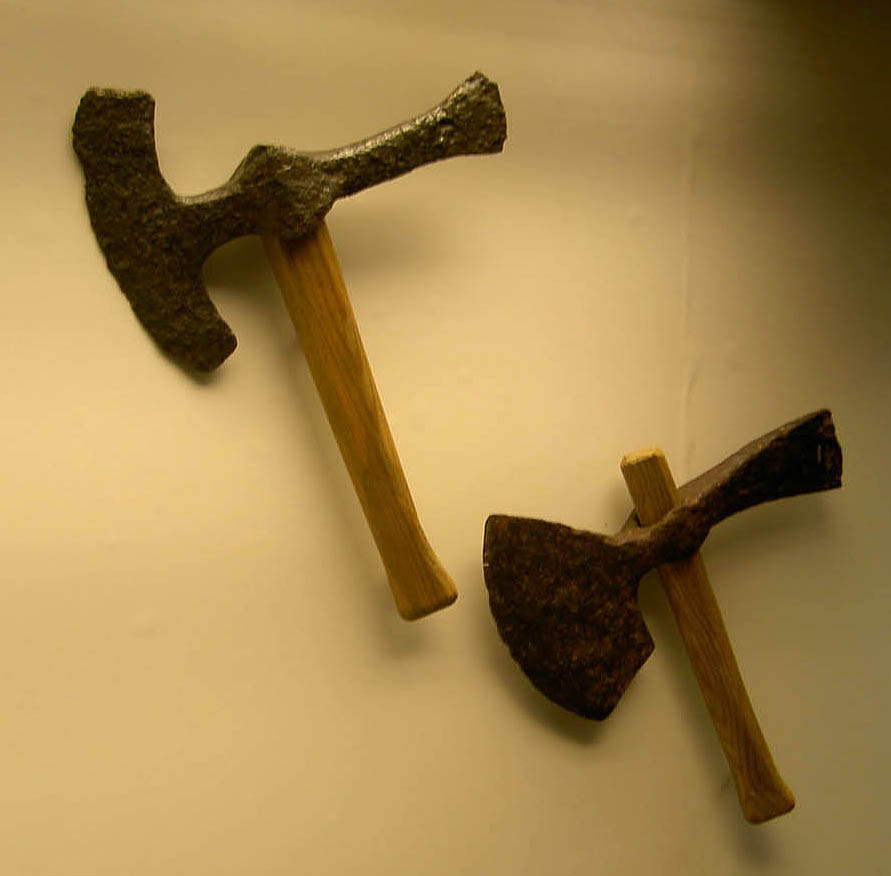
Diese spanischen Streitäxte aus dem 6.–8. Jh. n. Chr. zeigen dieselbe Schäftung

### Keulen

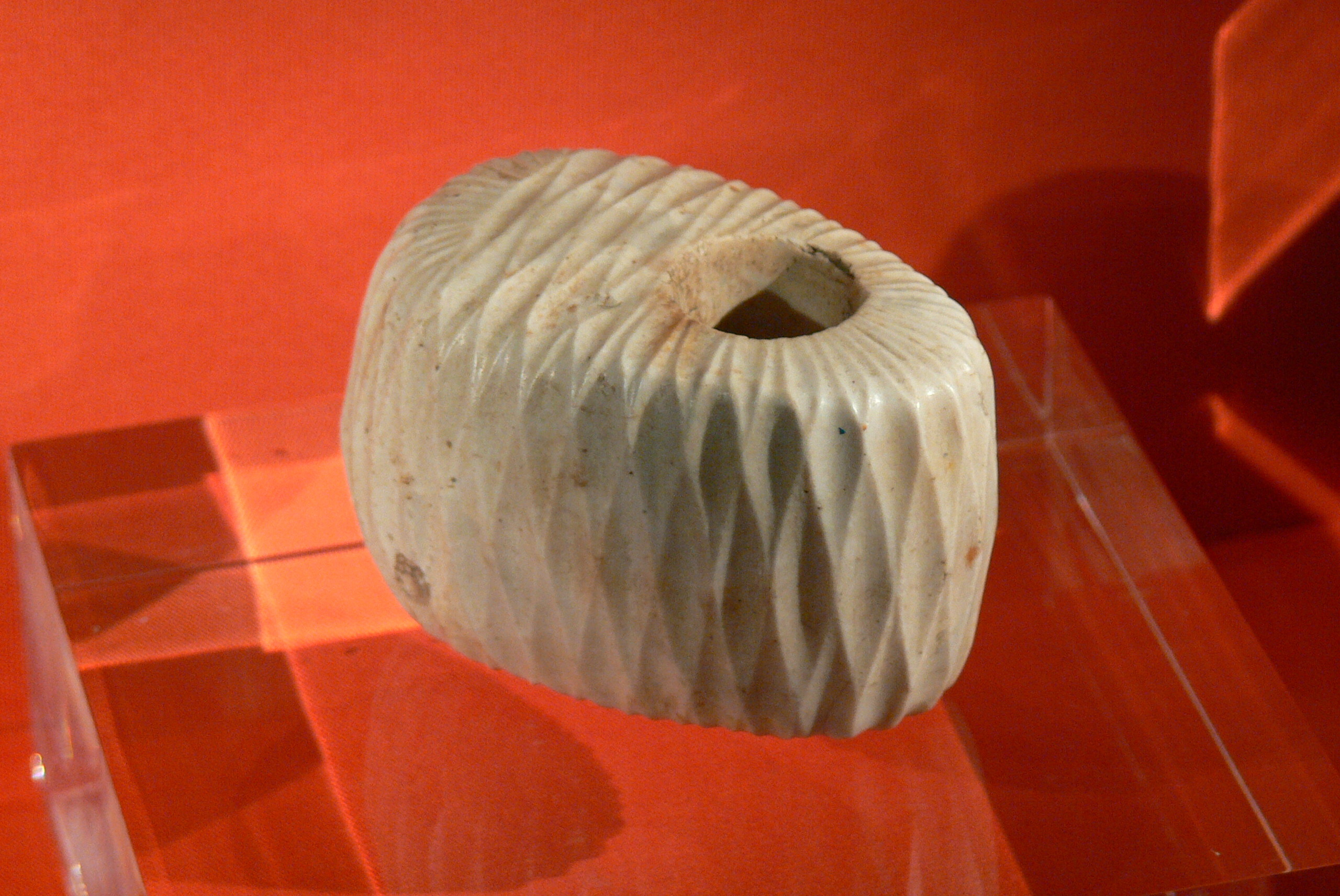
Keulenkopf aus Feuerstein, 3000–2500 v. Chr., Wales

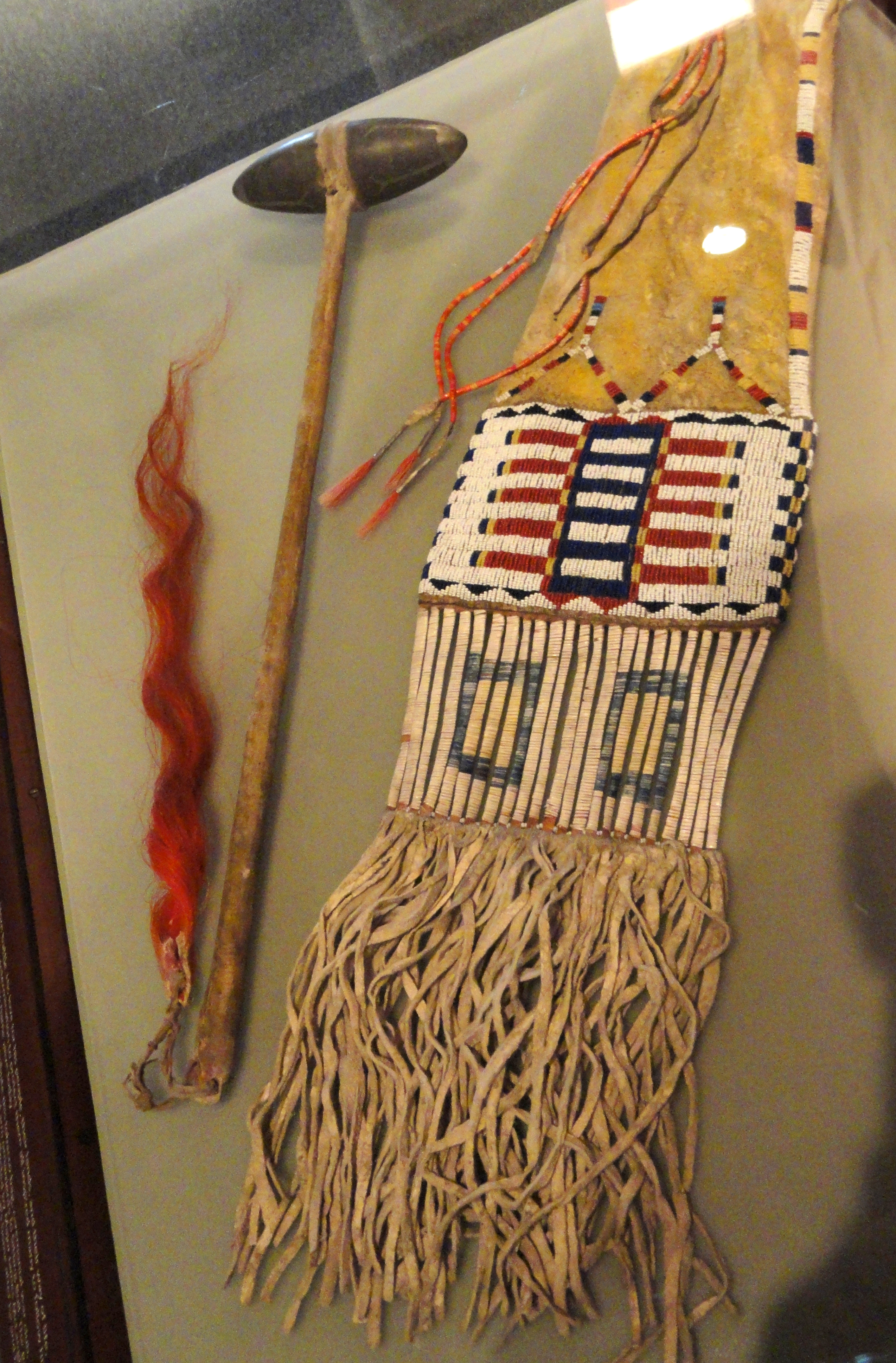
Zeremonielle Kriegskeule und Tabaksbeutel des Häuptlings Sitting Bull

Die Schäftung von Keulen ist der von Beilen und Äxten sehr ähnlich. Wegen der runden Form des Keulenkopfes war dies besonders schwierig, sodass gut gemachte Keulen selten waren. Keulen gelten als urtümliche Angriffswaffen. Die ersten kupfernen Keulenköpfe (Mesopotamien, ca. 2500 v. Chr.) gelten als erste Nutzung von Metall jenseits dekorativer Zwecke.
Geschäftete Keulen gibt es seit dem frühen Mesolithikum (Geröllkeulen) bis ins Neolithikum sowie ethnologisch vielfach bis heute, etwa in Neuseeland, wo sie häufig nicht geschäftet, aber aus edlen Materialien wie Jade hergestellt sind. Archäologisch sind sie aber im Vergleich zu Beilen und Äxten eher selten. In Mesoamerika waren sie allerdings eine wichtige Kampfwaffe. Sie sind die Nachfolger der ungeschäfteten Schlagkeulen aus Holz.
Keulenköpfe finden sich in mehreren Formen:
- Wenig modifizierte Geröllkeulen aus vorhandenen Knollen mit einer Durchbohrung in der Mitte.
- Eine plumpe Form, länglich, mit einer Einschnürung um die Mitte zur Befestigung des Schaftes.
- Scheibenkeulen: rund und flach, um das Mittelloch herum erhöht.
- Konische Keulen.
- Birnenförmige Keulen sowie als Mischform konisch-birnenköpfige Keulen.
- Doppelspitzkeulen: länglich mit zwei konischen Spitzen.

Durchlochung: durch trichterförmiges Picken oder Vollbohrung. Seit dem Neolithikum auch als Hohlbohrung.
Als sehr alte Formen gelten die Hacken der Lyngby-Kultur, sie ähneln den älteren Knochengeräten aus Zhoukoudian und Bilzingsleben. Im Maglemosien findet sich ein Typ, der sich eventuell aus dem Walzenbeil entwickelt hat. Weitere Sonderformen gibt es im Campignien. Manche Formen imitieren reine Holz- oder Geweihkeulen.
Keulen dienten wohl als Waffe und zum Töten von Tieren. Reine Holzkeulen sehr viel älter. Eine in der Nähe des Kalambofalls (Sambia) gefundene Holzkeule ist 200.000 Jahre alt. Selbst bei Schimpansen wurde der Gebrauch von Keulen beobachtet.

### Hämmer

Zwei Hammerköpfe mit Rille für die Klemmschäftung. Frühe Eisenzeit Spaniens, 750–500 v. Chr.

Statt wie beim Beil eine Schneide hat der Hammer eine Schlagfläche. Als Ursprung gilt der meist ungeschäftete, bis zum Ende des Neolithikums gebrauchte Hammerstein (Klopfstein, Schlagstein), der bei der Werkzeugherstellung verwendet wurde (sog. Sphäroid), um Abschläge zu erzielen und als ältestes Werkzeug bereits bei den Bonobos nachgewiesen ist. Die ältesten geschäfteten Hämmer stammen vom Ende des Jungpaläolithikums. Eingesetzt wurden sie vor allem ab dem Mesolithikum.
Geschäftet sind sie meist wie Äxte mit einem Loch in der Klinge oder auch wie ein Beil mit Schaftloch oder auch in Klemmschäftung. Sonderformen sind Kombinationen mit Beil oder Axt, etwa die Hammeraxt der Aichbühler Gruppe Oberschwabens, die Streitaxt der Einzelgrabkultur oder die skandinavischen Bootäxte. Mesolithisch finden sich gelegentlich auch durchbohrte Hammerköpfe aus Hartholz; leichte Hämmer wurden auch aus Geweihmaterial hergestellt. Ab der Bronze- und Eisenzeit wurden Hammerköpfe zunehmend auch aus Metall gefertigt, aber Steinhämmer finden sich noch bis in die Eisenzeit.

### Lanzen und Speere

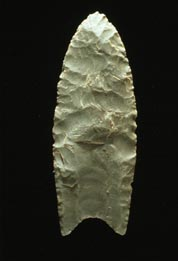
Paläoindianische Clovis-Speerspitze mit Kannelierung, 11.000 BP. Das konkave Ende wird in den Schaft gesteckt.

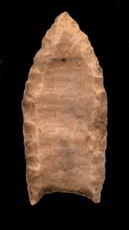
Folsom-Spitzen sind flacher und breiter, dafür ist die Kannelierung stark ausgeprägt.

Der Übergang zwischen Lanze und Speer ist fließend und archäologisch oft nicht genau feststellbar. Lanzen können als Stoßwaffen sehr lang sein und haben oft große, schwere Spitzen. Kürzere Lanzen können über geringere Distanzen auch geworfen worden sein und bilden somit den Übergang zum kürzeren und leichteren Speer. Speere sind Wurfwaffen mit kleinerer Spitze. Dazu gab es kleine, schlanke Speere zum Fischstechen.
Vor der Erfindung der Schäftung waren Lanzen und Speere einfache Holzstangen, auf einer Seite angespitzt. Solche Speere gab es schon im ausgehenden Altpaläolithikum (siehe Schöninger Speere). Erst im ausgehenden Mittelpaläolithikum wurden Speere nachweislich mit einer separaten Spitze aus hartem Material versehen. In Südafrika wurden allerdings nordwestlich der Stadt Kathu mehrere hundert Spitzen aus Bändereisenerz gefunden, im Durchschnitt 7 cm lang, bei denen die Form und feine Risse darauf hindeuten, dass sie als Speerspitzen verwendet wurden. Sie stammen aus einer Schicht, die ungefähr 500.000 Jahre alt ist. Damit wären dies die ältesten Hinweise auf geschäftete Speere.
Die älteste geschäftete Lanze wurde in Clacton-on-Sea gefunden. Sie wird gelegentlich auch als Speer interpretiert, denn sie ist nur 40 cm lang. In den Schaftschlitz wurde vermutlich nur eine Blattspitze eingeschoben, die sich nach dem Auftreffen vom Schaft löste und im Tierkörper blieb. Eine zweieinhalb Meter lange und drei Zentimeter dicke Holzlanze, ebenfalls ohne die zugehörige Spitze, fand sich in Stuttgart-Bad Cannstatt (Steinbruch Haas). Sie ist etwa 250.000 bis 300.000 Jahre alt und wurde dem Homo erectus zugeordnet.
Die Schäftung musste vor allem bei großen Lanzen stabil sein. Bei Speeren genügte es oft, wenn die Spitze in der Beute stecken blieb, so dass die Verbindung zum Schaft weniger fest sein konnte. Die Spitzen waren meist aus Stein, z. B. die Gravettespitzen. Vor allem kürzere Speere hatten oft auch Knochenspitzen. Die Spitzen zeigen insgesamt eine große Formenvielfalt. Im Aurignacien findet sich eine Vielzahl von Schäftungsarten, die alle später vorkommenden bereits enthält.

Gegabelte Spitzen, spätes Magdalénien (12.000 bis 10.000 BP), Isturitz-Höhle, Pyrénées-Atlantiques

- Steinspitzen wurden wohl in die gespaltene Spitze des Schaftes eingeklemmt, mit Harz festgeklebt und zusätzlich mit Riemen, Sehnen oder Bast festgebunden.
- Feuersteinspitzen wurden in eine geschnitzte Rinne des Schaftes eingekittet und umwickelt. Bei runder Basis erhielten sie eine Tülle, bei flacher Basis wurden sie im Schaftspalt direkt befestigt.
- Mikrolithen aus Feuerstein wurden in zwei gegenüberliegende Rillen am Speerkopf eingesetzt und festgekittet.
- Bei Spitzen aus Geweih, Knochen oder Elfenbein wurde der Schaft unterschiedlich präpariert: als runde oder spitze Tülle, kegelförmig, gespalten oder abgeschrägt, oder er erhielt einen Stiel.[58] Die Spitzen wurden durch Umwickelung befestigt. Eine bruchanfällige, aber mechanisch günstige Variante ist eine Spitze mit gegabelter Basis. Sie stellt eine besonders feste Verbindung zwischen Spitze und Schaft her.[59]

Bei den paläoindianischen Clovis- und Folsom-Spitzen findet sich eine Kannelierung, die für eine spezielle Schäftung geeignet ist. Bei den Folsom-Spitzen ist sie besonders ausgeprägt.

### Pfeile

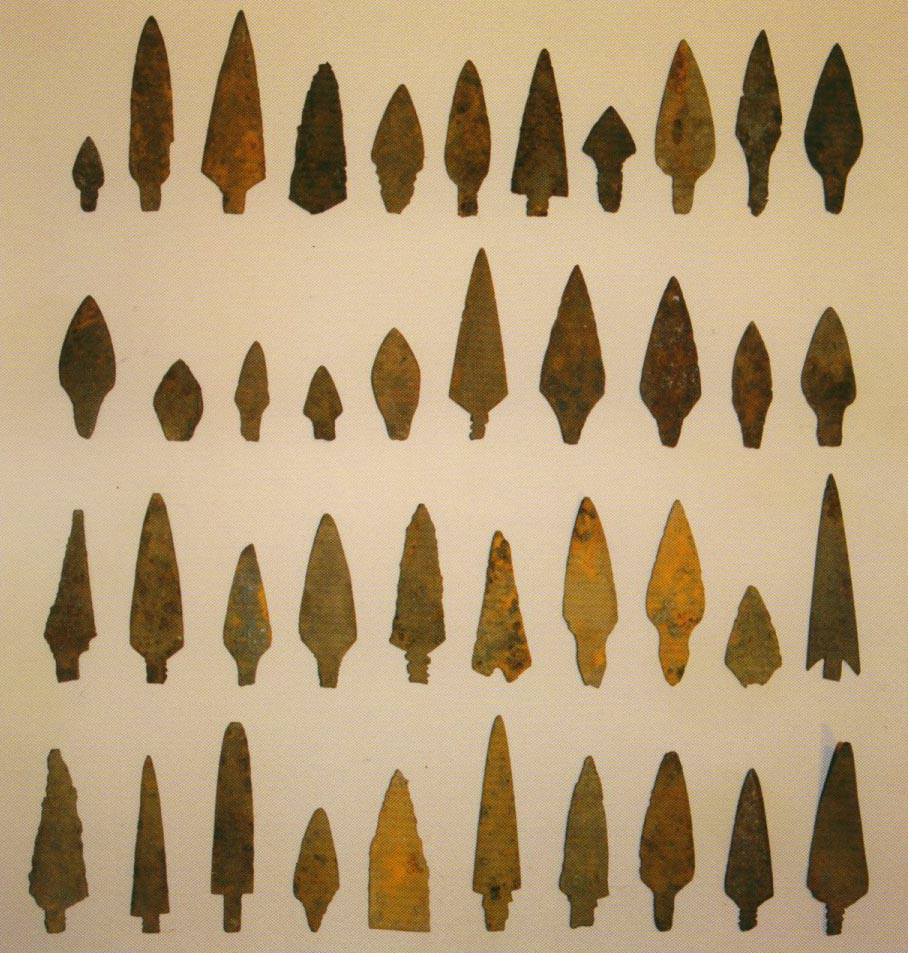
Neolithische Pfeilspitzen der Apachen, 19. Jh.

Pfeil und Bogen sind eine komplizierte, späte Entwicklung der Jagdtechnik. Die ältesten gefundenen Pfeilspitzen stammen aus dem Jungpaläolithikum (ca. 30.000 BP). Vollständige Pfeile sind erst ab 9.000 BP im nördlichen Mitteleuropa (Hamburger Kultur und Ahrensburger Kultur) sowie etwa gleichzeitig in Südafrika erhalten.
Pfeile konnten gefiedert sein und insgesamt aus vielen Komponenten bestehen. Die Befestigung der Spitze musste sehr stabil sein, da beim Aufprall starke Kräfte entstehen. Im Mesolithikum entwickeln Pfeilspitzen einen enormen Formenreichtum.
Es gab Spitzen mit und ohne Stiel. Spitzen ohne Stiel können an der Basis konkav, konvex oder flach sein. Pfeilspitzen wurden entweder in eine Tülle am Schaft oder in den gespaltenen Schaft eingesetzt und verklebt oder umwickelt. Pfeilspitzen aus Feuchtbodensiedlungen enthielten teilweise noch Reste von Birkenpech. Auch zusammengesetzte Pfeilspitzen kamen vor: Man ritzte schmale Spalte in eine knöcherne Spitze, setzte dort Mikrolithen ein und befestigte sie mit Harz.

### Harpunen
Harpunen sind oft insgesamt aus Knochen oder Geweih geschnitzt. Es gibt aber auch Schäftungen mit Mikrolithen und separate Geschossspitzen aus Horn oder Knochen. Eine Spitze mit Widerhaken bleibt in der Beute stecken. Daher muss sie so befestigt sein, dass sie sich abtrennen kann, während der Schaft in der Hand des Jägers bleibt. Über eine Schnur bleibt die Spitze mit dem Schaft verbunden, damit die Beute nicht verloren geht.

### Sicheln und Sägen

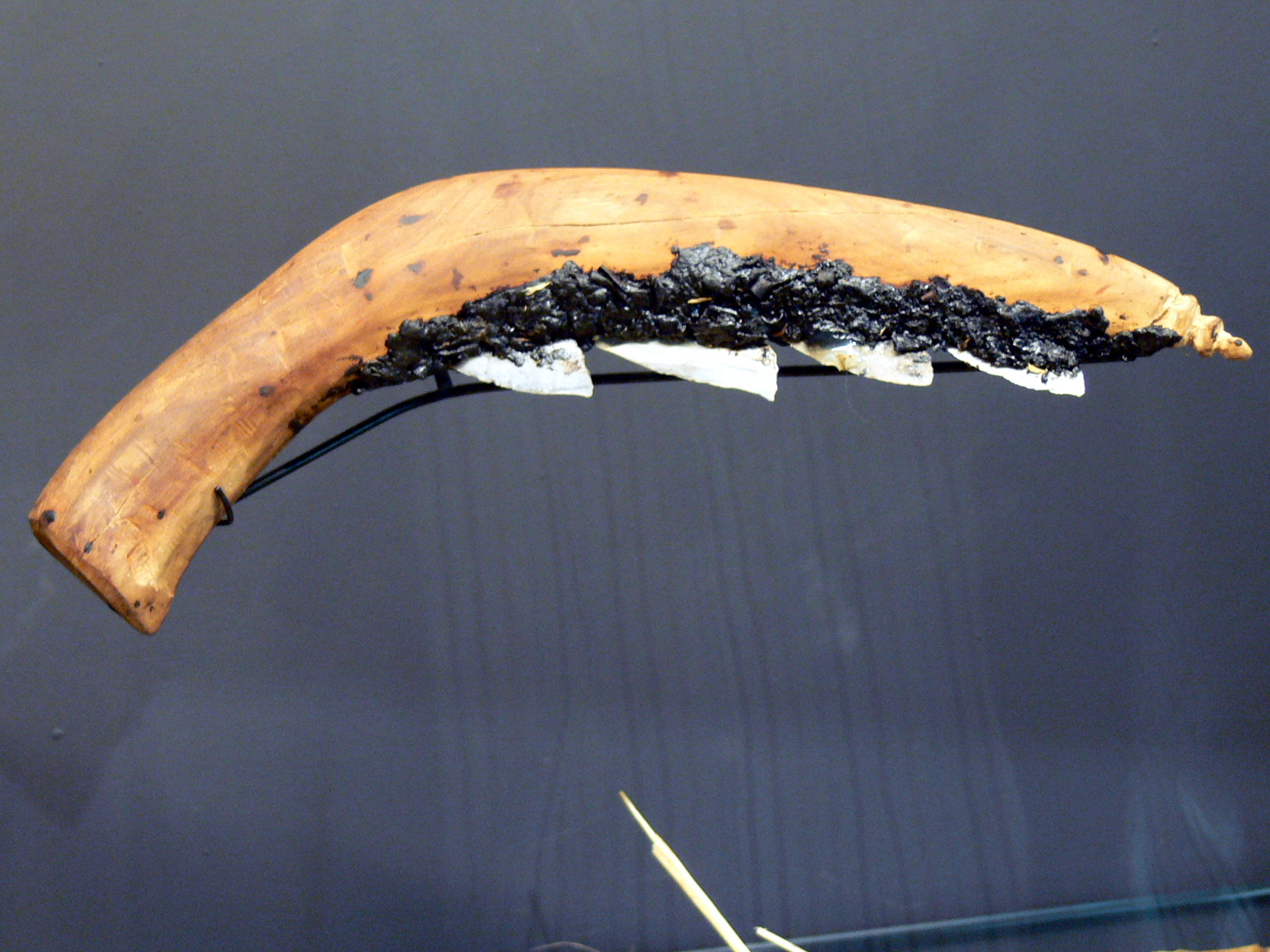
Sichel aus der Jungsteinzeit mit Klingen- oder Mikrolitheneinsätzen

Sicheln oder Erntemesser wurden ab dem Meso- und Neolithikum beim frühen Ackerbau verwendet. Die frühesten Sicheln stammen aus der Zeit zwischen 9000 und 8500 v. Chr. und wurden im Irak und in Israel gefunden.
Die meist aus Feuerstein gefertigten Sichelschneiden bestanden aus einer einzelnen, zwei gebogenen oder vielen kleinen Klingen, (Mikrolithen), die in einem Schlitz im verdickten Mittelteil eines gebogenen Holz- oder Geweihgriffes eingelassen und mit Pech verkittet waren. Manchmal bestückte man im Mesolithikum Geweihstücke so dicht mit Mikrolithen, dass man von einer Säge sprechen kann. Ein mit sieben Schäftungslöchern versehenes poliertes Steinmesser aus dem 5. Jahrtausend fand sich im Jangtsekiang-Tal.
Typisch für die neolithischen, ansonsten sehr vielgestaltigen Sicheln ist, dass die Griffe sich im Lauf der Zeit immer mehr krümmen. Die am stärksten gekrümmten Exemplare, die zuerst in Südosteuropa und in der Donau-Kultur auftauchen, bildeten dann offenbar die Vorbilder für die Sicheln der Bronzezeit.

## Kulturhistorische Periodik in Europa
Als grobes Ordnungssystem hat sich das bekannte Dreiperiodensystem bewährt. Es ist jedoch vor allem für europäische Verhältnisse konzipiert worden. Für andere Kulturbereiche gelten zum Teil andere kulturhistorische Ordnungskriterien, die auch für den interkulturellen Vergleich von Bedeutung sind. Zur Periodik und zu den außereuropäischen Sonderfällen siehe Ur- und frühgeschichtliche Terminologie und Systematik.
Das Schwergewicht der folgenden Darstellung liegt auf dem europäischen, mediterranen und nahöstlich-vorderasiatischen Kulturraum. In den weiteren Erdteilen vollzogen sich Parallelentwicklungen. Bei einem technischen Problem wie der Schäftung musste es zwangsläufig überall zu ähnlichen Lösungen kommen. Benachbarte Kulturen haben aufeinander eingewirkt. Kulturelle Zusammenhänge reichen von Europa bis in die weiten Ebenen Russlands und sogar bis nach China. Vom Osten Asiens aus ist es immer wieder über den Steppengürtel hinweg zu Wirkungen auf westliche Kulturen gekommen, wie sie sich etwa im Kessel von Gundestrup aus Dänemark manifestieren könnten. Solche Kontakte wirkten in beide Richtungen. So fand man etwa Bronzen aus der Steppe im China der Shang-Zeit, zum Beispiel Messer aus Karasuk, geschäftete Äxte oder Speerspitzen aus der Uralgegend usw.

### Steinzeit
| Übersicht Urgeschichte | Übersicht Urgeschichte | Übersicht Urgeschichte | Übersicht Urgeschichte |
| ---------------------- | ---------------------- | ---------------------- | ---------------------- |
| Holozän                | (➚ Frühgeschichte)     | (➚ Frühgeschichte)     | (➚ Frühgeschichte)     |
| Holozän                | Eisenzeit              |                        |                        |
| Holozän                | späte Bronzezeit       |                        |                        |
| Holozän                | mittlere Bronzezeit    |                        |                        |
| Holozän                | frühe Bronzezeit       |                        |                        |
| Holozän                | Bronzezeit             |                        |                        |
| Holozän                | Kupfersteinzeit        |                        |                        |
| Holozän                | Jungsteinzeit          |                        |                        |
| Holozän                | Mittelsteinzeit        |                        |                        |
| Pleistozän             | Jungpaläolithikum      |                        |                        |
| Pleistozän             | Mittelpaläolithikum    |                        |                        |
| Pleistozän             | Altpaläolithikum       |                        |                        |
| Pleistozän             | Altsteinzeit           |                        |                        |
| Pleistozän             | Steinzeit              |                        |                        |

#### Altsteinzeit

##### Altpaläolithikum
Im Altpaläolithikum sind in der frühen und mittleren Phase keine Schäftungen nachweisbar, was nicht heißt, dass es sie nicht in der urtümlichen Form gegeben haben könnte. In der Endphase des Altpaläolithikums treten dann erste nachweisbare Schäftungen auf. Neben den Schöninger Klemmschäften gibt es Funde von Stöcken mit Kerben an den Enden, die darauf hinweisen, dass die Menschen bereits vor 400.000 Jahren Geräte geschäftet haben. Schaber, Kratzer und Spitzen bzw. Spitzklingen waren zweckmäßig oft nur in Schäftungen zu handhaben. Vor allem im Sangoan und Lupemban des späten Acheuléen Afrikas gab es möglicherweise geschäftete Beile, da ihr Gebrauch ohne Schaft kaum möglich war. Am Fundort Bilzingsleben (um 370.000 BP) waren die Geräte noch ungeschäftet, etwa das sogenannte „Urbeil von Bilzingsleben“ und Speere mit angespitztem Ende.

##### Mittelpaläolithikum
Im Mittelpaläolithikum gab es keine wesentlichen Weiterentwicklungen, wohl aber eine Ausweitung der Schäftung auf andere Geräte. Die Ableitung mittelpaläolithischer Kulturen aus den altpaläolithischen gilt jedenfalls als unproblematisch. An manchen mittelpaläolithischen Abschlägen ohne weitere Retusche fanden sich typische Gebrauchsspuren. Auch viele Schaber, Spitzen und Messer, typische Erzeugnisse der Levallois-Abschlagtechnik insbesondere des Moustérien, weisen Gebrauchsspuren auf. Dazu fand man Reste von Klebemitteln wie Birkenpech, teils mit Werkzeugabdrücken. Projektilspitzen sind nun häufig und treten erstmals in speziellen Formen auf, vor allem als Blattspitzen, die geschäftet gewesen sein müssen, um benutzbar zu sein.

##### Jungpaläolithikum

Verbreitung des Aurignacien, der ältesten jungpaläolithischen Kultur (ca. 47.000–27.000 v. Chr.). Die Angaben sind unkalibriert.

Verbreitung des Magdalénien, der jüngsten jungpaläolithischen Kultur in Europa (ca. 16.000–9.500 v. Chr.).

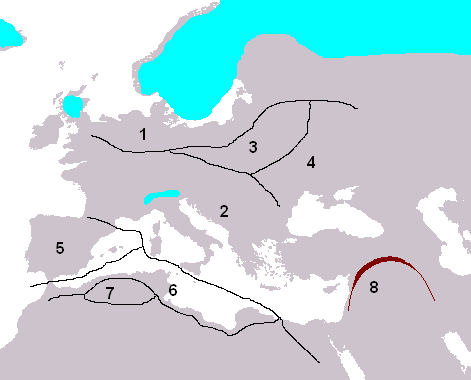
Europa und angrenzende Kulturen um 8500 v. Chr.
1 Jungpaläolithische Kulturen
2 Mesolithische Kulturen
3 Swidérien
4 Tardenoisien der Steppe
5 Iberisches Capsien
6 Ibéromaurusien
7 Jüngeres Capsien
8 Fruchtbarer Halbmond
Blau: mit Eis bedeckte Bereiche

Im Jungpaläolithikum entstand die erste als modern zu bezeichnende Kultur. Man findet hier ein kreatives und dynamisches Leistungsspektrum in Technologie und Kunst. Die Steintechnologie wirkt jetzt vom Aurignacien bis zum Magdalenien und Epigravettien variantenreicher und zeigt häufiger Innovationen. Es wurden längliche und gleichmäßige Abschläge hergestellt, die gut geschäftet werden konnten. Diese neuen Klingenformen setzten sich in ganz Eurasien in unterschiedlichen Varianten durch. All diese Typen lassen sich bereits zu Beginn des Jungpaläolithikums nachweisen.
Die Schäftungstechnik weitet sich entsprechend aus und damit der Einsatz von Materialien wie Holz, Knochen, Horn oder Elfenbein. Schäftungen werden üblich, so bei Lamellen, also sehr kleinen Klingen, die einen Griff benötigen. Typisches Erzeugnis ist die Schaftzungenspitze mit einer U- oder V-förmigen Einkerbung zum Schaft hin. Sie kommt vor allem als Atérien- oder Gravettien-Spitze vor sowie in der Bromme-Lyngby-Kultur Nordeuropas. Sie wurde als Speer- oder Lanzenspitze eingesetzt.
Gestielte Atérienspitzen sind im Nordwesten Afrikas sogar der erste eindeutige Beweis für eine Schäftung überhaupt.

##### Spätpaläolithikum
Im Spätpaläolithikum ist die Schäftung von Pfeilspitzen Voraussetzung für die Pfeil-und-Bogen-Technik. Jungpaläolithische Kerbspitzen sind wohl ebenfalls für eine Schäftung bestimmt gewesen. Möglicherweise wurde das Universalgerät des Paläolithikums, der Schaber, nun manchmal ebenfalls geschäftet. Der sogenannte Handgriffschaber der Ertebölle-Kultur ist jedoch mesolithisch.

#### Mittelsteinzeit (Mesolithikum)
Die Geräte und Waffen der Mittelsteinzeit unterscheiden sich von den altsteinzeitlichen durch eine gewisse Vereinfachung und Verflachung mancher Steinklingen, andererseits durch die Entwicklung neuer Werkzeugtypen, die für die beginnende Landwirtschaft erforderlich waren. Für die Klingen- und Spitzenproduktion wurde hauptsächlich Feuerstein verwendet, neben Schiefer, Quarz und Felsgestein (das man pickend und nicht mit Abschlagtechnik bearbeiten musste). Für die neuen Geräte wurden zunehmend auch Holz, Geweih und Knochen eingesetzt. Nachweise sind jedoch schwierig, da die Schäfte aus vergänglichen Materialien bestanden und allenfalls in Feuchtbodensiedlungen wie denen an den Schweizer Seen, am Bodensee oder am Federsee geborgen werden konnten.
Vor allem die Schäftung von Mikrolithen beginnt sich jetzt stark auszuweiten, besonders in Skandinavien. Allerdings sind Mikrolithen wegen ihrer geringen Größe (max. 1 cm breit und 3 cm lang, es gibt sie aber auch im Millimeterbereich) schwer auffindbar oder nicht mehr erhalten. Sie wurden in der Forschung auch lange übersehen. Mikrolithen dienten auch als Pfeilspitzen, wobei verschiedene Methoden der Schäftung angewendet wurde (Klemmschäftung, Bindeschäftung, Klebeschäftung). Von der spätmesolithischen Ertebølle-Kultur verbreiteten sich solche Spitzen über ganz Europa. Mitunter finden sich Projektilspitzen aus Knochen, in die Mikrolithen eingefügt wurden, etwa lange Speerspitzen. Dabei war eine doppelte Schäftung nötig: erst der beidseitige Besatz der Knochenspitze mit mehreren dreieckigen Mikrolithen, dann die Verbindung dieser Spitze mit dem hölzernen Speerschaft. Pfeil- und Speerspitzen weisen im Mesolithikum einen großen Formenreichtum auf, ebenso Harpunen.
Beile mit Steinklingen und Holzstiel wurden zwar schon in der jüngeren Altsteinzeit gefertigt, in großem Umfang jedoch erst in der Mittelsteinzeit, als man Waldflächen zu roden begann. Im Mesolithikum sind sie noch retuschiert (im Neolithikum hingegen gepickt oder geschliffen). Das geschäftete Feuersteinbeil gilt als eine der wichtigsten Erfindungen des Mesolithikums.
Hacken zur Bodenbearbeitung sind eine neue Werkzeuggattung des Mesolithikums. Die Schäftung erfolgt meist an einer Tülle mit zusätzlicher Schlingenschäftung. Neben Knochenhacken gab es Geweihhacken, die aus einem T-förmigen Geweihstück gefertigt wurden. Bei Knochenhacken schärfte und durchbohrte man die Knochen und steckte sie auf einen Holzschaft, wo sie auf unterschiedliche Weise fixiert wurden. Geweihhacken kommen vor allem nördlich vor, etwa im Bereich der Ertebølle-Kultur. Bei der Schäftung der Geweihe gab es viele Varianten, teils wurden sie auch ohne Schäftung als Hacken verwendet.

#### Jungsteinzeit

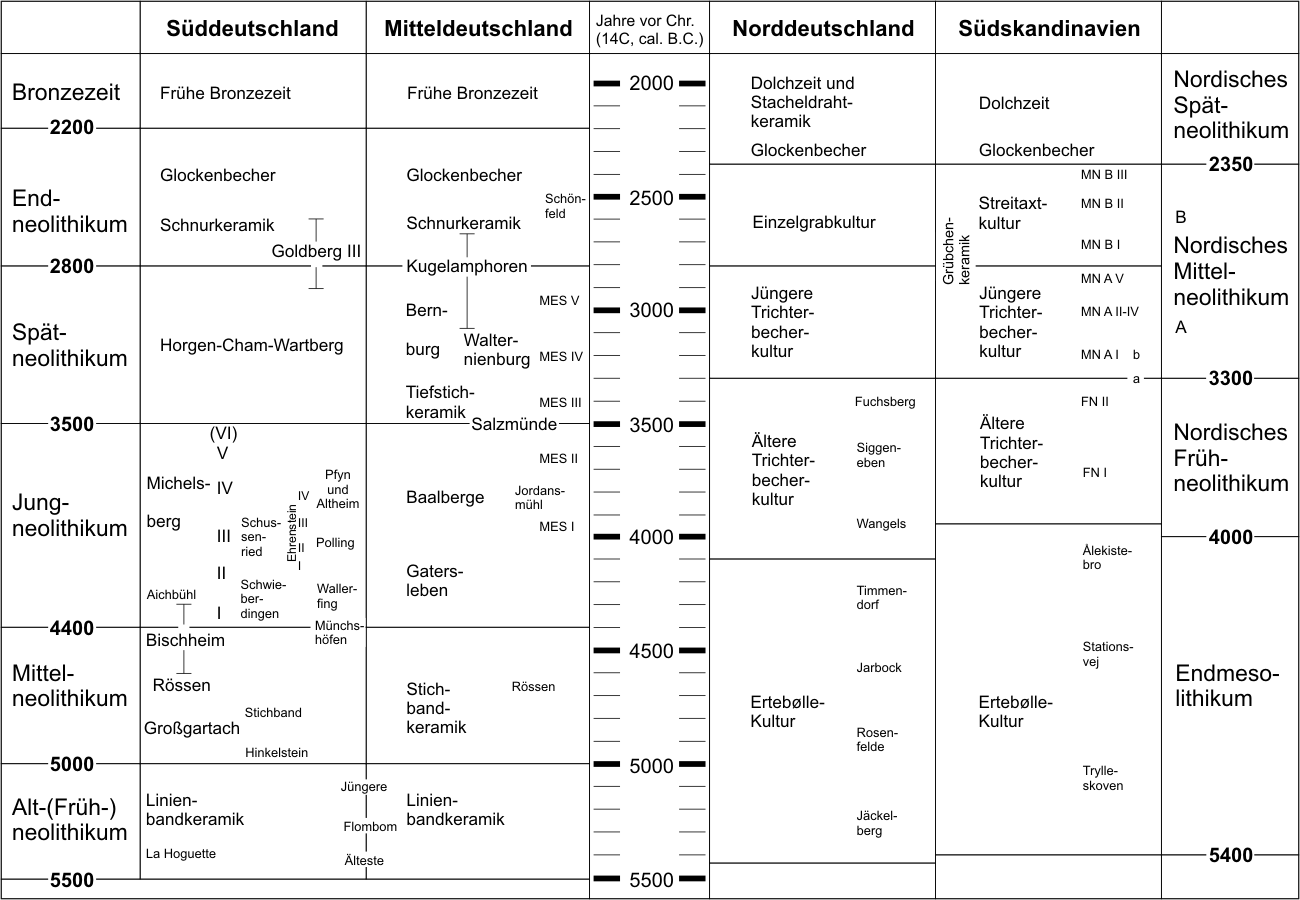
Chronologie der Jungsteinzeit: Kulturen in Deutschland und Südskandinavien

Der Wechsel zu Ackerbau und Viehzucht und die damit verbundene Sesshaftigkeit verändern die Gesellschaften tiefgreifend (siehe Neolithische Revolution). Der Handel nimmt zu und beschleunigt den Austausch von Gütern und Technologien. Bei der Schäftung werden die Techniken des Steinschliffs und der Steinbohrung werden weiterhin eingesetzt, etwa bei Beilen, Äxten und Dolchen. Verschiedene Fundstellen deuten nun auf den Beginn einer professionellen Serienfertigung, verbunden mit handwerklicher Spezialisierung. Bei einfachen Kleinwerkzeugen, die man noch selbst herstellte, ist teilweise ein Stillstand zu beobachten, nicht aber bei Pfeil- sowie Speerspitzen und Fischfanggeräten. Manche steinernen Pfeil- und Speerspitzen (etwa in Spanien) sind so fein gearbeitet, dass sie eindeutig Prototypen aus Kupfer imitieren. Neben Jagdwaffen gibt es zunehmend Kampfwaffen, wobei Waffen auch religiösen und repräsentativen Funktionen dienen können.
Dolche: Eine Besonderheit des späten Neolithikums sind die Feuersteindolche, retuschierte und geschäftete Spitzklingen. Sie werden auch als Spandolche bezeichnet. Es gab auch beidflächig retuschierte Dolche. Entsprechend der Schäftung gibt es zwei Typen:
- Umwickelung mit zwei Weideruten und Verklebung mit Teer. Die Enden der Ruten werden durch Einstecken in die Wickelung fixiert.
- Ankleben eines Buchenknaufs mit Teer, Umwickelung mit einem Tannenzweig, Fixierung mit einem Band.

Feuersteindolche kommen zeitweise so häufig vor, dass man nach ihnen die letzte jungsteinzeitliche Kulturstufe im nördlichen Mitteleuropa Dolchzeit nennt. Die dortigen Dolche ersetzten damals die Steinaxt als Waffe. Sie hatten zunächst keinen Griff, später einen verdickten Holzgriff. Dolche waren auch Statussymbole. Sie wurden teilweise in einer stoffgefütterten Lederscheide getragen und oft als Grabbeigaben gefunden. Als die am höchsten entwickelte Form gelten die Fischschwanzdolche.

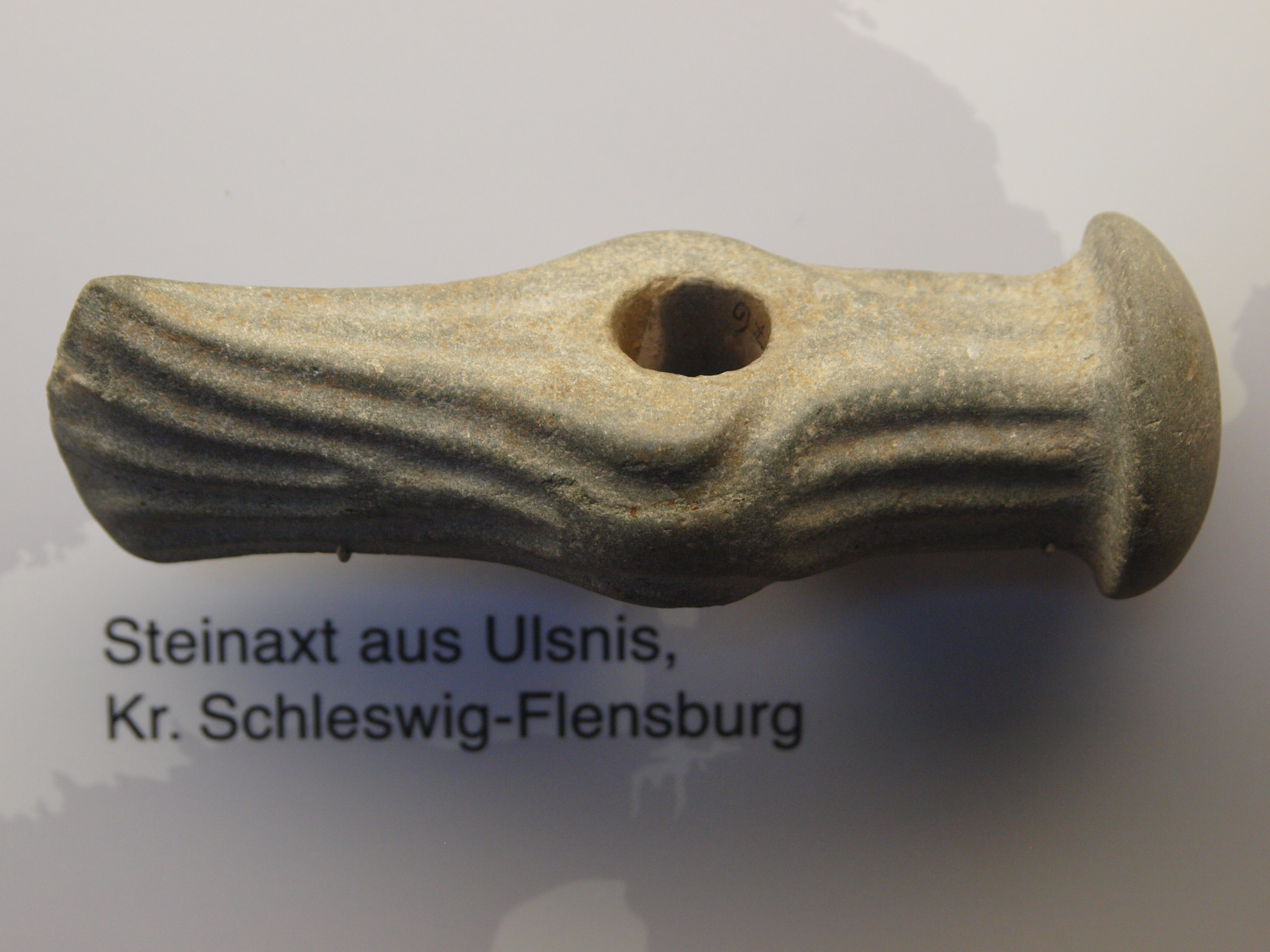
Jungneolithischer Hammeraxtkopf aus Stein, gefunden in Ulsnis, Kreis Schleswig-Flensburg

Äxte und Beile: Es entwickeln sich nun verschiedene Typen, die sich in Klinge und Schäftung unterscheiden. Sogar ein Kombinationswerkzeug aus Axt (oder Beil) und Dechsel kommt vor, vergleichbar mit einer heutigen Feuerwehraxt. Entscheidend für die Unterscheidung verschiedener Typen ist die Bohrung im Verhältnis zum Schwerpunkt der Klinge:
- Keulenäxte und Streitäxte mit der Bohrung im Schwerpunkt,
- Hammeräxte mit der Bohrung zwischen Schneide und Schwerpunkt,
- Arbeitsäxte mit der Bohrung zwischen Schwerpunkt und Nacken,
- Keiläxte mit weit hinten beim Nacken sitzender Bohrung.

Große Steinäxte wurden für schwere Rodungsarbeiten eingesetzt, Keiläxte zum Spalten von Baumstämmen. Hammeräxte wurden entweder mit dem Nacken als Hammer verwendet oder mit der Schneide als Spaltaxt. Runde oder eckige Keulenäxte konnten eine Schneide besitzen.
Als Waffen und als Statussymbol treten Äxte ab der endneolithischen Schnurkeramik, vor allem aber in der Metallzeit (siehe Streitaxt).
Die Kultfunktion der Axt belegt eine bei Cham-Eslen in der Schweiz im Zugersee im Jahre 1999 gefundene 6000 Jahre alte Axt der Chassey-Lagozza-Cortaillod-Kultur. Ihr 17,2 cm langer Doppelaxtkörper war mittels Keilen aus Geweih am 1,2 m langen Eschenholzschaft befestigt. Dieser war spiralförmig mit rhombenverzierter Birkenrinde umwickelt. Der Schaft der Axt aus Grab 43 des Gräberfeldes von Warna in Bulgarien war mit einem Goldstreifen umwickelt.

Neolithische Flintsäge oder Sichel

Erntemesser und Sicheln gab es im Vorderen Orient seit dem Natufien. Sie sind ein typisches Werkzeug des Neolithikums. Man findet mindestens acht Schäftungstypen, von sehr einfachen Formen mit Holzschäften bis zu gebogenen Schäften entlang der Klinge, teils mit Mikrolitheneinsatz. Sie bestanden aus mehreren geschäfteten Klingen, die durch Endretusche auf die benötigte Länge gebracht wurden, oder aus zahlreichen Mikrolithen. Bei reichem Mikrolithenbesatz können diese Geräte auch als Sägen interpretiert werden. Andere Erntemesser sind sorgfältig in einem Stück aus Flint gearbeitet.

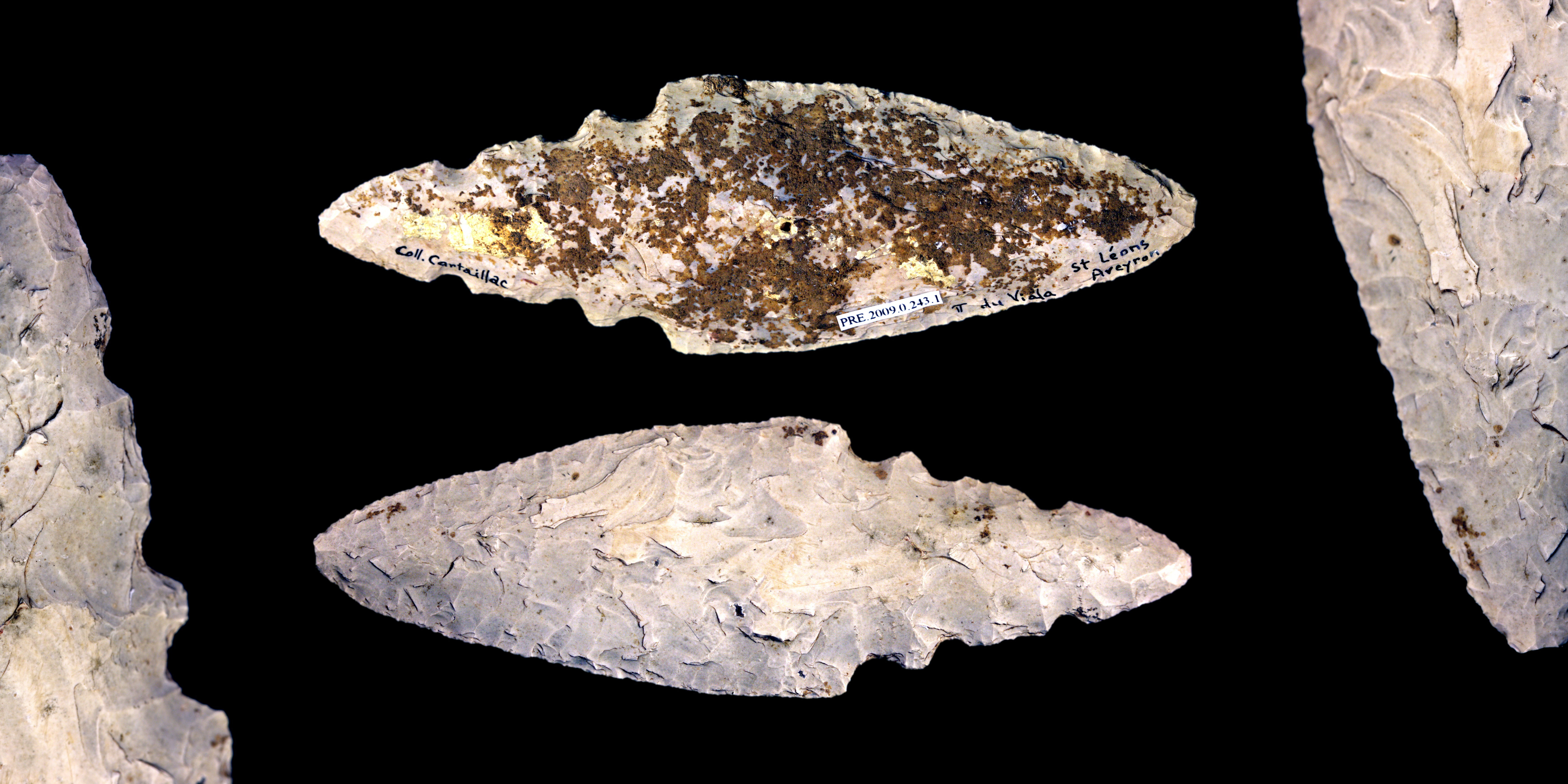
Flintmesser oder Säge aus Frankreich, mehrfach eingekerbt, 2600 v. Chr.
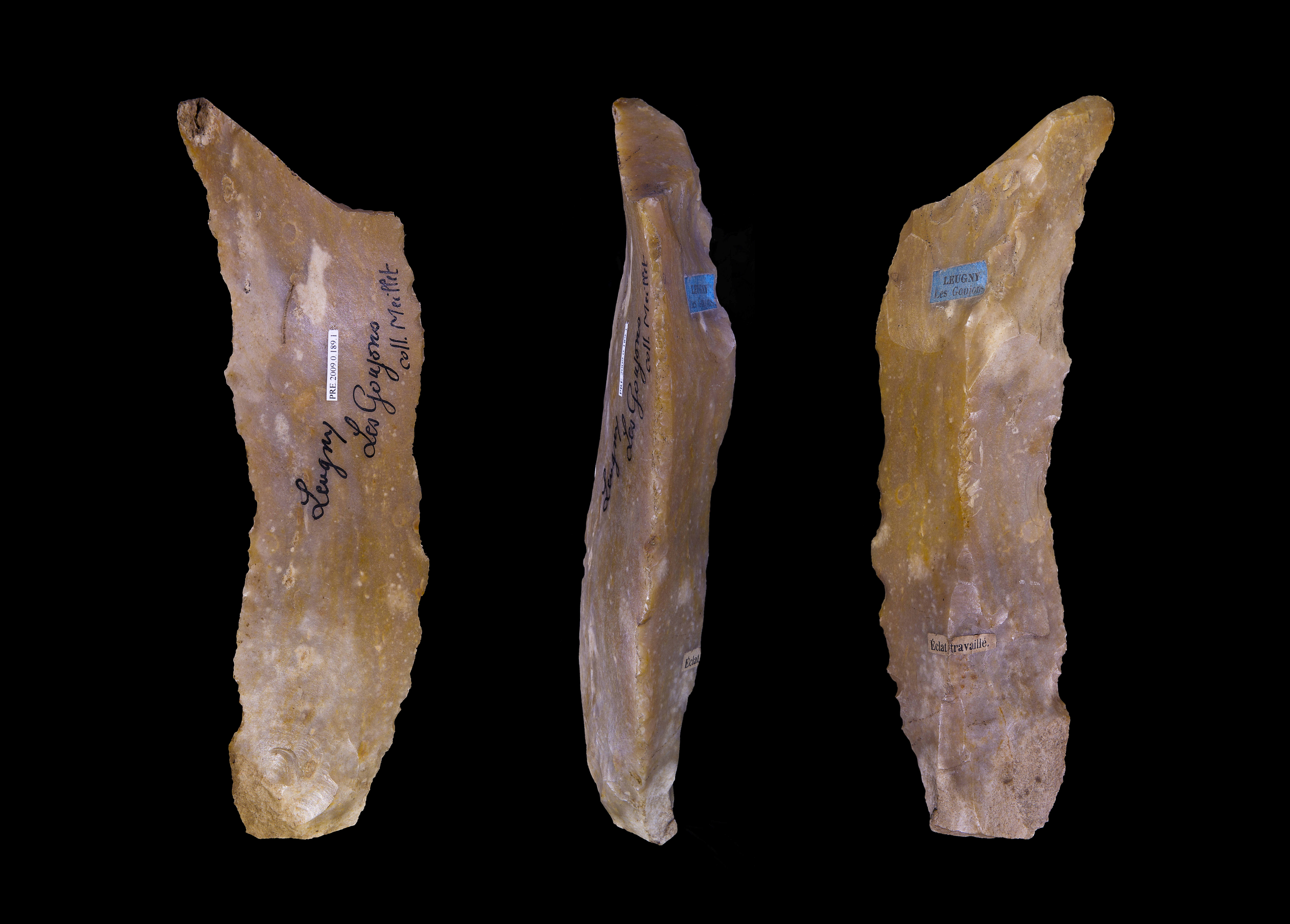
Grob gearbeitete und retuschierte Klingenlamellen aus Frankreich, 2000–1300 v. Chr.
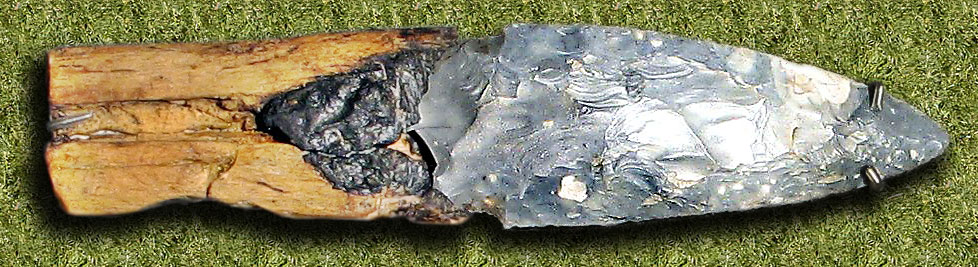
Feuerstein-Spandolch aus einer Pfahlbausiedlung am Bodensee, 2900 v. Chr.
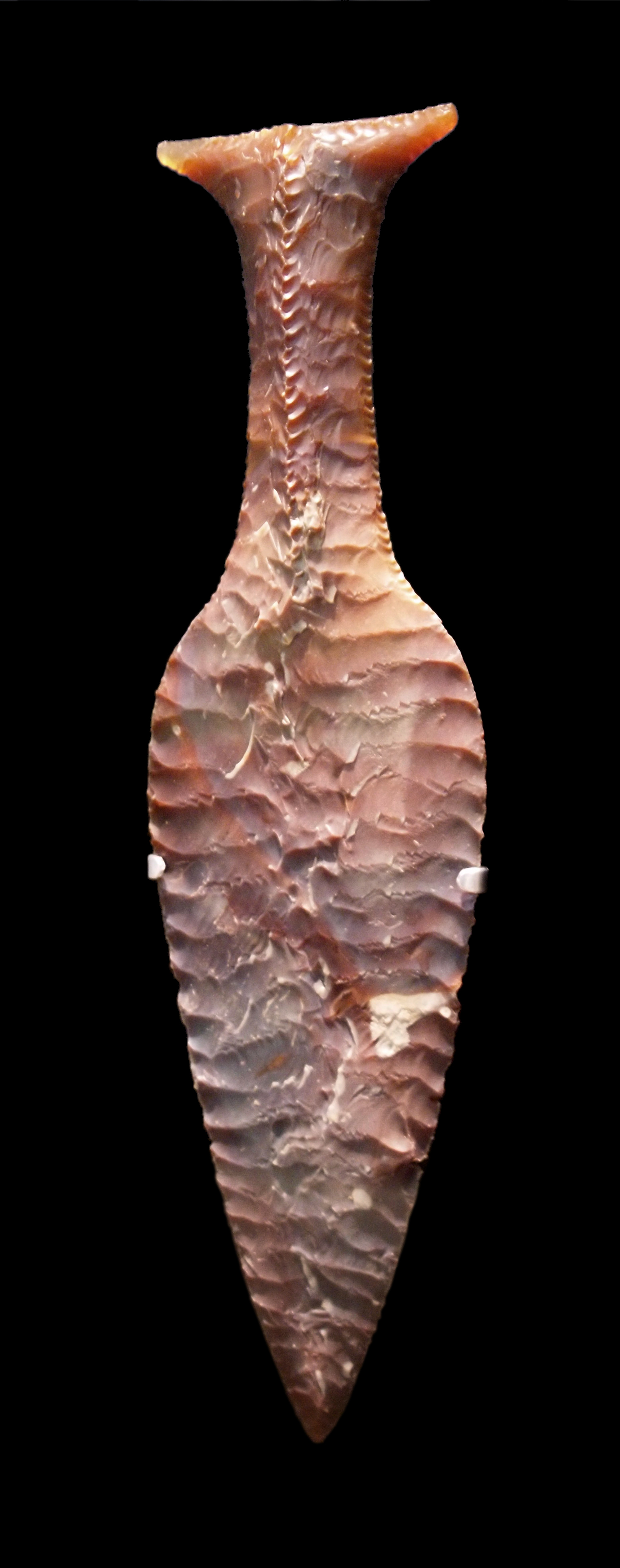
Fischschwanzdolch aus Feuerstein, nordisches Endneolithikum
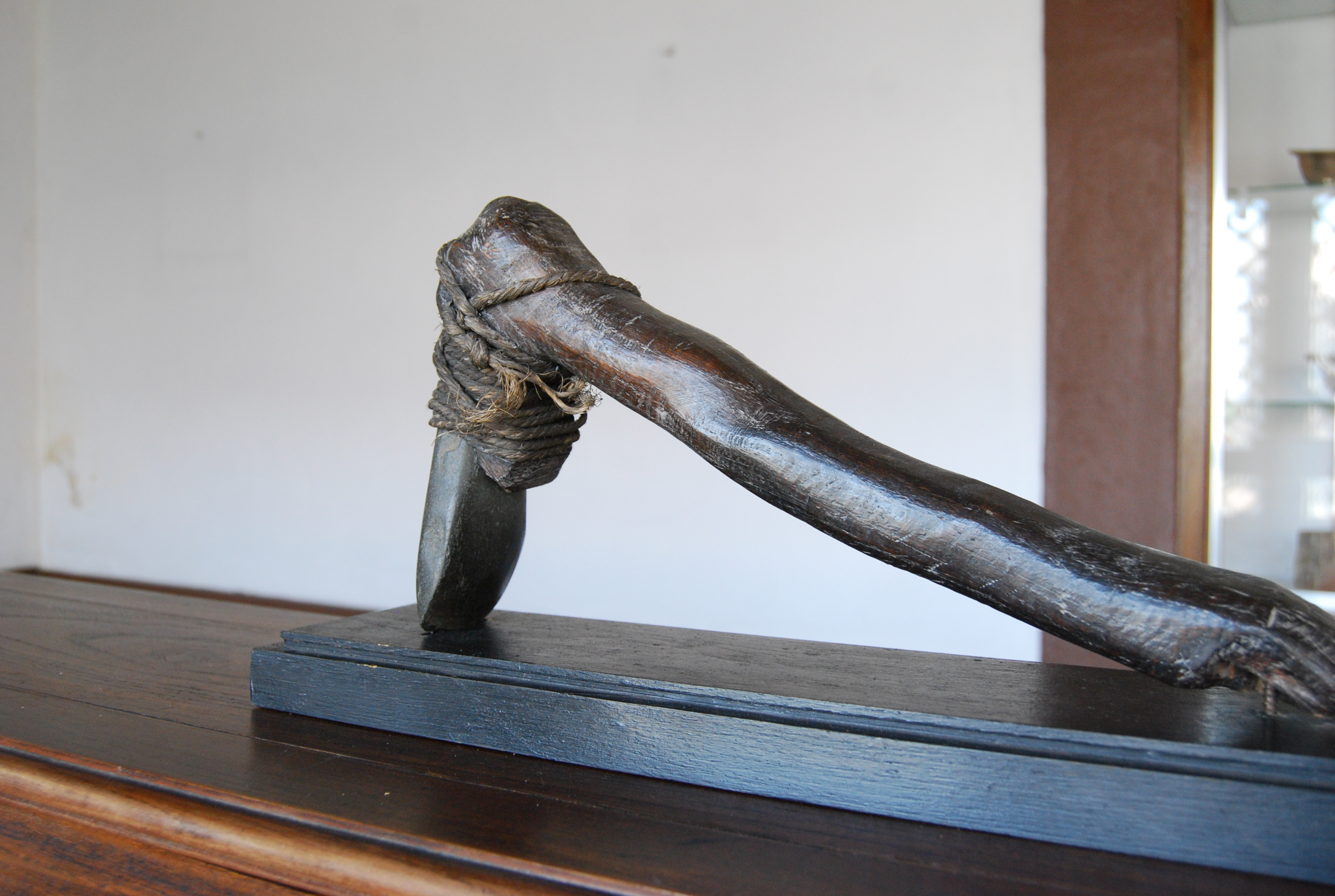
Neolithische Dechsel

### Grundlegendes zur Metallzeit

Kulturen an der Grenze zur Bronzezeit, ca. 2000 v. Chr.
Jäger und Sammler
Hirtennomaden
frühe Bauern
entwickelte Bauern mit Häuptlingsstruktur
Staaten
unbewohnt
Der rote Umriss zeigt die bronzezeitliche Kulturen.

Kupfer- und Bronzezeit beginnen in Europa regional unterschiedlich. Dasselbe gilt auch für den Übergang zur Eisenzeit. Auch in China sind die Grenzen zwischen Neolithikum und Bronzezeit nicht eindeutig. Die Bronzegusstechniken entwickelten sich dort schneller und erreichten einen höheren Grad der Perfektion als anderswo, ebenso die späteren Eisengusstechniken.
Die Kupferzeit ist eine Übergangsphase und wird allgemein als „Kupfersteinzeit“ noch zum ausgehenden Neolithikum gerechnet. Erste Kupferäxte mit Stiellöchern tauchen am Beginn des 4. Jahrtausends v. Chr. im Karpatenbecken Ungarns auf. Insgesamt ist mit langen Übergangszeiten zu rechnen. Im kupferzeitlichen Gräberfeld von Varna am Schwarzen Meer (ca. 4600/4000 v. Chr.) fand man Goldobjekte sowie Waffen aus Kupfer und Feuerstein. In späteren Gräbern der Metallzeit können sich kupferne und bronzene Objekte nebeneinander finden, später zusätzlich eiserne Objekte.
Während steinzeitliche Geräte handgefertigt sind und eine große Variationsbreite aufweisen, führen die Gussformen der Metallzeit zunehmend zu einer Standardisierung. Die Schäfte mussten den metallenen Klingen angepasst werden, oder sie wurden sogar mit der Klinge als Ganzes gegossen. Die Waffentechnologie gewinnt eine immer größere Bedeutung.

### Kupfer- und Bronzezeit

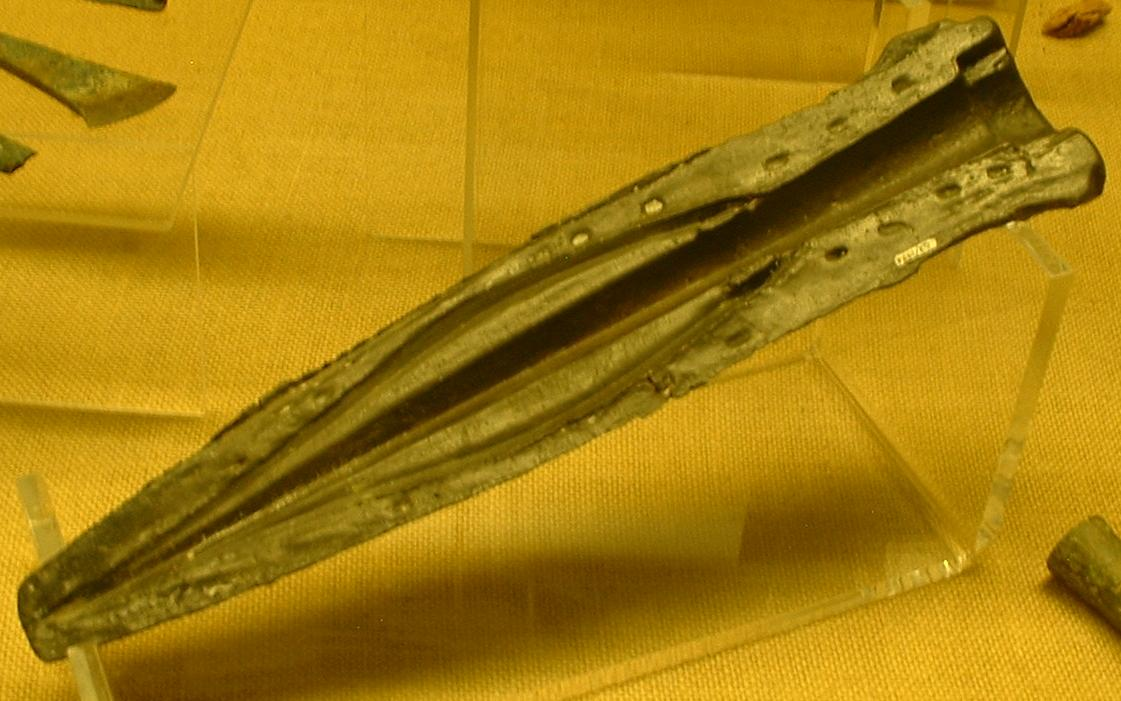
Bronze-Gussform für geflügelte Speerspitzen mit Tüllenschäftung, England

Wegen der Weichheit von Kupfer wurde die Metalltechnik meist noch handwerklich und teilweise kalt betrieben. Ötzi hatte ein Randleistenbeil aus Kupfer bei sich, das geschäftet erhalten ist. Solche Erzeugnisse waren allerdings nur bedingt gebrauchsfähig, weil Kupfer schnell abstumpft. Vor der Entwicklung der härteren Bronze waren Metallgegenstände daher nur begrenzt als Waffen einsetzbar.
Bronze war ein wertvolles Material. Es wurde vor allem für Waffen eingesetzt, die auch Statussymbole waren. Das Gießen in Gussformen ermöglichte große Fortschritte in der Waffentechnik. Alltagswerkzeuge wurden dagegen noch lange in der steinzeitlichen Tradition gefertigt.

#### Beile und Äxte

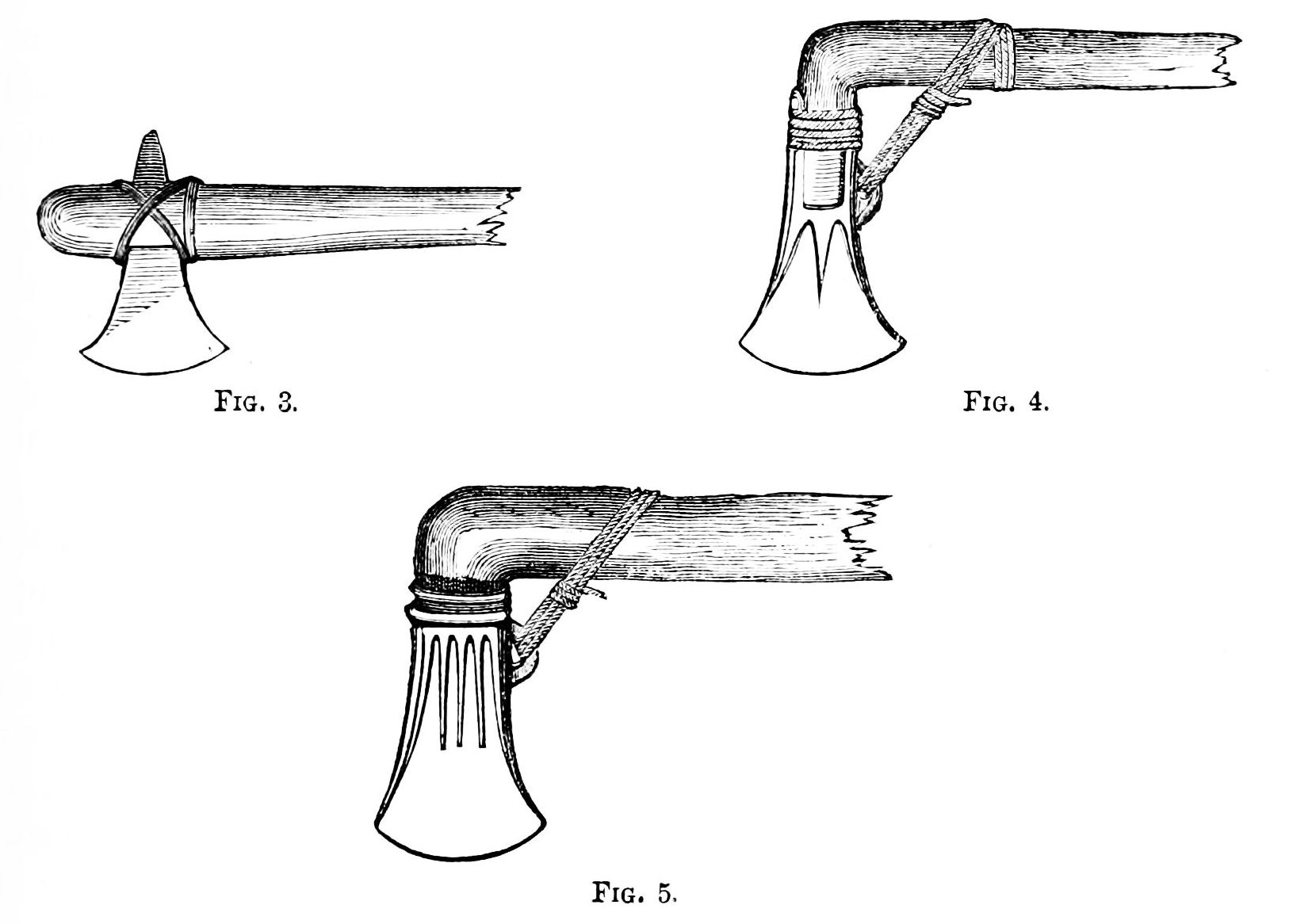
Einfache Schäftungsmethoden bei Bronzebeilen.
Oben links: Schlingenschäftung.
Bei den anderen beiden wurde die Klinge mit Hilfe einer Öse fixiert.

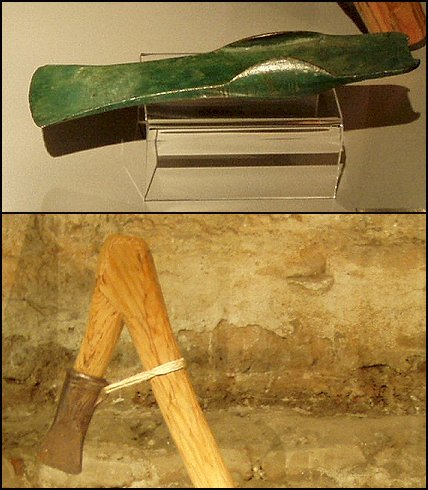
Oben Lappenbeil, unten Tüllenbeil mit Knieholm. Stadtmuseum Wels.

Beile: Sie wurden sowohl als Prunkobjekte, etwa in der Hügelgräberkultur des mittleren und nördlichen Europa, wie als Waffen verwendet. In der Ägäis und später auch in Mitteleuropa bildete sich die Sonderform des Lappenbeile heraus, bei dem durch Tricks bei Guss und Schäftung ein Verrutschen der Klinge im Schaft verhindert wurde. Während die ersten Metallbeile sich in ihrer Form von steinernen Flachbeilen ableiten und lediglich in Kupfer oder Bronze gegossen wurden, kam es im Verlauf der Bronzezeit bald zu einer Reihe eigener Entwicklungen und technologischer Verbesserungen, und man entwickelte Randleisten, Lappen oder eingegossene Tüllen. Derartige Tüllenbeile wurden nicht nur im europäischen Kulturraum gefunden, sondern zum Beispiel auch in der Frühphase der nordvietnamesischen Ban-Chiang-Kultur aus der dortigen Bronzezeit.
So sollten erhabene Randleisten an den Seiten des Schäftungsteiles ein Verrutschen des Beiles verhindern. Noch zweckmäßiger sind die bronzenen Absatzbeile. Dabei wird in der Klingenbahn ein Absatz eingegossen, auf den sich das hölzerne Schaftende stützen kann. Bei den sich daraus entwickelnden Lappenbeilen nehmen konisch gestaltete, nach innen gebogene „Lappen“ die bei der Arbeit entstehenden Kräfte auf. Schließlich wird als Schäftungshilfe noch eine Öse mitgegossen, an der die Bindung befestigt werden kann. Dann führte man den Schaft in einen Tülle ein, ohne den Schaft vorher noch aufspalten zu müssen. Für die Schäftung wurde ein geeigneter winkelig abgebogener Holzschaft an seinem kurzen Ende aufgespalten und in die Schaftlappen eingepasst. Eine Umwicklung mit Bronzedraht oder anderen Materialien, z. B. Streifen aus Leder, fixierte den Beilkörper noch zusätzlich. Abbildungen siehe:.

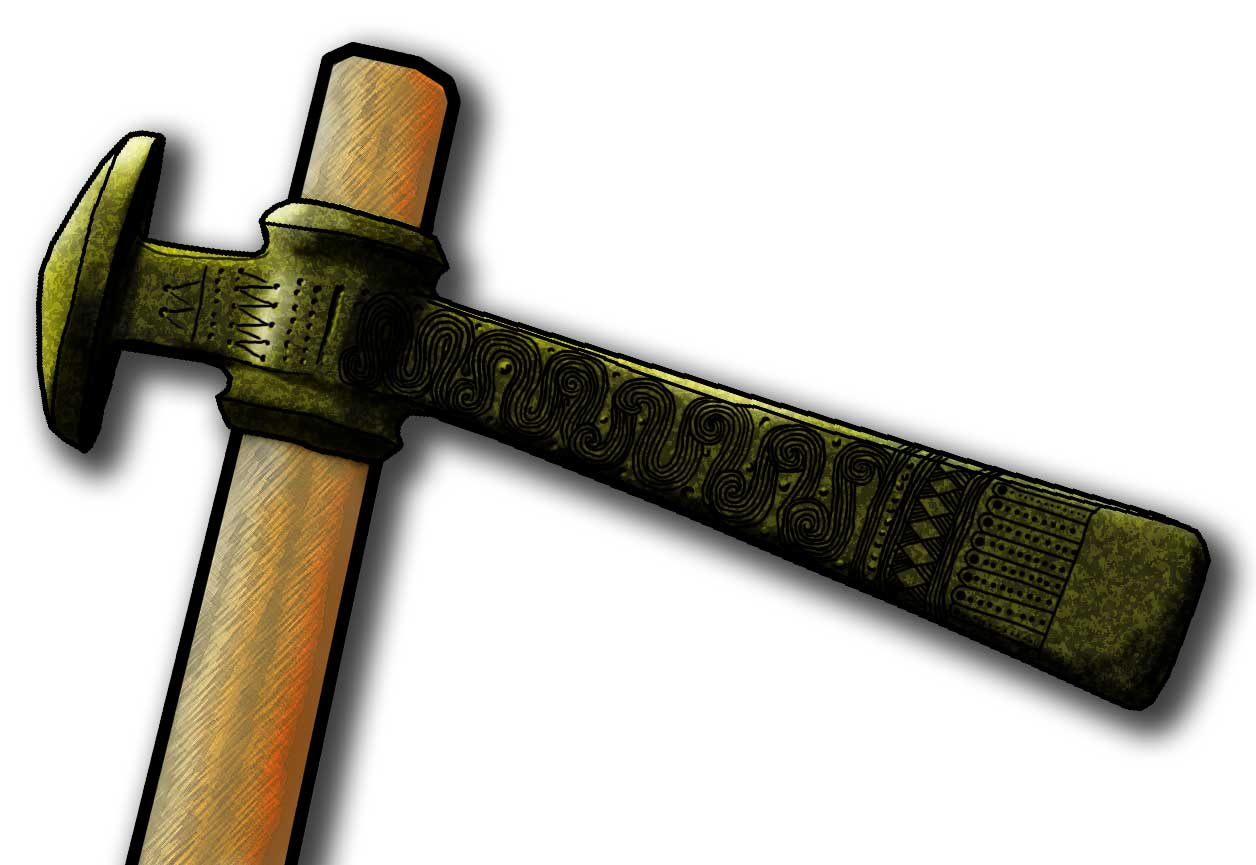
Hammeraxt, 1800–1500 v. Chr., Aunjetitzer Kultur

Axt: Sie war nach wie vor auch ein ziviles Werkzeug, erhielt jedoch bereits neolithisch eine neue Funktion als Streitaxt sowie als Statussymbol, das entnimmt man der Tatsache, dass Äxte fast gesamteuropäisch meist in Männergräbern und Horten gefunden wurden, eine Funktion, die sie bis ins späte Mittelalter behielt. Erstmals nachweisen lässt sich dies für die nordeuropäische Einzelgrabkultur, die mitteleuropäische Schnurkeramik-Kultur, die daher mitunter auch Streitaxt-Kultur heißt, sowie östlich davon.
Bis zur Bronzezeit war sie eine als Waffe gebrauchte Steinaxt mit Schaftloch und einem Hammerkopf gegenüber der Schneide. Im späten Neolithikum imitiert sie gelegentlich den Bronzeguss, den es damals schon gab, und je nach Schäftungs- und Klingenform sowie der Gestaltung des Nackens gab es verschiedene Typen:
- die Hammeraxt,[115]
- Konkav-Äxte,
- Konvex-Äxte.

In Depotfunden sowie in Bestattungen, etwa in Steinkistengräbern Spaniens oder jungbronzezeitlich in England, sind einfache Flachbeile zahlreich nachgewiesen. Dasselbe gilt für als Schaftlochäxte auftretende schmale Doppeläxte der frühbronzezeitlichen Aunjetitzer Kultur, die ihre Bronzeobjekte – Beile und Dolche vor allem – bis in das noch jungsteinzeitliche Skandinavien exportierte und eindeutige Kontakte zu anderen europäischen Bronzezeitkulturen wie der kretisch-minoischen mit ihren Votiv-Doppeläxten hatte, deren Artefakte sie beeinflusste und sie mit Kupfer und Zinn belieferte.
Die ältesten Axtklingen der Neuen Welt finden sich in der Dalton-Kultur (8500–8000 v. Chr.), sie waren quergeschäftet und unpoliert.
Weiterentwicklungen bei Äxten und Beilen: Die Stabilität der verwendeten Bronze und die Ausführung des Gusses waren zunächst limitierende Faktoren. Die Axt- bzw. Beilklinge war daher relativ breit und am Griff an drei Punkten durch eine Bindung oder durch Nieten befestigt.
Das Schäftungsproblem wurde akut, als Verbesserungen der Defensivbewaffnung längere und schmaler Klingen nötig machten, mit denen man weniger hieb, sondern eher zustach. Dies führte zur Entwicklung einer Tüllenaxt, bei der der Griff durch ein röhrenförmiges Tüllenloch geführt wurde, das man auf den Axtkopf goss. Sowohl Tülle wie Schaftloch verjüngten sich von außen nach innen, damit die Klinge sich beim Hieb nicht lösen und davonfliegen konnte. Diese weit effizientere Schäftungstechnik war offenbar begleitet von einer erheblichen Verbesserung der ursprünglich weichen Bronzelegierung. Die Ausbreitung dieser Verbesserung variierte jedoch zeitlich und räumlich stark. Sumerische Schmiede etwa beherrschten sie bereits um 2500 v. Chr., während es in Ägypten noch tausend Jahre später nur einfache Zapfenlochäxte gab. Allerdings hat es offenbar Prototypen von metallenen Tüllenäxten in Mesopotamien bereits in der Obed-Zeit vor 5000 v. Chr. gegeben, wie aufgefundene Tonmodelle aus Uqair bestätigen, und gegen Ende der Periode ist die Metallbearbeitung sicher belegt. Schaftlochäxte, wie sie in Ungarn aus der frühen Bronzezeit gefunden wurden, dürften vor allem als Waffen benutzt worden sein. Man goss die zweiteilige Form mit einem Tonkern für das Schaftloch, eine Technik, die aus dem Kaukasus nach Europa gelangte. Eine weitere Varianten stellt die sogenannte Nackenscheibenaxt dar.
Die bronzene Doppelaxt oder Labrys war insbesondere in der kretisch-minoischen Kultur ein reiner Kultgegenstand. Derartige Doppeläxte, auch als Gebrauchsgegenstand, gibt es unter anderem aber auch bei den Kelten und in Skandinavien. Die Deutung ihrer kultischen Symbolik ist umstritten.

#### Speer und Lanze

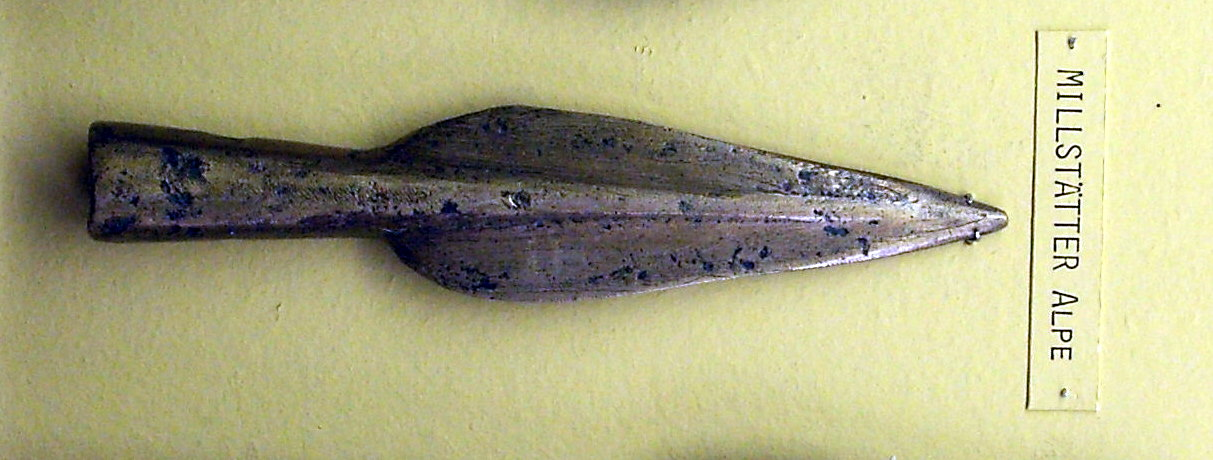
Speerspitze mit Tüllenschäftung, ca. 1000 v. Chr. Millstätter Alpe.
Der Mittelgrat dient zur Versteifung der relativ biegsamen Bronzespitze. Landesmuseum Kärnten, Klagenfurt.

Bronzespeerspitzen kamen mit der Entwicklung immer härterer Legierungen vermehrt in Gebrauch, desgleichen Objekte der parallel verlaufenden frühen Eisenzeit. Diesbezüglich zu den ältesten europäischen Stücken gehören die eisernen Speere, die 1853 in etruskischen Gräbern bei Bologna entdeckt wurden. Sie stammen aus dem 9. bis 10. Jahrhundert vor Christus. Um das Verbiegen beim Auftreffen zu verhindern, erhielten sie nach und nach eine verstärkende Mittelrippe, die bei den frühen Spitzen der Kupfer-Bronze-Periode etwa in Harappa noch fehlt. In Nordthailand fand sich im Dorf Ban Chiang um 2000 v. Chr. neben bronzenen Tüllenbeilen sogar bereits eine bimetallische Speerspitze, bei der die Spitze aus Eisen, die Schaftzunge hingegen aus Bronze war, so dass die Eisenverarbeitung hier offenbar früher einsetzte als in China, denn man fand auch entsprechende Schmelztiegel. Ähnliches gilt für Fundorte wie Dong Son in Nordvietnam. Die Schäftungstechnik der Ban-Chiang-Kultur und der älteren Ban-Kao-Kultur folgt dabei zunächst weitgehend den tradierten Methoden der Speere mit Feuersteinspitzen. Bei Lanzen waren die Schäfte länger und die Spitzen größer. Die Schäfte bestanden wohl oft aus Bambus, die Spitzen zunächst aus Knochen. Sie zeigen oft eine Schäftungszunge, dazu seitlich kleine Vorsprünge, die verhinderten, dass die Spitze beim Aufprall in den Schaft getrieben wurde.
Grundsätzlich gab es zwei Methoden der Schäftung: entweder hatte die Spitze am Ende eine Tülle, in die der Schaft eingeführt wurde oder der Schaft umfasste die Spitze. Für die zweite Variante gab es zwei Untervarianten: einen unterschiedlich geformten spitzen Dornfortsatz, der im Schaft verklemmt war oder die Spitze wurde in eine Aussparung des Schaftes geführt. Sowohl die Tülle als auch die Varianten, bei denen der Schaft die Spitze umfasste, wurden mit Nieten gehalten. Diese Schäftungsmethoden, die so ähnlich auch bei Messern und Dolchen angewendet wurden, behielt man auch während der Eisenzeit, ja noch weit später bis ins Mittelalter bei, bis Speere und Lanzen im 16. Jahrhundert nach der Einführung der Arkebuse als Feuerwaffe allmählich aus der Mode kamen.

Lanzenspitze mit 4 Ösen für Nieten zur Schäftung, vermutlich Bronzezeit

Bronzene, meist relativ kurze gegossene Tüllenspitzen von Lanzen finden sich in Mitteleuropa und im Griechenland der mykenischen Periode, aber auch wohl als Handelsgut etwa in der Terramare-Kultur der Po-Ebene und in Skandinavien. Allerdings wurden Lanzenspitzen während der frühen Bronzezeit vor allem im östlichen Mittelmeerraum benutzt, da ihre Schäftung schwierig war. Sie finden sich wegen ihrer relativen Kostbarkeit häufig in Gräbern und Horten.
In der Jungbronzezeit verbesserten sich die notwendigen Gusstechniken erheblich, wie aufgefundene Formen ausweisen, und Schmiedetechniken begannen sich zu entwickeln. Zudem begann sich das Material Eisen nun auszubreiten, nicht zuletzt wohl wegen der in dieser Phase sehr kriegerischen Situation insbesondere während der Urnenfelderkultur.

#### Messer, Dolche und Schwerter

Dreieckiger Bronzedolch, Griff mit Nieten befestigt (2200–1600 v. Chr.)

Während der Dolch sich bis in die Steinzeit zurückverfolgen lässt und sich dort aus dem Feuersteinmesser entwickelt hat, ist das Schwert eine Erfindung der Bronzezeit und verlangte bereits fortgeschrittenere Gusstechniken. Ab ca. 1500 v. Chr. hatte sich die Axt nach und nach zu dem gebogene Sichelschwert entwickelt. Belegt sind vor allem Messer, Dolche und Schwerter sowie Lanzenspitzen durch Grab- und Hortfunde. Ihre Herstellung und Schäftung kann auch durch die zahlreich aufgefundene Gussformen nachvollzogen werden.
Dolche: Im Unterschied zum gewöhnlichen Messer mit geschäfteter Klinge, wie man sie etwa mit genieteten Metall- und Holzgriffen, teils in Ringform, im Mittelmeerraum insbesondere des mykenischen Zeitalters findet, ist der Dolch eine meist zweischneidige Stoßwaffe mit Griff. Der erste noch aus Kupfer (später auch aus Bronze) gefertigte Metalldolch ist in Mitteleuropa für die endneolithische Glockenbecherkultur belegt, eine einfache dreieckige Klinge mit kurzem Zungenfortsatz zum Aufstecken eines Griffes, eine Schäftungstechnik, die jedoch bald aufgegeben wurde. Kennzeichnend für die bronzezeitlichen Dolche, wie den Oder-Elbe-Dolch, ist ihre Zweiteiligkeit: Klinge und Griff wurden getrennt hergestellt und dann durch eine Nietenverbindung, später auch gusstechnisch, zusammengefügt. Die Griffe sind in der Megalithkultur meist noch aus vergänglichem Material, später sind sie aus Metall; und derartige Objekte werden dann als Vollgriffdolch bezeichnet, bei denen der Griffguss sehr hohe Anforderungen stellt (Wachsausschmelzverfahren bei Hohlgriff mit Tonkern). Dabei gab es Massiv-, Hohl-, Tüllen- und Zweischalengriffe. Vereinzelt wurde der Griff auf die Klinge aufgegossen und nicht mit ihr vernietet. Ob die Dreiecksdolche allerdings als wirksame Waffe oder nur als Messer verwendet wurden, ist unklar. Vor allem in der Aunjetitzer Kultur, in der der Dolch die wichtigste Waffe war, erhielt er dann einen soliden Metallgriff, der durch Überfangguss mit der Klinge verbunden wurde. Eine solche Klinge konnte auch als Stabdolch benutzt werden, indem man sie mit Nieten im rechten Winkel an einem langen Schaft befestigte, so dass das Ganze zur Hellebarde wurde.

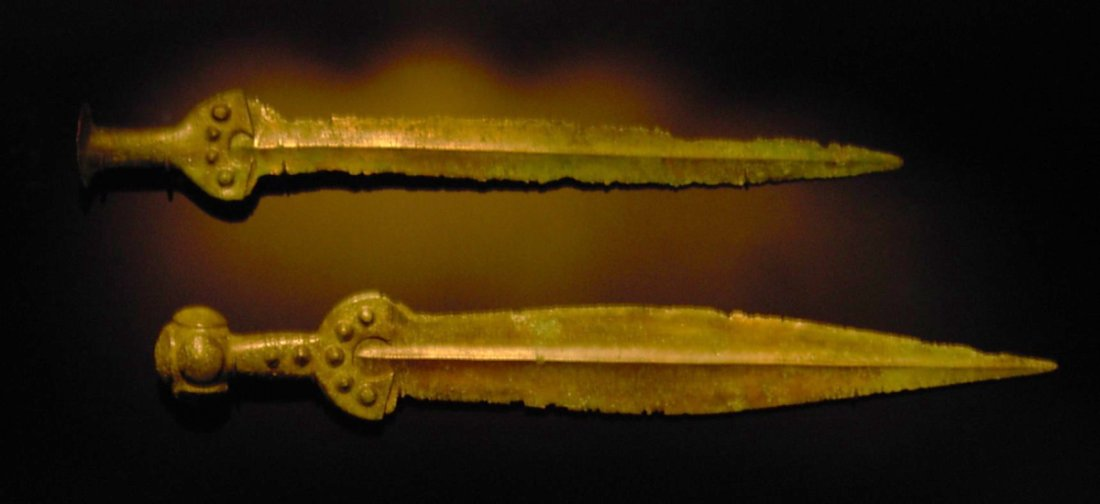
Apa-Schwerter

Schwerter: Gegen Ende der Bronzezeit ersetzt das in der mittleren Bronzezeit im östlichen Alpengebiet entwickelte Schwert nach und nach den Dolch als Waffe, und dieser kommt erst wieder in der Eisenzeit in Gebrauch. Auch bei den Schwertern unterscheidet man nun solche mit vergänglichem Griff, etwa aus Holz, Horn oder Knochen; sie waren als Griffzungenschwerter über ganz Europa verbreitet und geschäftet, evtl. angenietet. Vollgriffschwerter hingegen hatten Metallgriffe. Ihr Guss erfolgte mit dem Wachsausschmelzverfahren, wobei man nur noch Tüllengriffe herstellte. Es findet sich entsprechend eine große, teils kulturell zuzuordnende auch gusstechnische Formenvielfalt wie etwa die slowakischen Schwerter vom Apa-Typ. Überwiegend wurden die Griffe durch zwei Pflocknieten mit der Klinge verbunden. In einigen Fällen wurden Schwerter (Typ Auvernier) im Überfangguss hergestellt und direkt an die Klinge angefügt. Gegen Ende der Bronzezeit tauchen in Mitteleuropa dann Schwerter mit Bronzegriff und Eisenklinge auf. Es scheint dabei hauptsächlich nicht nur auf die Zweckmäßigkeit angekommen zu sein, sondern auch auf das Aussehen, zumal durchaus an Metallgriffe aus praktischen Gründen Griffplatten aus organischem Material angenietet wurden wie etwa beim sog. Rosnoën-Schwert.

#### Pfeil und Bogen

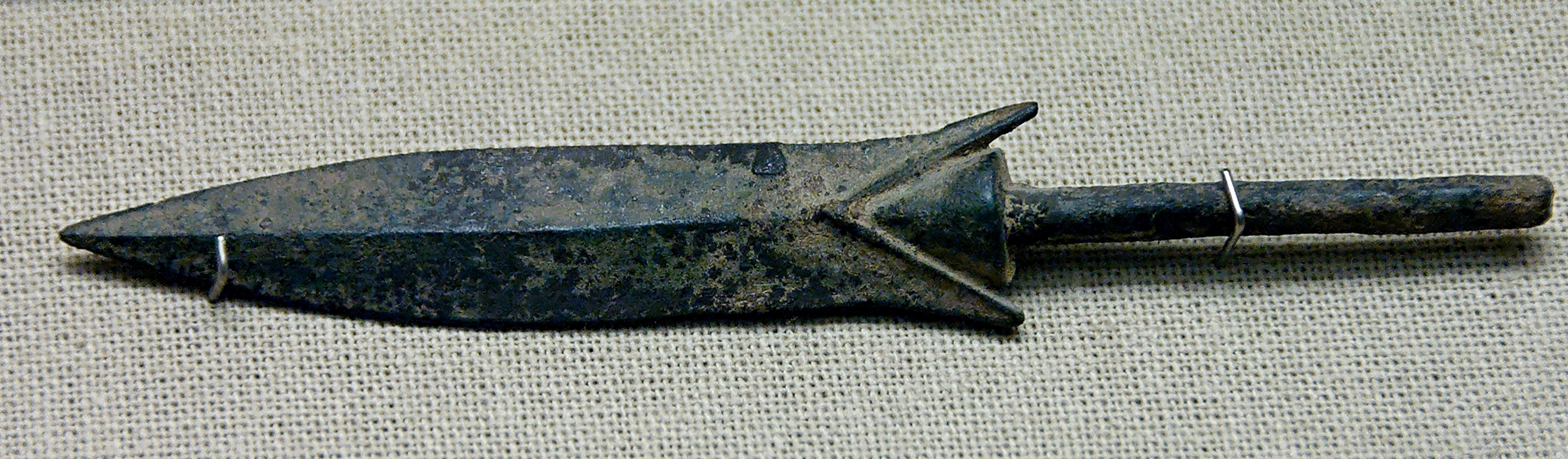
Aufwendig gestaltete Bronzepfeilspitze mit Schaftzunge. 4. Jh. v. Chr., Olynthus, Chalkidike.

Als in großen Mengen Munition vor dem Hintergrund der kriegerischen Jungbronzezeit und frühen Eisenzeit verbraucht wurde, mussten Pfeilspitzen billig herstellbar sein. Entsprechend blieben sie technologisch hinter den übrigen Waffen und Geräten zurück, und Pfeilspitzen aus Feuerstein- oder Obsidianabschlägen waren bis weit in die Bronzezeit hinein Standard, ebenso wie die lange bewährten steinzeitlichen Schäftungen. Bronzene Pfeilspitzen wiederum überdauerten bis weit in die Eisenzeit hinein. Bei ihnen lohnte es sich dann auch, sie am Ende wieder zu bergen. Bronzepfeilspitzen gab es mit Tüllen- und Zungenschäftung. Bei den Glockenbecherleuten finden sich nun vermehrt Bogenausrüstungen mit Flintpfeilspitzen, die mit einem Widerhaken versehen waren. Die Schäftungsmethoden bleiben nach wie vor konventionell und setzen die Traditionen der Schnurkeramik fort.

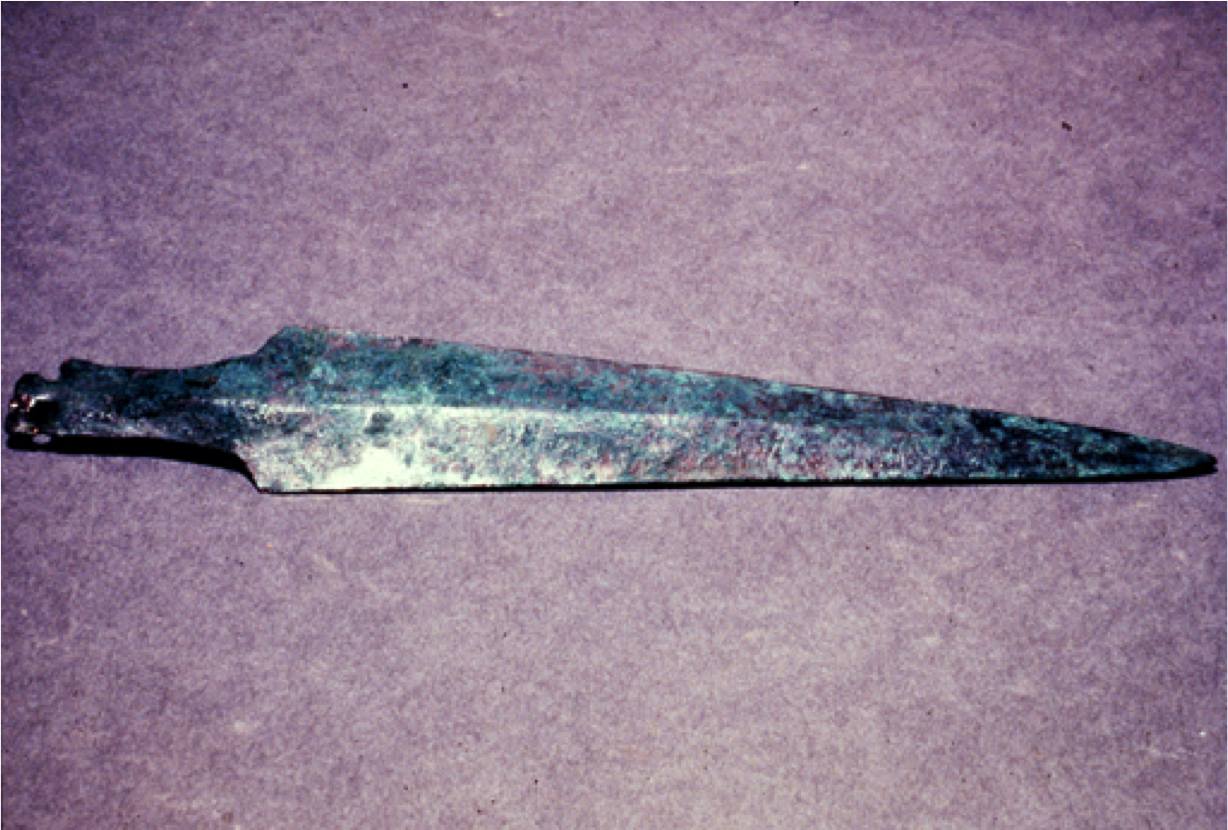
Dreiecksdolch aus der frühen Bronzezeit mit Zungenfortsatz. Afridar, Israel.
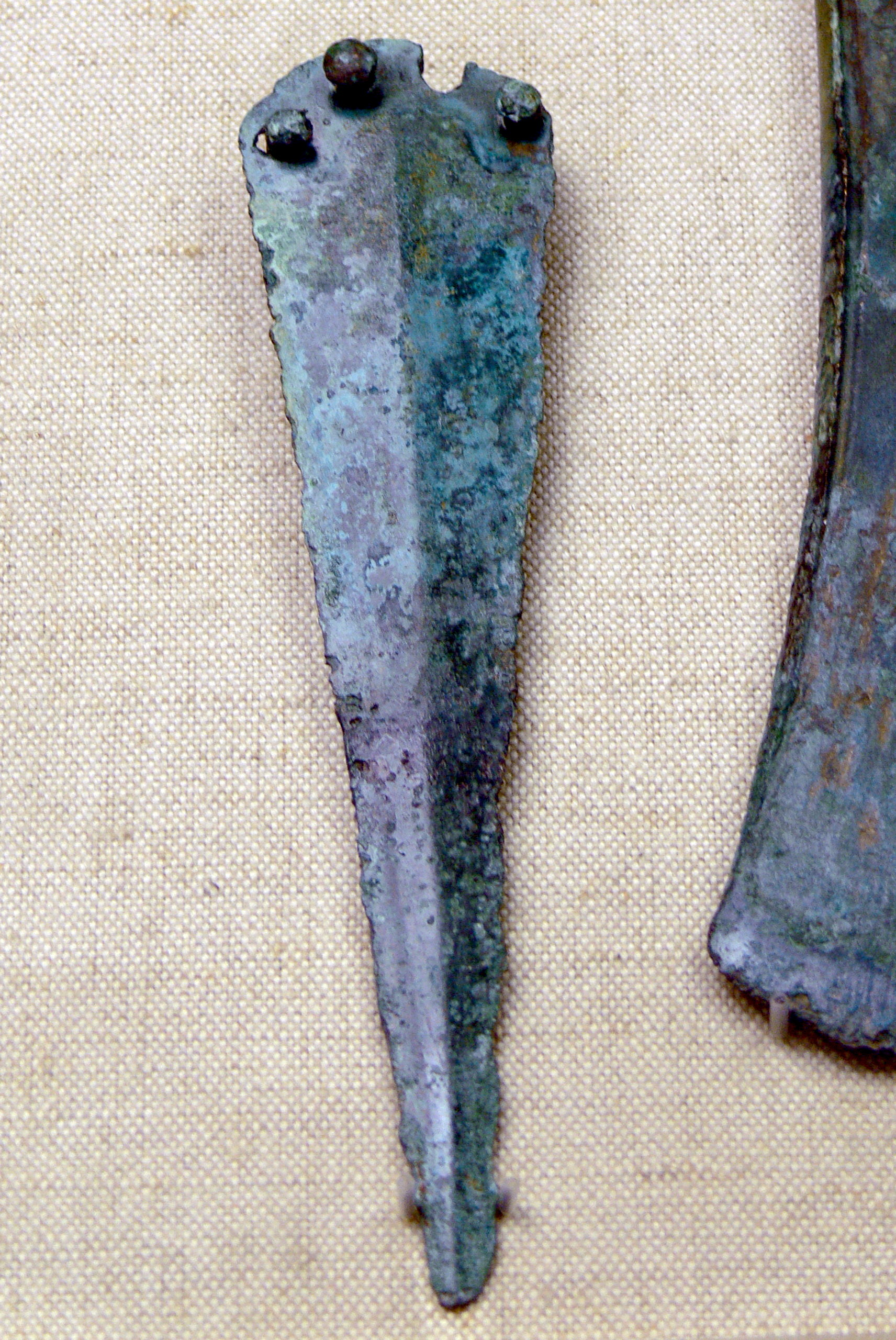
Dolchklinge mit einfacher Nietenverbindung. Bronzedolch aus Malching.
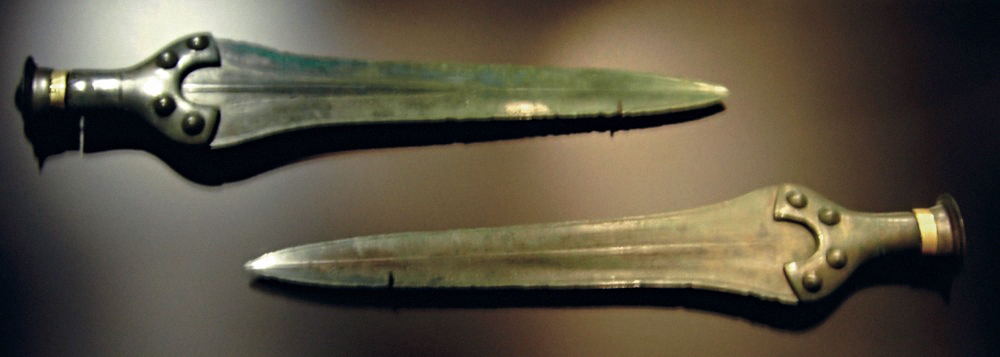
Vollgriff-Bronzeschwerter von Nebra (Begleitfunde der Himmelsscheibe), um 1600 v. Chr.
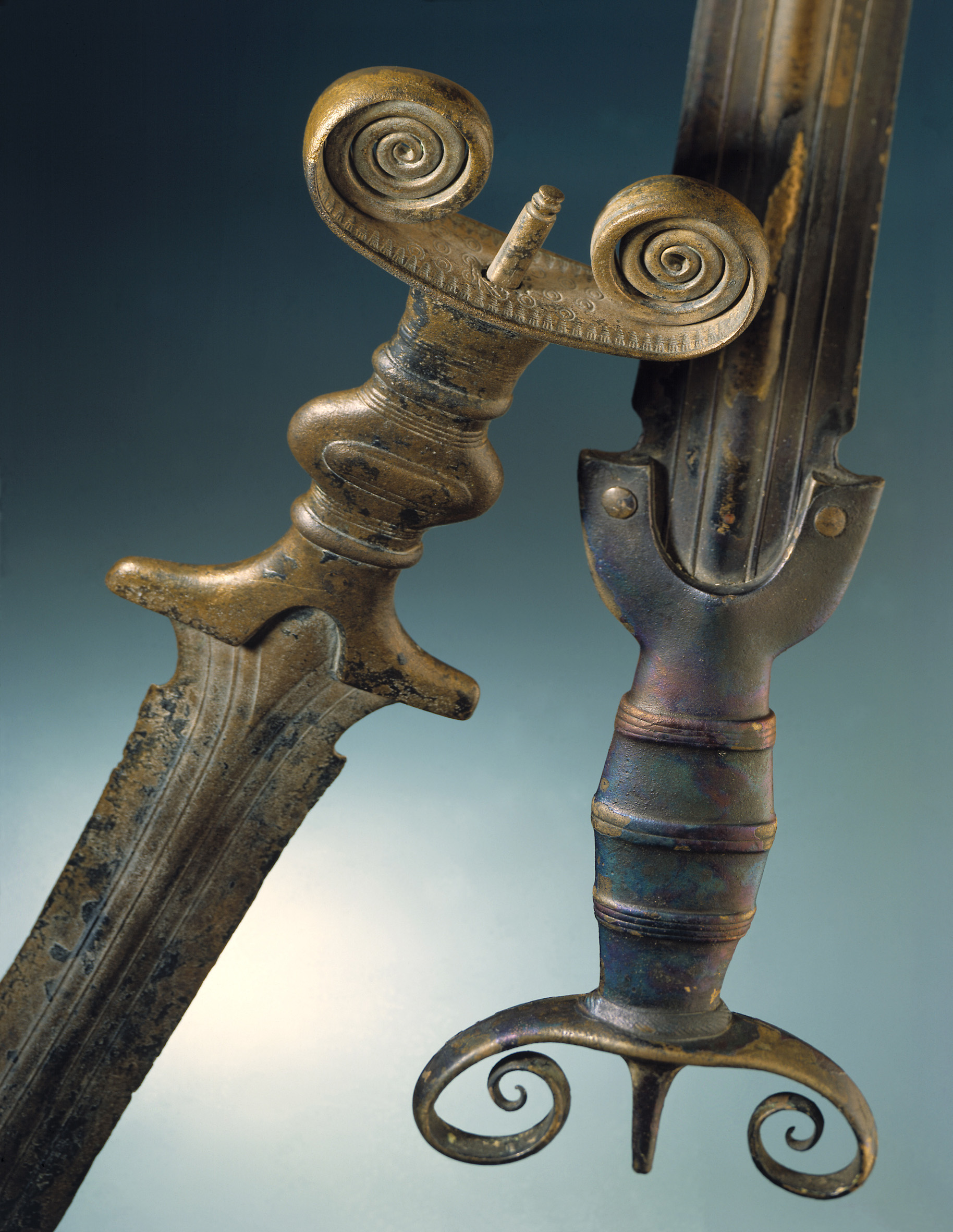
Spätbronzezeitliche Schwerter vom Typ Auvernier (1000–900 v. Chr.)
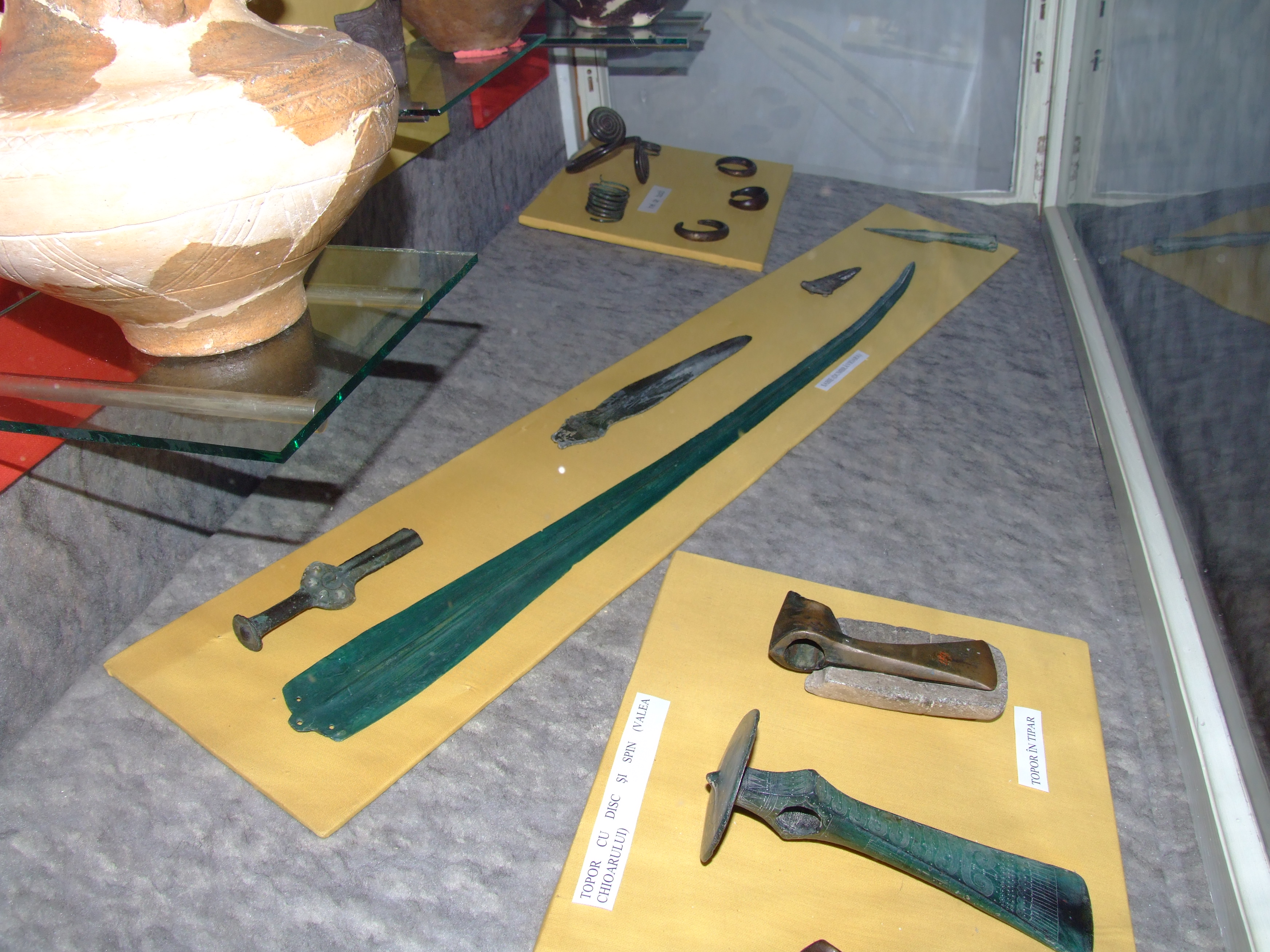
Links: Mykenisches Bronzeschwert. Rechts: Streitaxt der Wietenberg-Kultur. Funde aus Rumänien.
Lanzenspitzen mit Tülle. Daneben Bronzesicheln, zwei mit Schäftungsdorn für den hölzernen Griff.

### Eisenzeit

#### Begriff und Anfänge in Europa

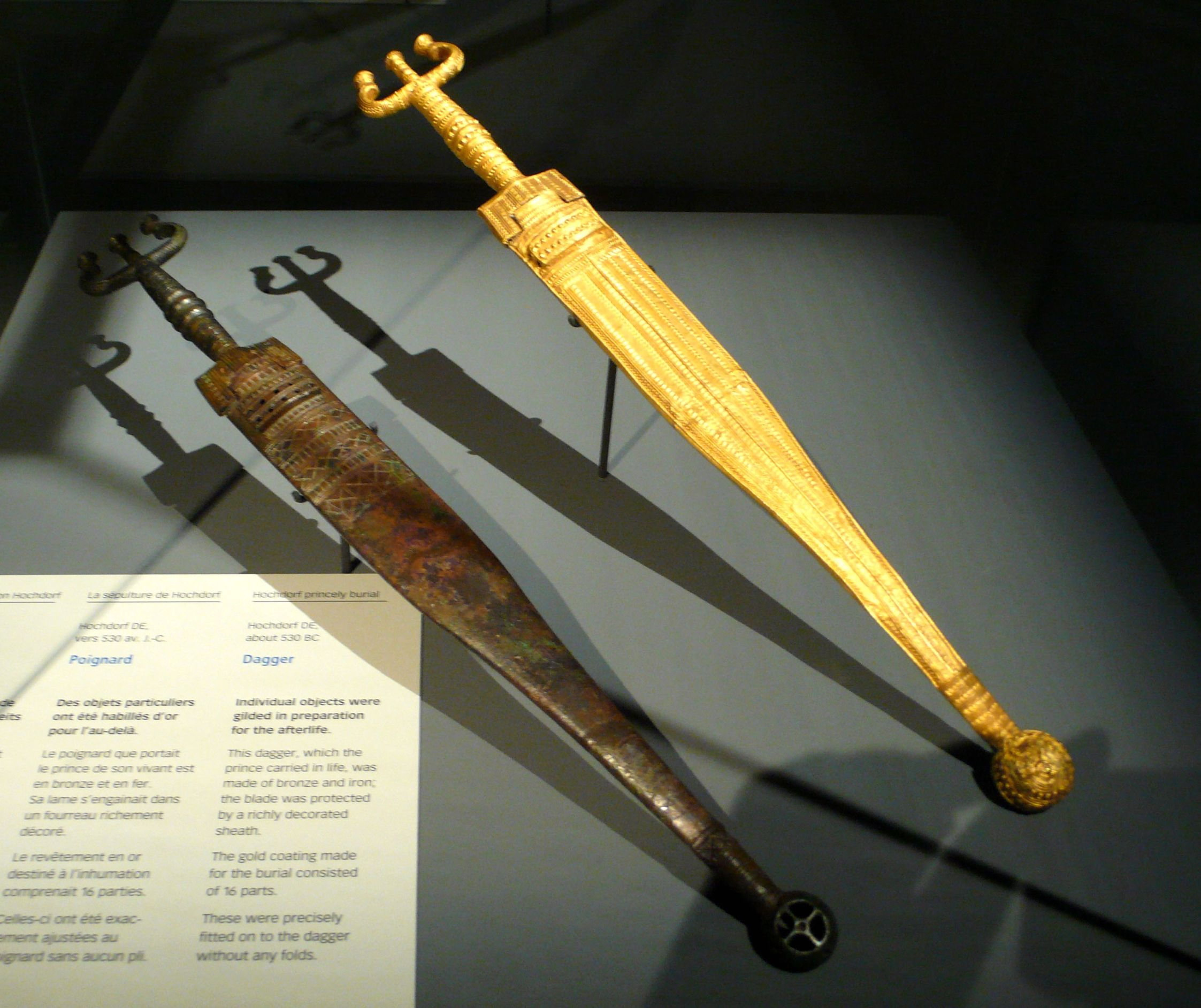
Antennengriff-Dolch aus Bronze und Eisen mit Scheide. Vergoldete Grabbeigabe aus dem keltischen Fürstengrab von Hochdorf. Um 530 v. Chr.

Der Anfang der Eisenverhüttung und -bearbeitung gehört in Mittel- und Nordeuropa zur Vorgeschichte, weil es noch keine schriftliche Überlieferung gab. Manche alten Hochkulturen wie das Alte Reich in Ägypten hatten dagegen schon in der Bronzezeit eine Schriftkultur. Die Eisenzeit begann in Griechenland um etwa 1000 v. Chr., in Mittel- und Osteuropa drei Jahrhunderte später. Die eisernen Langschwerter, Speere und Streitäxte wurden erst zwischen dem 8. und 6. Jahrhundert v. Chr. in Mitteleuropa übernommen (siehe Hallstattzeit).
Die Benutzung des Eisens in Europa gilt vielfach als archäologische Zäsur. Es dauerte jedoch lange, bis Eisen alltägliches Gut wurde. Während Bronze eine vorwiegend auf Guss und Legierung beruhende Technik erfordert, kommt es bei der Eisenproduktion auf das Schmieden an. Eisen ersetzte Bronze nach und nach, zunächst bei Waffen, später auch bei anderem Gerät, zum Beispiel bei Sicheln, Rädern, Pferdegeschirr und Pflugscharen. Nägel aus Eisen sind ab der frührömischen Periode sicher nachweisbar (Holznägel sind sehr viel älter). Der Bronze wies man nun eher die Rolle als dekoratives Material zu, das billiger als Silber und Gold war.

#### Ausbreitung und Perfektionierung

Keltische Expansion
Gelb: Hallstatt-Bereich um 500 v. Chr.
Hellgrün: maximale keltische Expansion um 270 v. Chr.
Weitere Details: siehe Kelten

Mit der Ausbreitung der Eisentechnologie ging eine fortschreitende Perfektionierung der Technik einher. Die Kenntnis der Eisenverarbeitung breitete sich ebenso wie die Produkte auf vielen Handelswegen in ganz Europa aus, wobei hauptsächlich vier Mechanismen wirksam waren:
1. Assimilatorische Einflüsse alter Reiche und Kulturen. An deren Rändern diffundieren neue Technologien in benachbarte Kulturen hinein. Beispiel: der skythische Einfluss bei der Übernahme der Eisentechnologie durch die Thraker.[142]
2. Import der neuen Technik auf Handelswegen. Die Expansion der Etrusker, Phönizier und Griechen im Mittelmeerraum führte dazu, dass die Völker Mitteleuropas, besonders die Kelten, unter den Einfluss der Eisentechnologie gerieten,[140] die im Mittelmeerbereich bereits etabliert war. Die Eisenverarbeitung ist ab ca. 700 v. Chr. in Fürstengräbern der Hallstatt-Zeit belegt[143] und wurde nun zunehmend kopiert. Im Süden und Westen Mitteleuropas entstanden neue Handelswege.[144]
3. Durch die Expansion der Kelten wurde die Eisenbearbeitung weiterverbreitet. Zu Beginn der Eisenzeit wanderten die Germanen der Jastorf-Kultur von Norden ein[145] und übernahmen die Technik im 5. Jahrhundert von den Kelten.[146]
4. Reitervölker aus den südrussischen Steppen wanderten von Osten ein und übernahmen die Technologie von den Griechen. Im Gegenzug breitete sich die Nutzung des Pferdes als Reit- und Zugtier in Europa aus.[140][147]

Die Eisenprodukte der verschiedenen Völker unterscheiden sich vor allem in den gestalterischen Formen, aber kaum in den technologischen Konzepten. Diese richteten sich nach dem Einsatzzweck. Schaftzungen mussten zum Beispiel bei Langwaffen stabiler sein und wurden oft noch durch Nieten stabilisiert, während bei Dolchen Tüllenschäftung eingesetzt wurde und bei kleinen Spitzen Schaftdornen. Die eisernen Langschwerter, Speere und Streitäxte und die zeitgleichen Bronzeobjekte wurden nun jedenfalls zusammen mit den metallurgischen Schäftungstechniken zwischen dem 8. und 6. Jahrhundert v. Chr. in einem großen Teil Alteuropas von den dortigen Völkern übernommen.
Metallene Ware war kostbares Handelsgut und deshalb auch Statussymbol. Die Ausbildung von lokalen Eliten führte zu immer prächtigeren Fürstengräbern mit reichhaltigen Kriegswaffen. In Mitteleuropa gab es reichliche Eisenerzvorkommen, das Erz wurde nun geschmolzen. Die für Bronze notwendigen Zinnlagerstätten waren hingegen selten.
Es entstanden neue Technologien wie das Damaszieren zu Stahl. Die Schäftungstechnik bot nun keine Probleme mehr und wurde in zahlreichen Gussvarianten voll beherrscht. Die Kunstfertigkeit nahm mit der Erfahrung zu, wie das Beispiel des Kirkburn-Schwertes zeigt, bei dem verschiedene Legierungen verarbeitet wurden. Auch dekorative Zwecke konnten nun besser erfüllt werden. Es entstand figurative Kunst, wobei sich zahlreiche lokale Stile ausbildeten. Der Beruf des Schmieds bekam einen hohen Stellenwert und wurde mythologisch überhöht, indem Götter der Schmiedekunst verehrt wurden.

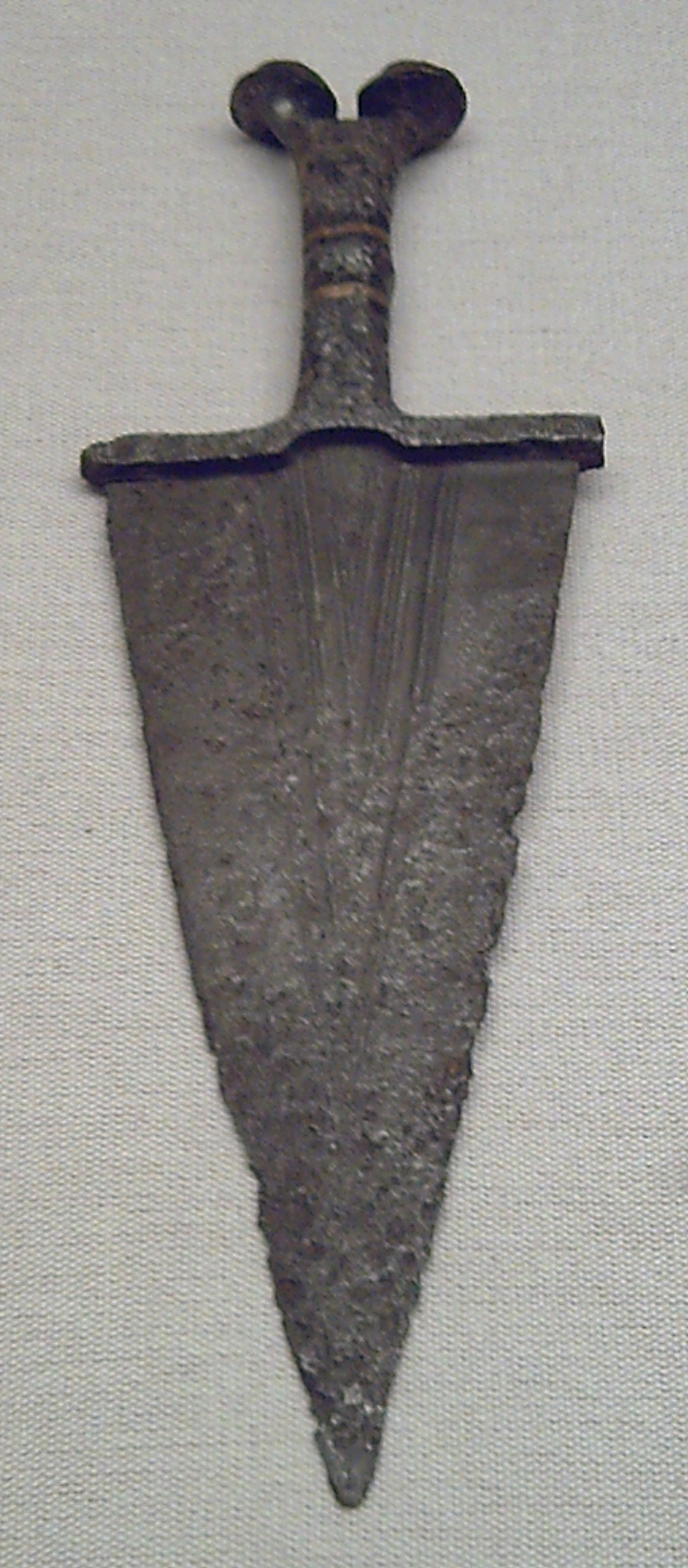
Iberischer Dreiecks-Vollgriffdolch aus Eisen und Silber mit Antennengriff. Aus Almedinilla (Córdoba), 4.–2. Jh. v. Chr.
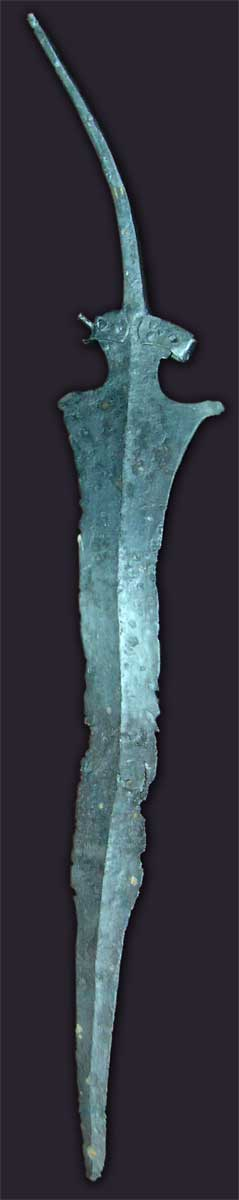
Eisenschwert vom Typ Miraveche mit langer Schaftzunge. Provinz Valladolid, Spanien, 4. Jh. v. Chr.
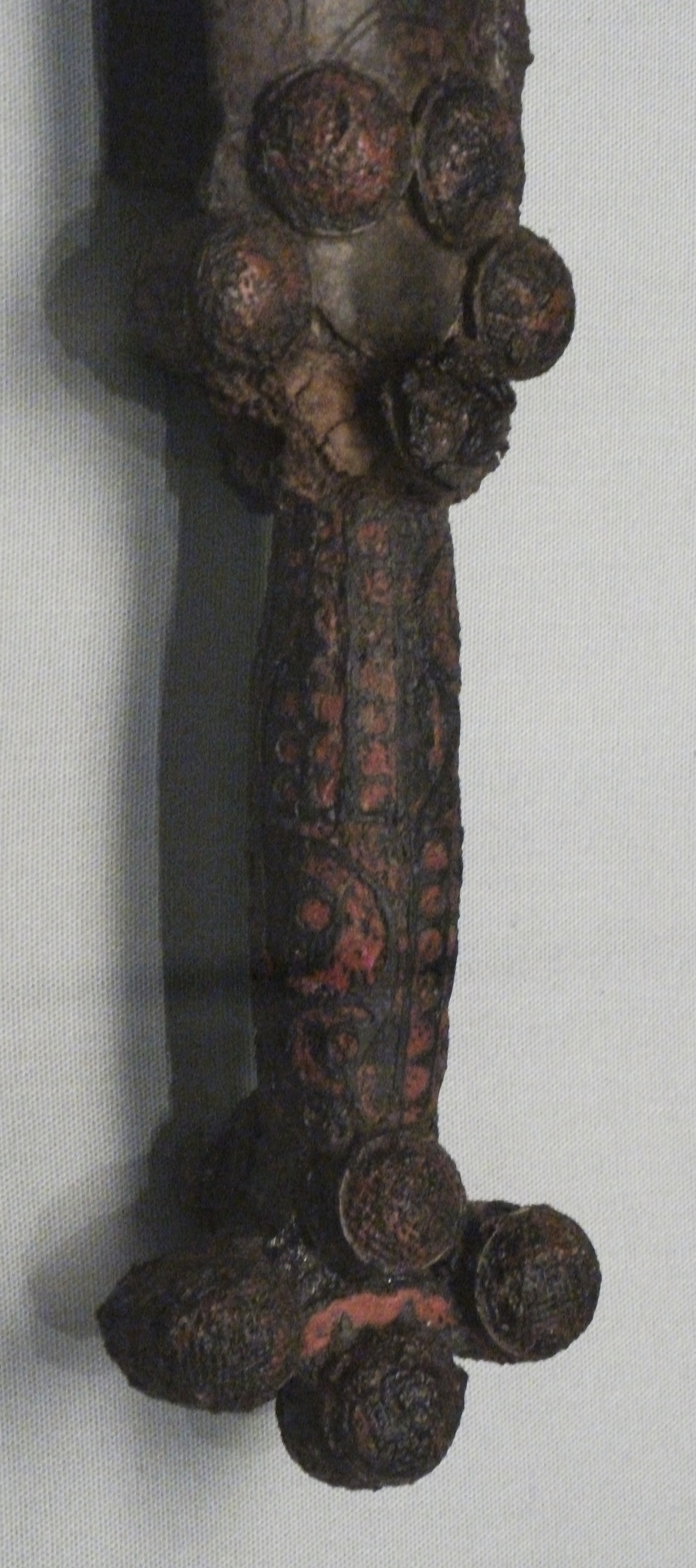
Das Kirkburn-Schwert mit Scheide. Aus einem Friedhof bei Kirkburn, Ost-Yorkshire, 3. Jh. v. Chr.
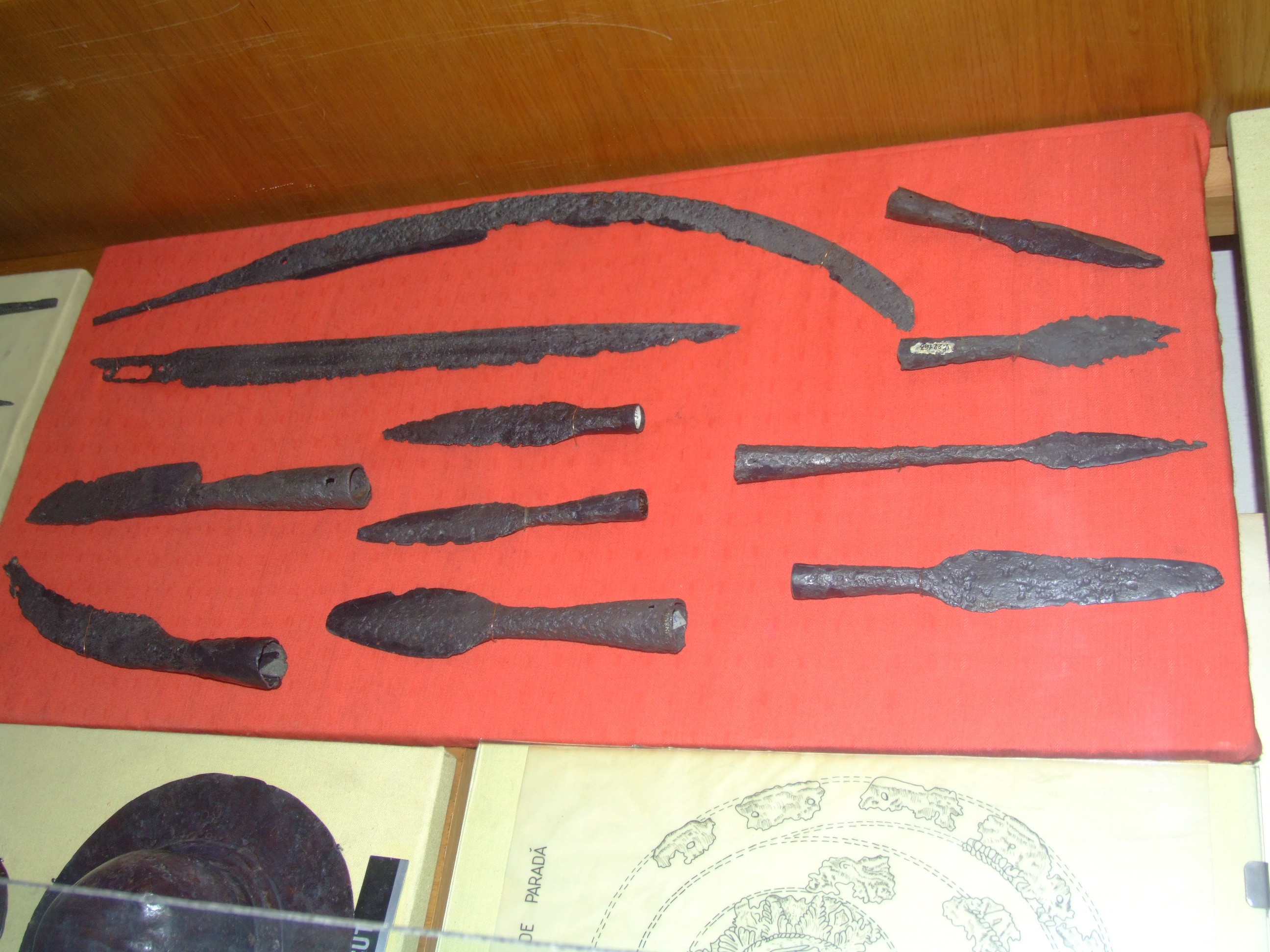
Eiserne Waffen und Geräte der Daker. Oben ein Krummschwert (Falx), darunter ein gerades, beide mit Schaftzunge. Die Spitzen und Messer haben Tüllenschäftung.
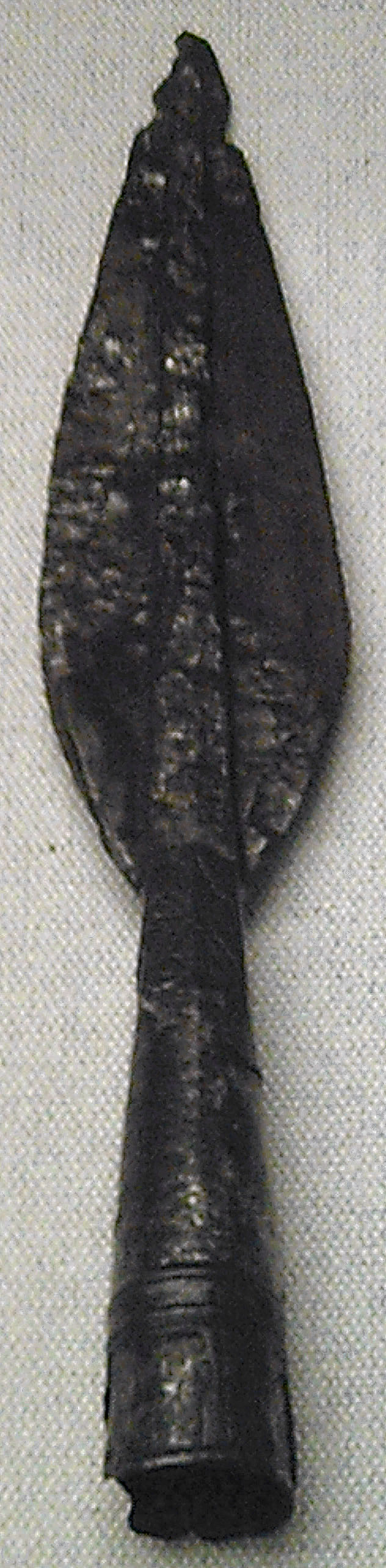
Eiserne iberische Speerspitze mit Tüllenschäftung aus der Nekropole von Almedinilla (Córdoba), 4. oder 3. Jh. v. Chr.
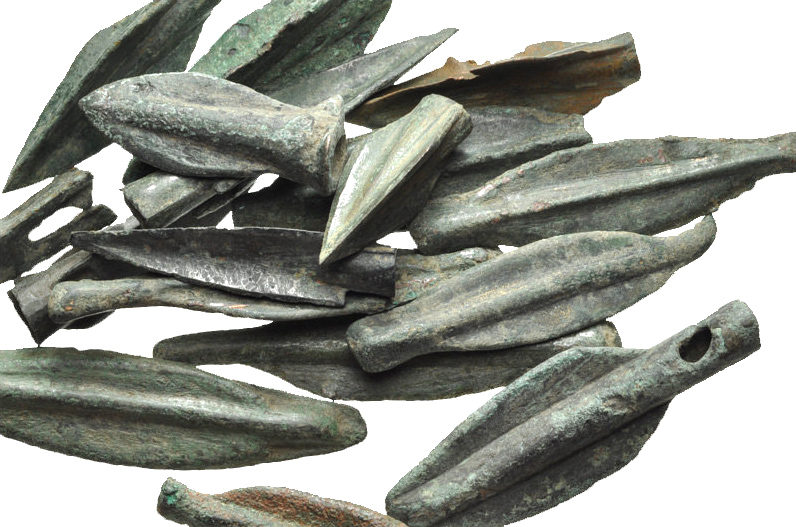
Eiserne Pfeilspitzen, teils mit Tüllenschäftung, teils mit Schaftzungen. Schwarzmeerregion, 7. Jh. v. Chr. Die Pfeilspitzen dienten auch als Protogeld.

## Übersicht über den außereuropäischen Raum

### Zur Abgrenzung der Prähistorie
Die Bewertung des Zusammenhangs zwischen archäologischen Befunden der Prähistorie und heutigen ethnologischen Befunden ist schwierig.
Der Übergang zum Neolithikum ist selbst im Kerngebiet des Fruchtbaren Halbmondes bis heute teilweise nicht geklärt. Dasselbe gilt umso mehr z. B. für das Amazonasbecken, Äthiopien oder Teile Ozeaniens sowie für Teile des subsaharischen Afrika, wo überdies noch der Übergang zur Metallzeit of unklar ist. Außerdem ist umstritten, wo es eine eigenständige Neolithisierung gab und wo die Neolithisierung auf Kontakten und kultureller Ausbreitung beruhte.
Steinzeitlich lebende Ethnien gibt es noch heute. Daher kann die Ethnographie bei der Interpretation archäologischer Befunde wichtige Denkanstöße liefern. Bei der Schäftung finden sich weltweit gleiche oder ähnliche Lösungen, die auf den gleichen Grundtechniken beruhen. Unterschiede hängen vor allem von dem Vorhandensein bestimmter Materialien ab und davon, ob die Kultur steinzeitlich oder metallzeitlich ist. Darüber hinaus gibt es eine gewisse Variation bei den Formen der Objekte sowie bei den Bindemitteln.

### Afrika
Siehe auch: Ethnien Afrikas und Geschichte Nordafrikas

Buschmann, der einen Pfeil vergiftet. Der Pfeil ist nur vorne angespitzt, nicht geschäftet.

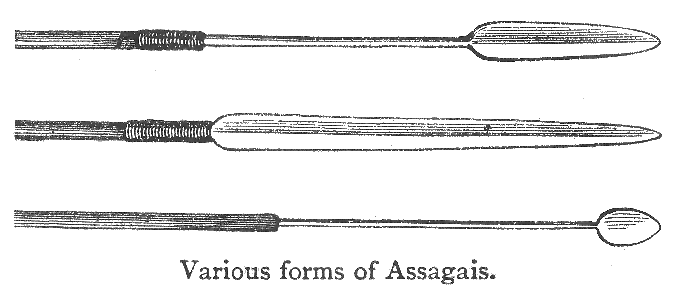
Assegai-Speere der Zulu-Krieger, 1908. Die Eisenspitze ist in den Holzschaft eingedornt, der Einsatz ist zusätzlich umwickelt.

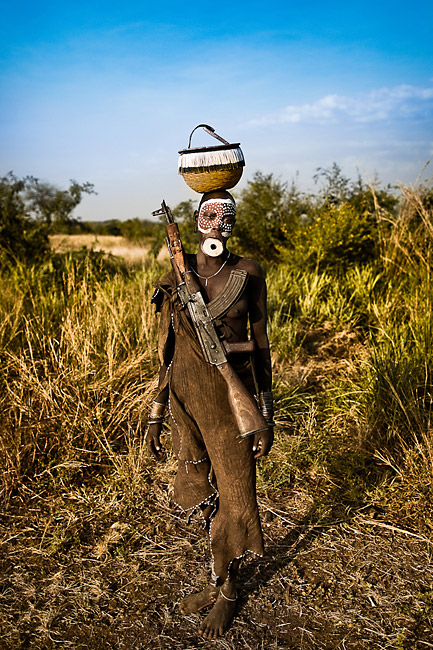
Mursi-Frau mit Gewehr. Das Bild veranschaulicht den Zusammenprall von Steinzeit und Moderne.

Junger Massai-Hirte in Tansania mit Stab und Speer, letzterer mit langer metallener Tüllenspitze oben und metallenem Speerschuh unten

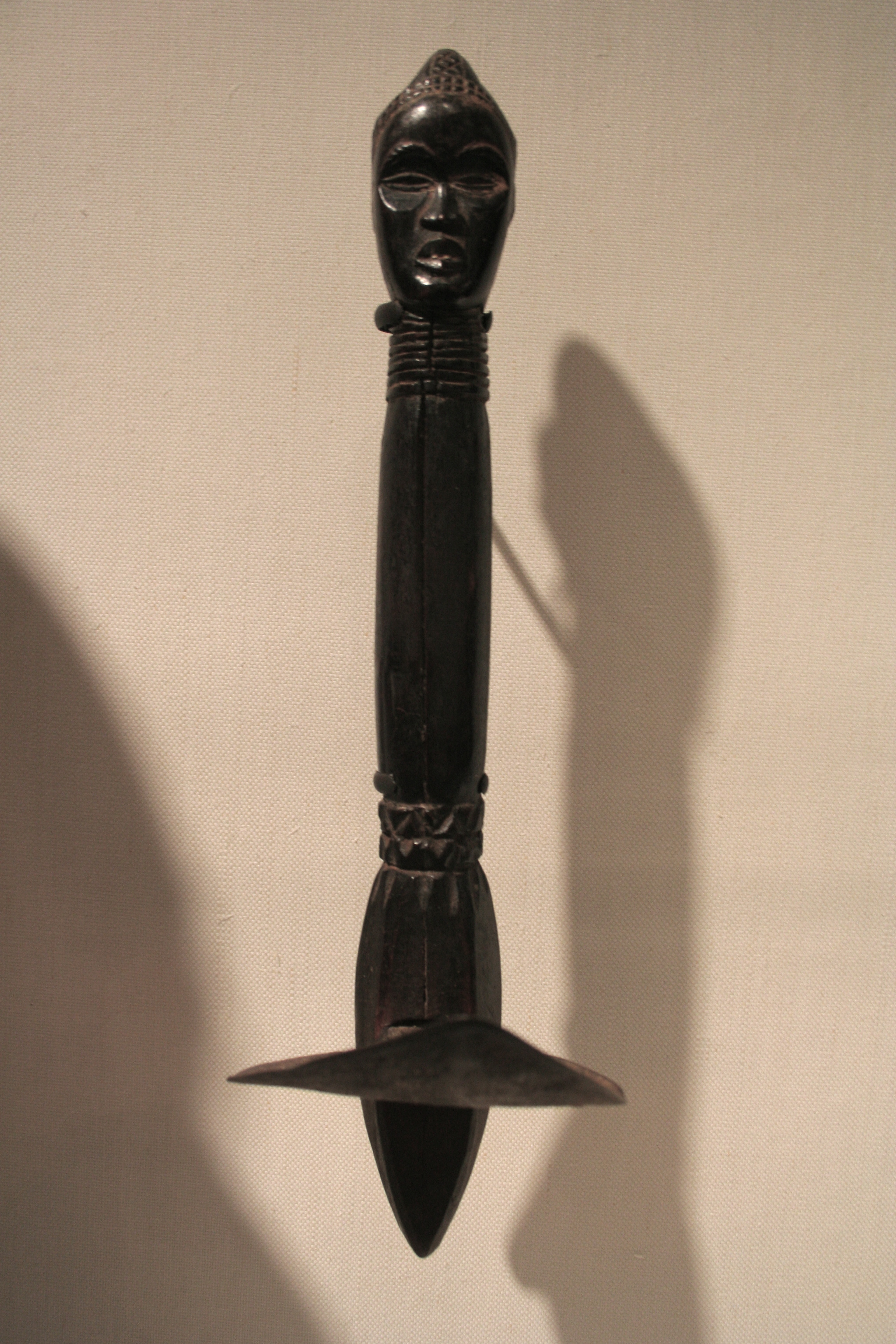
Zeremonielle Hacke der Dan aus Westafrika, 20. Jh. Die Klinge steckt in einem spitzen Stielaufsatz.

#### Grundlegende kulturhistorische Merkmale
Vor allem in Afrika ist insbesondere subsaharisch die prähistorische Situation teils bis heute auch eine ethnologische. Dabei finden sich Merkmale, wie sie so ähnlich auch in anderen Weltregionen anzutreffen sind, deren Übergang in die moderne Eisenzeit, soweit er nicht während der Bantu-Expansion vollzogen wurde, ebenfalls im Verlauf der Kolonisierung sprunghaft von steinzeitlichen Niveaus aus stattfand, so dass die meisten der Ethnien Afrikas heute als eisenzeitlich angesehen und eingeordnet werden müssen, auch wenn in ihnen oft noch steinzeitliche Wirtschafts- und Kulturformen existieren.
Selbst die als besonders archaisch geltenden und noch auf Jagd- und Sammelbasis als Wildbeuter wirtschaftenden Buschmänner (am bekanntesten die !Kung) – ein Neolithikum hat es hier wie in vielen Teilen des subsaharischen Afrika nie gegeben – benutzen zwar vorwiegend Holz und Leder für Werkzeuge und Waffen, Steinwerkzeuge werden jedoch nur noch in geringem Maße verwendet, allenfalls Pfeilspitzenteile aus Knochen, um die oben beschriebenen zusammengesetzten Pfeilspitzen herzustellen, für die sich im Übrigen ein Kontinuum von mindestens 4000 Jahren belegen lässt und damit ein Nachweis für eine lange Konstanz der Buschmannkultur. Zwar nutzt man für solche Zwecke nun Metall, das von den benachbarten Bantu gekauft und grob umgeschmiedet wird, oder auch Glasscherben, doch die Schäftungstechniken sind noch die alten, sofern wie bei Pfeilen überhaupt geschäftet wird.
Allerdings gibt es für Südafrika, insbesondere Namibia mit dem Wilton-Komplex, deutliche Hinweise für eine ausgedehnte Mikrolithenindustrie ab 8000 BP, die auf Anfänge eines Mesolithikums südlich der Sahara hindeuten, wobei Mikrolithen die Existenz entwickelter Schäftungsmethoden voraussetzen; auch die Existenz von Knochenspitzen und -schäften deutet in diese Richtung sowie manche Bearbeitungsmerkmale makrolithischer Inventare.
Besonders komplex ist die Besiedelungsgeschichte des zentralafrikanischen Regenwaldes, da hier lithische Funde so gut wie völlig fehlen und vor allem Keramiken als Leitparadigmen der Einteilung dienen. Eine ausgeprägt steinzeitliche Besiedlung des Raumes, insbesondere des inneren Zaire-Beckens, gilt jedoch als äußerst unwahrscheinlich. Vielmehr scheint die offenbar vom westzentralafrikanischen Regenwald ausgehende Besiedlung Folge der Bantu-Expansion und damit früh eisenzeitlichen Charakters gewesen zu sein und mit einem Übergang vom Wildbeutertum zur neolithischen Wirtschaftsweise etwa vor 2500 Jahren eingesetzt zu haben, vor allem entlang der Flussläufe des Kongo-Systems. Damit sind die kulturell-technologischen Eigenschaften in der Bevölkerung der Region mit denen der Bantus weitgehend identisch.
Einen gewissen Sonderfall stellen die Harpunenfunde von Katanda am Semliki-Fluss nördlich des Edward-Sees nahe Ishango in der östlichsten Ecke der Kongo-Republik dar, für deren dem mittelpaläolithischen Lupemban von der Gerätetypologie her entsprechenden Inventare zwar ein indirekt abgeleitetes Alter zwischen 170.000 und 80.000 Jahren angenommen wird, allerdings begleitet von der Tatsache, dass im dortigen Geräteinventar auch fein gearbeitete, mit Widerhaken versehene und separat zu schäftende Harpunenspitzen aus Knochen gefunden wurden, deren Entwicklung damit sehr viel früher anzusetzen wäre als die der europäischen Harpunen mit löslicher Schaftspitze, deren Alter mit höchstens 15.000 Jahren bestimmt wurde. Auch die Entwicklung der standardisierten Knochengeräte, die erst jungpaläolithisch in Europa nachweisbar sind (ab ca. 38.000 BP) wäre derart neu zu bestimmen. Die chronologische Einstufung dieser sog. Katanda-Harpunen ist zurzeit Gegenstand wissenschaftlicher Kontroversen.
Damit ergeben sich auch für den Bereich der dortigen Schäftungstechnologie notwendig analoge, von den jeweiligen wirtschaftlichen und Umweltverhältnissen abhängige, weltweit präsente Muster, wie sie bei anderen rezenten Ethnien Afrikas mit neolithischen und/oder wildbeuterischen Grundlagen existieren.

#### Bronzezeit
Außerhalb des altägyptischen Herrschaftsbereiches finden sich nur im Maghreb und in Mauretanien unmittelbare Belege einer frühen Metallzeit. Für Marokko und Tunesien werden Beziehungen zur Bronzezeit in Spanien und Süditalien sowie Sardinien angenommen. Vermutlich wurden sie, da vorphönizisch, durch die Berber-Kultur getragen. Felsbilder im Atlasgebirge und Funde von Bronzewaffen bestätigen diese Vermutung. Es scheint sogar schon früher um 2000 v. Chr. Kontakte zur iberischen Halbinsel gegeben zu haben, wie Funde der Glockenbecherkultur in Marokko und Westalgerien ausweisen. Auch für die Zentralsahara weisen Felsbilder bronzezeitliche Bezüge auf. Wegen des vollständigen Fehlens einer Schrift sind diese Kulturgebiete jedoch als vorgeschichtlich anzusehen, da die Vorform der Tuareg-Schrift, das Proto-Tifinagh, erst zwischen dem 3. vorchristlichen und 3. nachchristlichen Jahrhundert in Gebrauch war, während die altägyptische Hieroglyphenschrift nach der Einführung des Christentums bis zum 4. nachchristlichen auch in der Spätform des Demotischen völlig verschwand.

#### Eisenzeit
Eisenzeitliche Kulturformen überlagern in vielen Gebieten spätsteinzeitliche Gruppen. Die vollneolithischen, kupfer- und bronzezeitlichen Stadien Europas werden gleichsam „übersprungen“, da die Eisentechnologie direkt durch die Bantuexpansion (ca. 1500 vor bis 1000 nach Chr.) oder noch später durch die arabischen und europäischen Kolonisatoren eingeführt wurde. Andererseits ist noch unklar, warum etwa der Nok-Kultur Nigerias schon in den letzten Jahrhunderten vor Chr. die Eisengewinnung bekannt war, Zusammenhänge mit der Bantu-Expansion, deren Kerngebiet in Nigeria lag, werden diskutiert.
Waffentypen: Eingedornte eiserne Speerspitzen kamen als Produkte einer regional hoch entwickelten Schmiedekunst bis ins letzte Jahrhundert auch als Handelsgut in zahlreichen Ethnien Afrikas vor und unterscheiden sich nicht durch ihre Schäftung, sondern durch Größe und Form, etwa bei den Zulu, den Nguni und den Jaga der Sambesi-Angola-Provinz. Die Massai bevorzugen Speere mit Tüllenschäftung und langen Blättern mit Speerschuhen (eine Tülle am unteren Schaftende, die das Aussplittern verhindert).
Bei den Pflanzervölkern des westlichen Nordkongo findet sich bevorzugt ein Speer mit querschneidendem Tüllenblatt. Die Urwaldpygmäen wiederum verwenden teils bis heute (etwa die Pygmäen des Ituri-Waldes) im Feuer gehärtete, nicht geschäftete vergiftete Holzpfeile oder Pfeile mit Eisenklingen in Tüllenschäftung, aber auch, allerdings nur für die Elefantenjagd, Speere mit schwerer eiserner aufgesetzter Spitze mit Tüllenschäftung, die zudem festgebunden und mit Harz verpicht ist. Leichtere Speere haben mitunter auch nur eine Schlitzschäftung. Die Eisenspitzen werden gehandelt, nicht selbst hergestellt. Die Hausa und Fulbe haben als Jagdwaffen kleine gedornte Pfeile, meist vergiftet. Die Senufo und andere Ethnien in Obervolta und Togo haben wiederum Pfeile mit eingedornten Eisenspitzen.
Ab der Sahelzone nordwärts sind Geräte und Waffen der nordafrikanischen Ethnien dann stark den historisch-eisenzeitlichen Traditionen verpflichtet, wie sie der Islam, die Berber, Mauren und Araber mitbrachten. Auch die nomadisierenden Bäle und Daza tragen in ihrer klassischen Ausstattung nun Schwerter, Lanzen und Armreifdolch, desgleichen die Tuareg.
Besonders im Omo-Tal Äthiopiens haben sich zahlreiche kleinere, noch recht archaische Ethnien erhalten, die als Surma-Mekan zusammengefasst werden und unter denen die Mursi wegen der Tellerlippen der Frauen besonders bekannt sind. Aber auch hier ersetzen nach und nach moderne Waffen bis hin zur Kalaschnikow die alten stein- bis eisenzeitlichen.
Arbeitsgeräte: Generell werden überall im subsaharischen Afrika dort, wo Feld- oder Gartenbau betrieben wird, teils bis heute klassisch geschäftete Hacken (Querbeile, die Bezeichnung in der Ethnologie ist hier rein funktional und nicht wie in der Archäologie am Material orientiert) mit eingedorntem Blatt aus Eisen oder Holz verwendet, etwa im äquatorialen Ostafrika, mit unterschiedlicher Klingengestaltung, je nachdem, ob sie auf den Feldern oder zum Baumfällen eingesetzt werden. Im Zentralsudan finden sich wie bei allen Völkern, die Hackbau betreiben, Geradhacken mit Dornschäftung oder Kniestielhacken mit Dorn- oder Tüllenschäftung oft nebeneinander, weiter im Süden Kniestielhacken mit aufgebundenem Blatt, teils gedornt, desgleichen bei den Semibantu im Kameruner Grasland sowie z. B. im Senegal bei den Wolof und Lebu, hier sogar im Senegal als Geradstielhacke mit eiserner Tüllenklinge. Bei den Senufo in Obervolta werden hingegen Eisenscheiben in Klemmschäftung verwendet, die nun die früheren hölzernen Hacken ersetzen.
Die Oasenbauern der saharischen Daza verwenden vor allem die tüllengeschäftete Krummstielhacke.
Außerhalb des islamischen Einflussbereichs und der Bantu-Expansion dauerte im subsaharischen Afrika die Steinzeit, meist als Jungsteinzeit, aber auch noch in einem altsteinzeitlichen Gepräge, bis ins 19. Jahrhundert, bei einigen isolierten Ethnien sogar bis ins 20./21. Jahrhundert.

### Asien

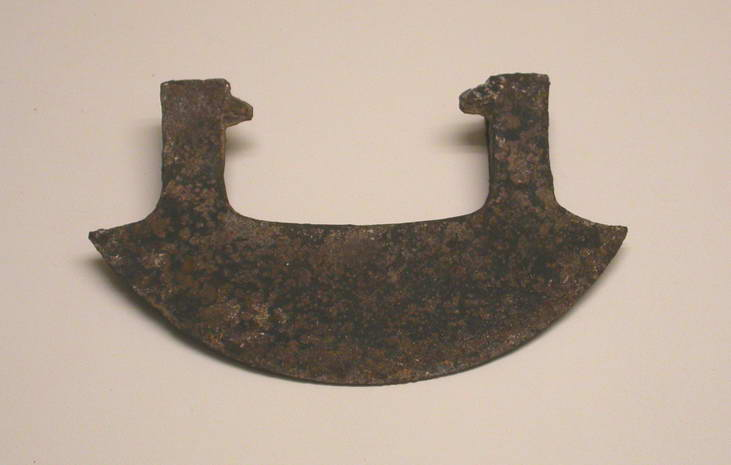
Eisernes Breitmesser mit zwei Schäftungszinken, China, Westliche Han-Dynastie. Solche Messer verwenden die Eskimos bis heute (siehe unten).

Asien zeigte im Vergleich zur vorderasiatisch-mediterranen und alteuropäischen Welt einige Sonderentwicklungen auch im Bereich der Schäftungen, etwa die teils gusstechnisch vorgeformte Schnürschäftung der chinesischen Zeremonialbeile und Axtdolche. Seine vor- und frühgeschichtlichen Phasen werde daher hier dargestellt, da sie eigenständige Entwicklungen außerhalb der klassisch-westlichen repräsentieren.
Wegen der außerordentlich großen Heterogenität des Großkontinentes unterteilt man gewöhnlich grob in Ost-, Süd-, Nord-, West- und Zentralasien. Für die beiden letzten allerdings gilt, dass sie entweder Teil des mediterran-alteuropäischen Kulturspektrums waren oder doch, vor allem was die Steppenvölker Zentralasiens angeht, sehr eng entweder mit demselben Kulturraum oder aber mit dem ostasiatischen verbunden waren, wobei sie hie und da als Vermittler von Kulturtechniken fungierten oder gar als Entwickler, denn die Domestizierung von Pferd und Kamel etwa entstammt dieser Region. Erschwerend kommt hinzu, dass es sich bei ihnen um schriftlose Völker handelt, deren archäologischer Zugang noch sehr lückenhaft ist, wenn man etwa von den Kurganen einmal absieht. Die Schäftungstechnologie dieser Nomaden jedenfalls unterscheidet sich nicht von der der umliegenden Schriftvölker, einmal abgesehen von der besonderen Prächtigkeit der Waffen in den Hügelgräbern.

#### Ostasien

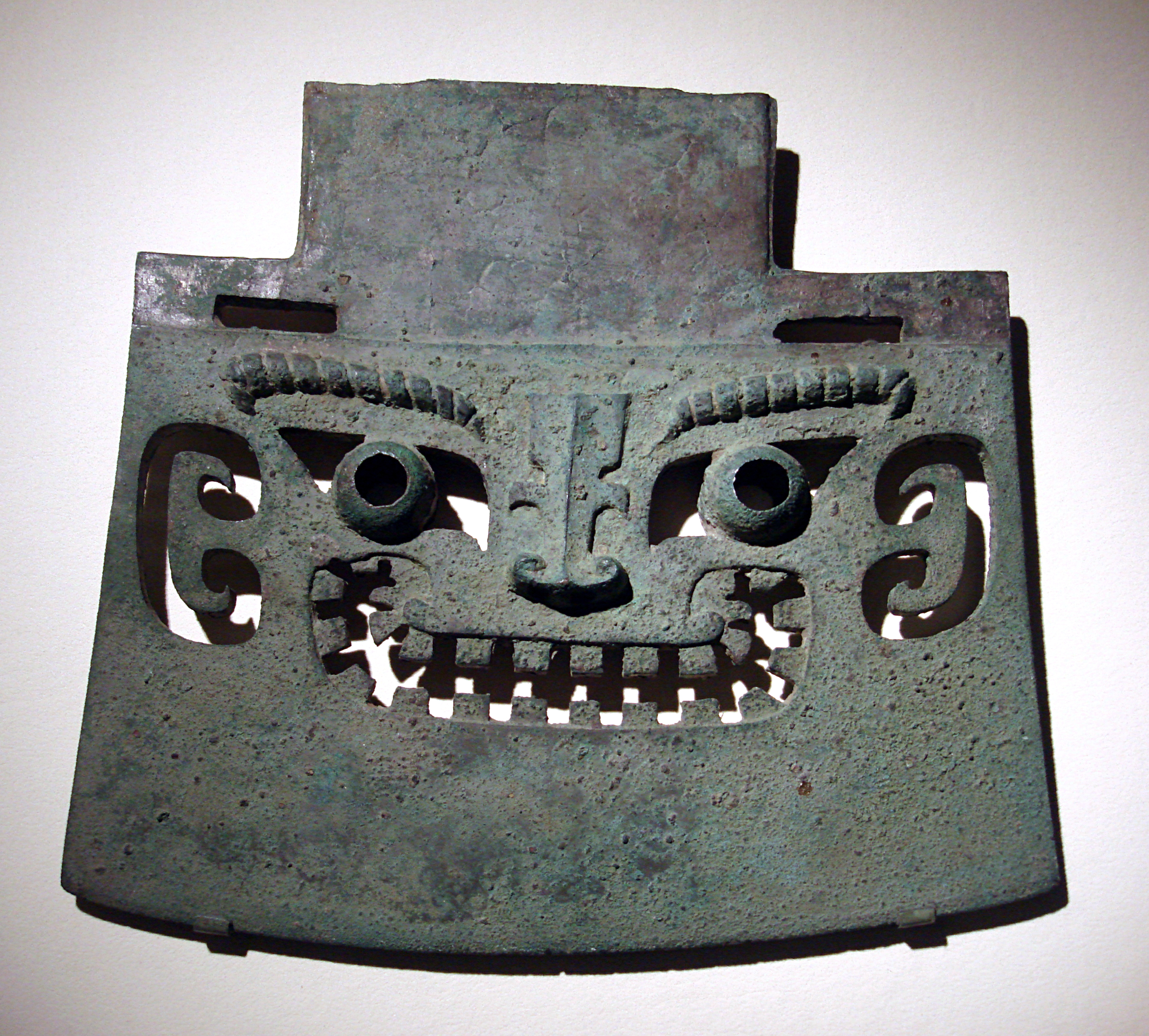
Bronzene chinesische Zeremonialaxt yue (eigentlich ein Beil) der Shang-Dynastie

Dolchaxt der Shang-Dynastie, Bronze, Nephrit, Türkis

In China endete das Neolithikum mit seinen hauptsächlich durch ihre Keramik definierten Yangshao-, der Longshan- und der Xiaotun-Kultur, deren Schäftungstechnologien, wie Ausgrabungen zeigen, nicht prinzipiell von den in einer solchen Kulturphase Üblichen abwichen, also bindegeschäftete Lanzen und Speere, Hacken und Beile oder Dechseln.
Offenbar unabhängig entwickelte sich dort dann aber der Bronzeguss, und zwar seit der Shang-Dynastie (1700–1025 v. Chr.), also ab dem 18. vorchristlichen Jahrhundert, mit deren Aufstieg die chinesische Vorgeschichte endet, das heißt in etwa ein halbes Jahrtausend nach Mitteleuropa. Er wurde für die Herstellung von Waffen und meist zunächst rituellen Gefäßen und Geräten wie die breite Zeremonialaxt (yue) aus der späten Shang-Dynastie genutzt, die vom Typ her auf schmale neolithischen Steinäxte fu zurückgehen, über einen Schaftzapfen am oberen Ende am Schaft befestigt waren sowie durch zwei dazwischen liegenden Schlitze, durch die Lederriemen gezogen wurden. Solche kostbaren Objekte waren zunächst der aufsteigenden Adelsschicht vorbehalten und erreichte schnell eine hohe Perfektion auch der Schäftung. Ein gutes Beispiel dafür ist etwa die chinesische Sonderform der Dolchaxt ge etwa der Shang- und Zhou-Dynastie; die Klinge war am Ende eines langen Schaftes quer zu diesem meist mit Schnüren befestigt und diente wie eine Hacke zum Zuschlagen. Daraus entwickelte sich später die Hellebarde. Dass solche Schäftungsrelikte auch an den im Ganzen gegossenen Geräten beibehalten wurden, wo sie dann keinen Sinn mehr machten und zur Dekoration wurden, zeigen die Dolchäxten qi der östlichen Zhou-Dynastie zur Zeit der Streitenden Reiche, bei denen ein T-förmiges Zapfenloch im oberen Teil der Waffe beweist, dass sie ursprünglich in einen Holzschaft eingepasst war, ebenso wie zwei Löcher, durch die man dabei die Lederriemen zog.
Da zu dieser Zeit etwa ab dem 13. bis 11. Jahrhundert bereits die Schrift auf Orakelknochen bekannt ist, die sich dann in der zweiten Hälfte der Shang-Dynastie vollends ausbildete, während der Mitte des ersten vorchristlichen Jahrtausends verkehrsfähig und während der Qin-Dynastie standardisiert wurde, muss man diese Periode als frühgeschichtlich definieren, die dann in der Spätphase, spätesten aber gegen Ende der Zhou-Dynastie in die Geschichtlichkeit mündete.
In den Randgebieten Chinas, etwa in Tibet und der Mongolei, haben sich sporadisch einzelne Ethnien erhalten, die wie die Ainu im Norden Japans noch Reste alter Technologien bewahrt haben können. Dabei bestanden Kontakte zu den ethnisch verwandten Reitervölkern der zentralasiatischen und osteuropäischen Steppengebiete über die möglicherweise ein Technologietransfer in beiden Richtungen möglich war.

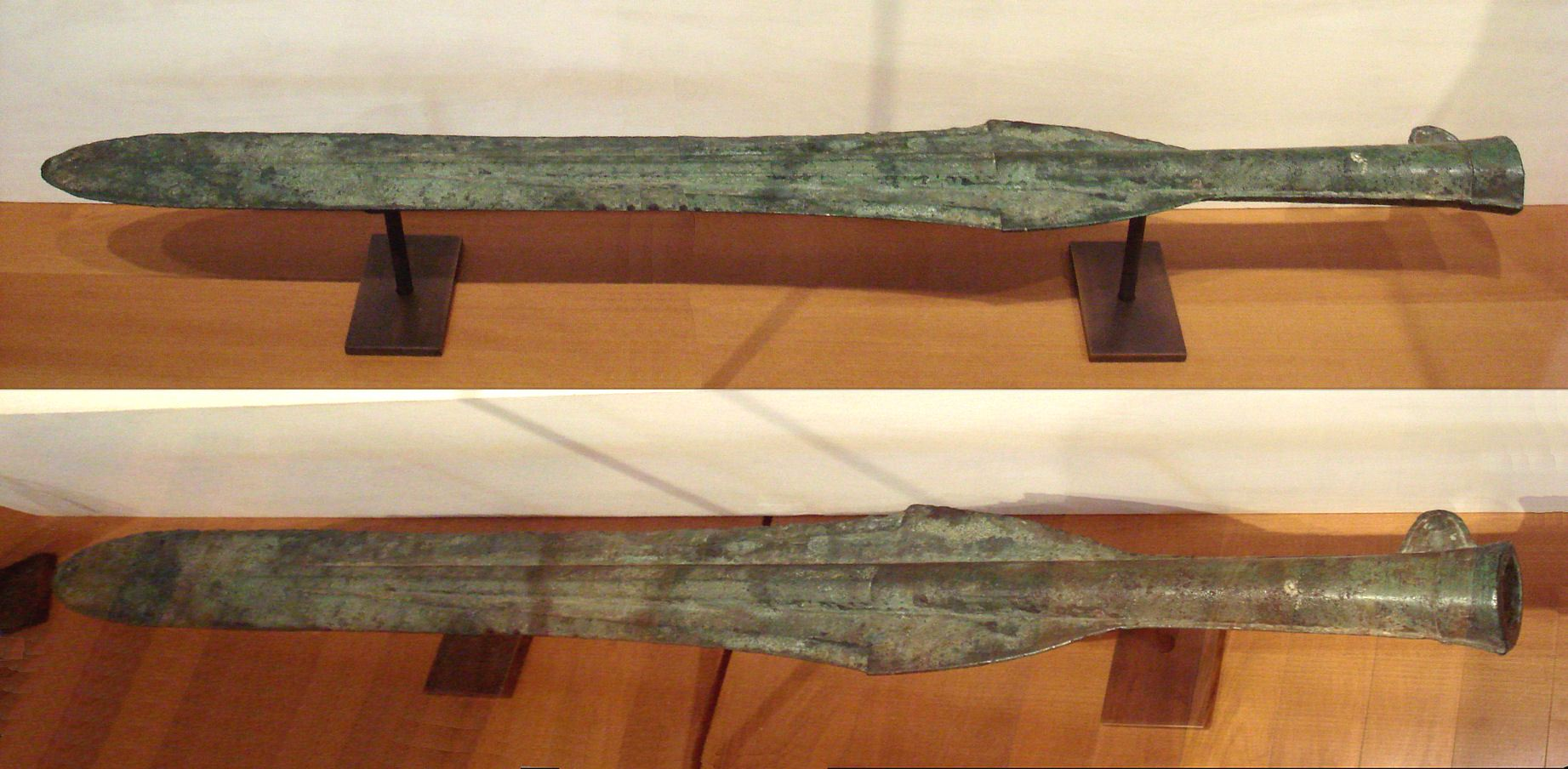
Bronzespeerspitze mit Tülle, Yayoi-Zeit, 1./2. Jh. n. Chr., Kyushu

Japan und Korea: Auch in Japan waren entsprechende Technologien noch in der Jōmon-Periode und der Yayoi-Zeit bis hin zur Kofun-Zeit üblich, bevor mit dem Buddhismus im 4. und 5. Jahrhundert auch die Schrift nach Japan kam. Entsprechend finden sich in der Yayoi-Zeit geschäftete Steinsicheln und Hacken sowie Bronzen aus Korea.
Aus Korea hatten die Yayoi-Bauern allerdings auch eiserne Geräte mitgebracht. Üblich waren aber auch Steinmesser und Steinäxte. Ab dem 1. nachchristlichen Jahrhundert finden sich dann auch Bronzewaffen wie Hellebarden, Schwerter und Wurfspeere, allesamt geschäftete Geräte, die zunächst aus den Nachbarländern eingeführt wurden und mit der Vervollkommnung der Schmelztechnik immer größer und kunstvoller wurden, eine ähnliche Entwicklung wie in Europa.

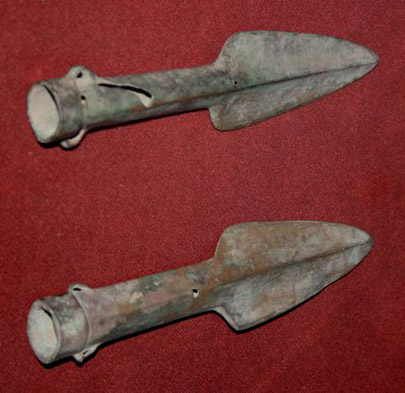
Bronzene Speerspitze der Shang-Dynastie, Tülle mit zwei seitlichen Schäftungsösen
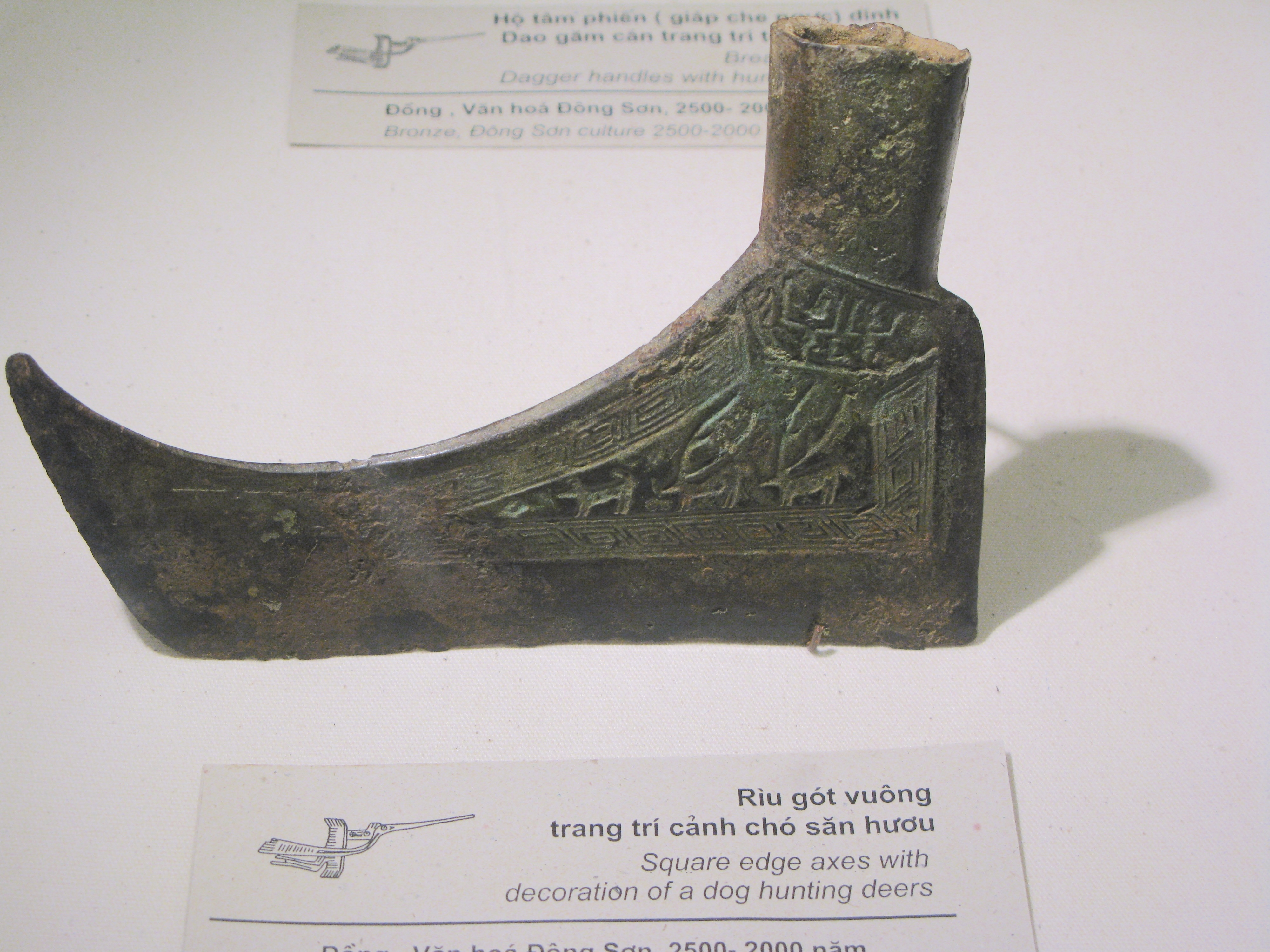
Viereckige Tüllenaxt mit einer Jagdszene als Verzierung, Dong-Son-Kultur (Südchina und Vietnam), ab 500 v. Chr.
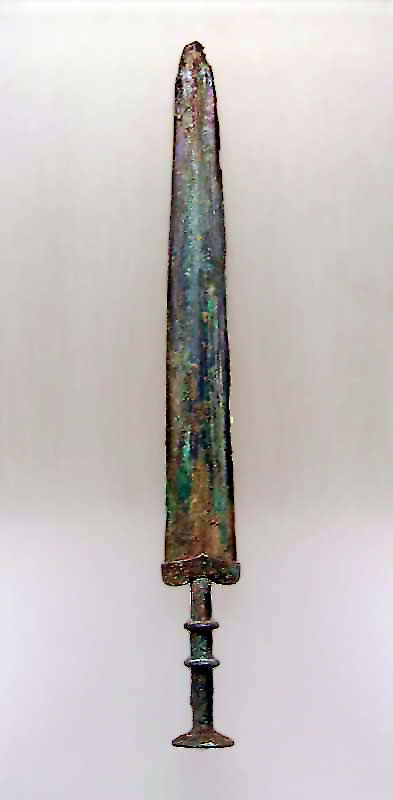
Bronzeschwert mit angeschmiedetem Griff, China, Zeit der Streitenden Reiche (475–221 v. Chr.)
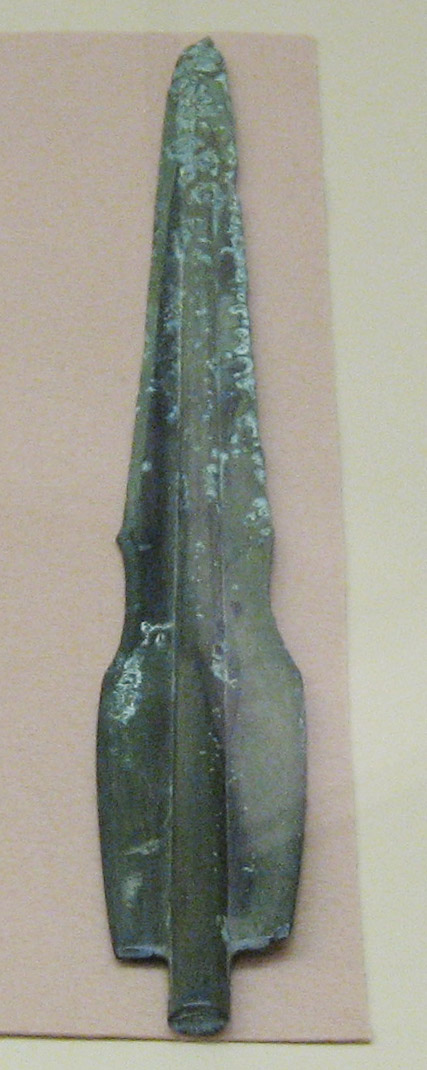
Japanisches Bronzeschwert mit Tüllenschäftung, Yayoi-Zeit
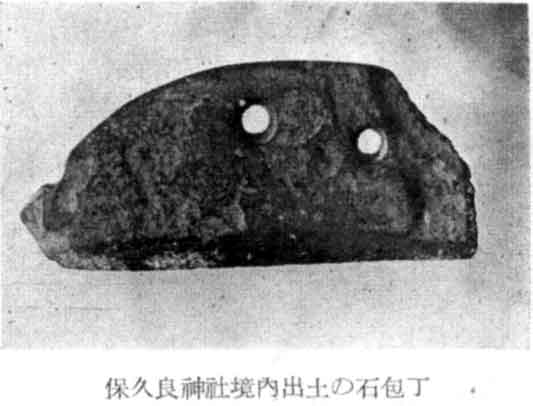
Yayoi-Steinmesser aus dem Hokura-Schrein, das über zwei Löcher an einem Holzschaft befestigt war
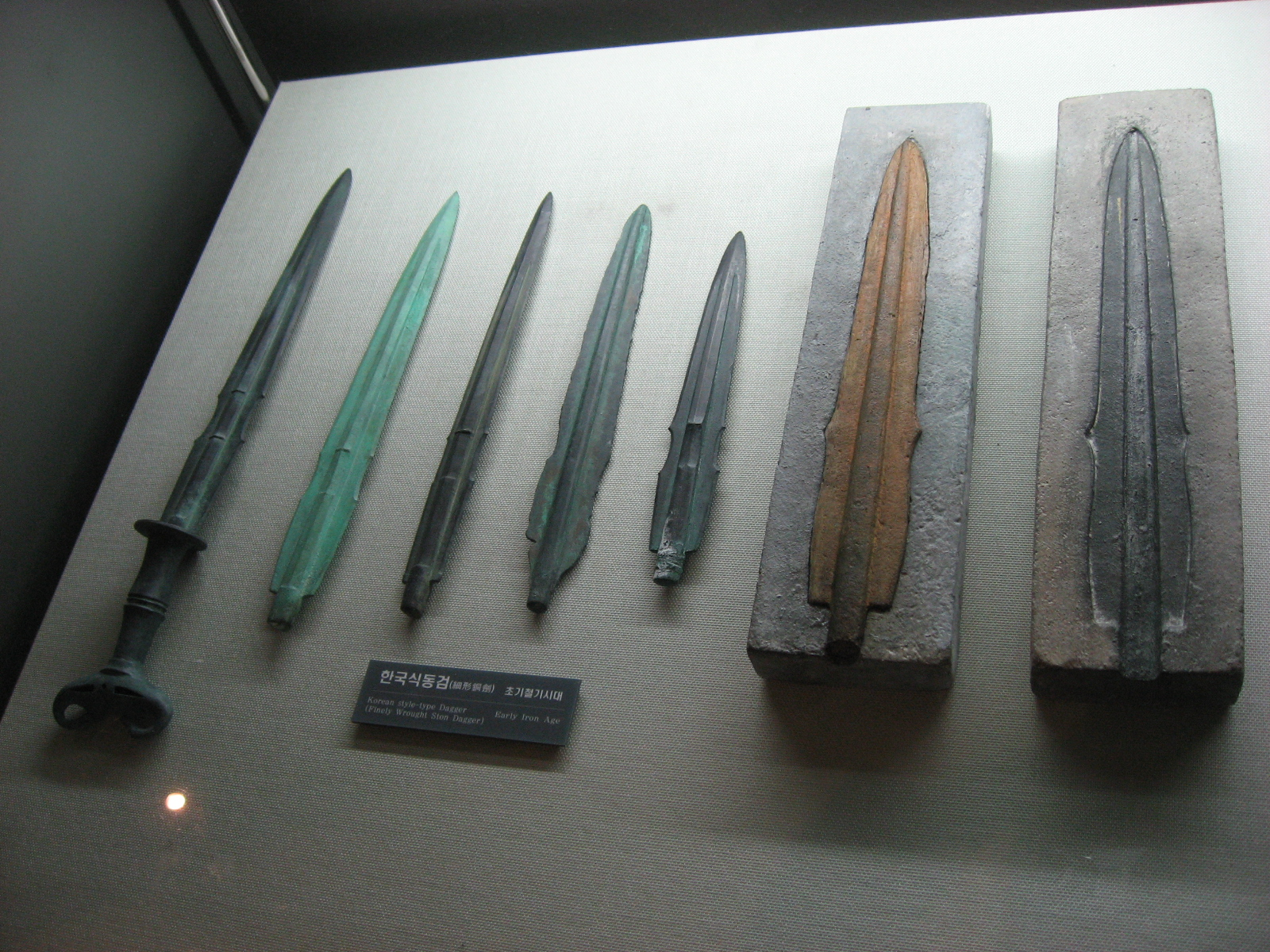
Koreanische Dolche mit Tüllenschäftung. Frühe Eisenzeit, um 400 v. Chr. (Alt-Choson)

#### Nordasien

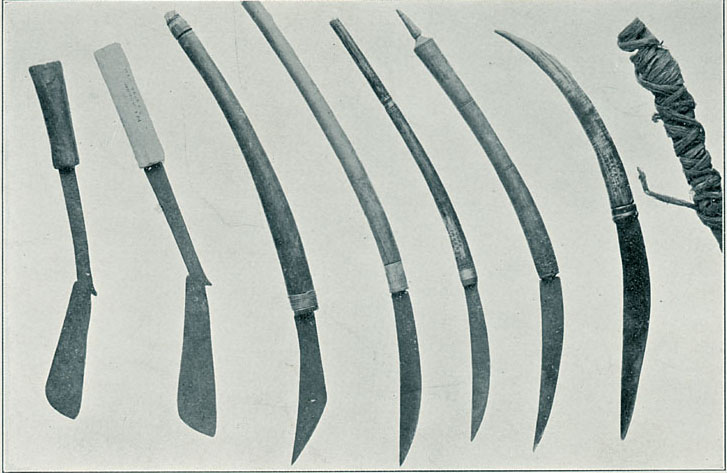
Verschiedene Jagdwaffen der nordsibirischen Niwchen mit unterschiedlichen Schäftungsformen

Die oft noch nomadisierenden Ethnien Nordasiens, vor allem in Sibirien und Nordfinnland, haben teilweise noch kulturelle Techniken der sog. Zirkumpolaren Steinzeit erhalten, auch wenn sie etwa für Klingen nun auch Metall (und Schusswaffen) nutzen und nicht mehr Steinwerkzeuge, wie geschliffene Äxte, Beile, Hacken, Speerspitzen, Harpunen, Keulen usw. Dabei werden die gängigen Schäftungsmethoden eingesetzt. Die Materialien richten sich nach dem ökologischen Umfeld und ähneln entsprechend denen der Eskimos, also wurden neben dem in den nördlichen Regionen eher seltenen Holz Rentier- und Seehundknochen sowie Walbein und Walrossknochen verwendet.
Die ältesten Werkzeuge der Samen waren eingeschäftete Mikrolithen, etwa als Pfeilspitzen mit gerader Basis. Ab dem 1. nachchristlichen Jahrhundert kannten sie Bronze und Eisen samt Gussverfahren. Zusammen mit den Eskimos und den Aleuten bildeten sie die Arktische Kleinwerkzeug-Tradition aus, die sich über 2000 Jahre in Alaska, Grönland, Kanada und Sibirien entwickelte. Als Materialien tritt neben den biologischen auch Schiefer auf. Die meist widerhakenartig gegabelten oder mit mehreren Widerhaken versehenen Harpunenspitzen enthalten an der Basis meist ein Loch, in das eine Schnur eingeführt wird. Ähnliche Techniken finden sich überall auf der Welt, etwa in Ozeanien, wo es darauf ankam, eine hier mit Hilfe eines Wurfbrettes geschleuderte Spitze samt der daran haftenden Beute wieder einzuholen oder auch nach einem Fehlwurf nur die Spitze. Das dechselartige Steinbeil der Aleuten war oberständig geschäftet und ist von einem analogen Produkt der europäischen Steinzeit kaum zu unterscheiden.

#### Süd- und Südostasien

Halbmondförmiges Blatt eines beilartigen Werkzeuges mit Tüllenschäftung, Java, 2. Jh. v. Chr.

In Südasien gibt es wie in Afrika und Südamerika bis heute ebenfalls eine Reihe von Ethnien, die sich noch steinzeitliche Techniken bewahrt haben. In Indien werden sie als Adivasi zusammengefasst, die meist noch als Jäger und Sammler oder allenfalls vom Rodungsfeldbau leben. Zu den Adivasi gehören unter anderem die wenn auch in den Einzelheiten oft recht unterschiedlichen Völkern wie die Chenchu in Andhra Pradesh oder die Aranadan in Kerala, ebenso die Birhor.
Die Entwicklungen des vor- und frühgeschichtlichen Indien sind im Zusammenhang mit der Situation des mediterranen Raumes und Vorderasiens zu sehen, mit dem bereits damals enge Handelskontakte aus der Induskultur bestanden. Es fanden sich kaum Waffen bei diesen noch stark egalitären Gesellschaften, wie sie sich archäologisch in Harappa, Mohenjo-Daro und Mehrgarh präsentieren.

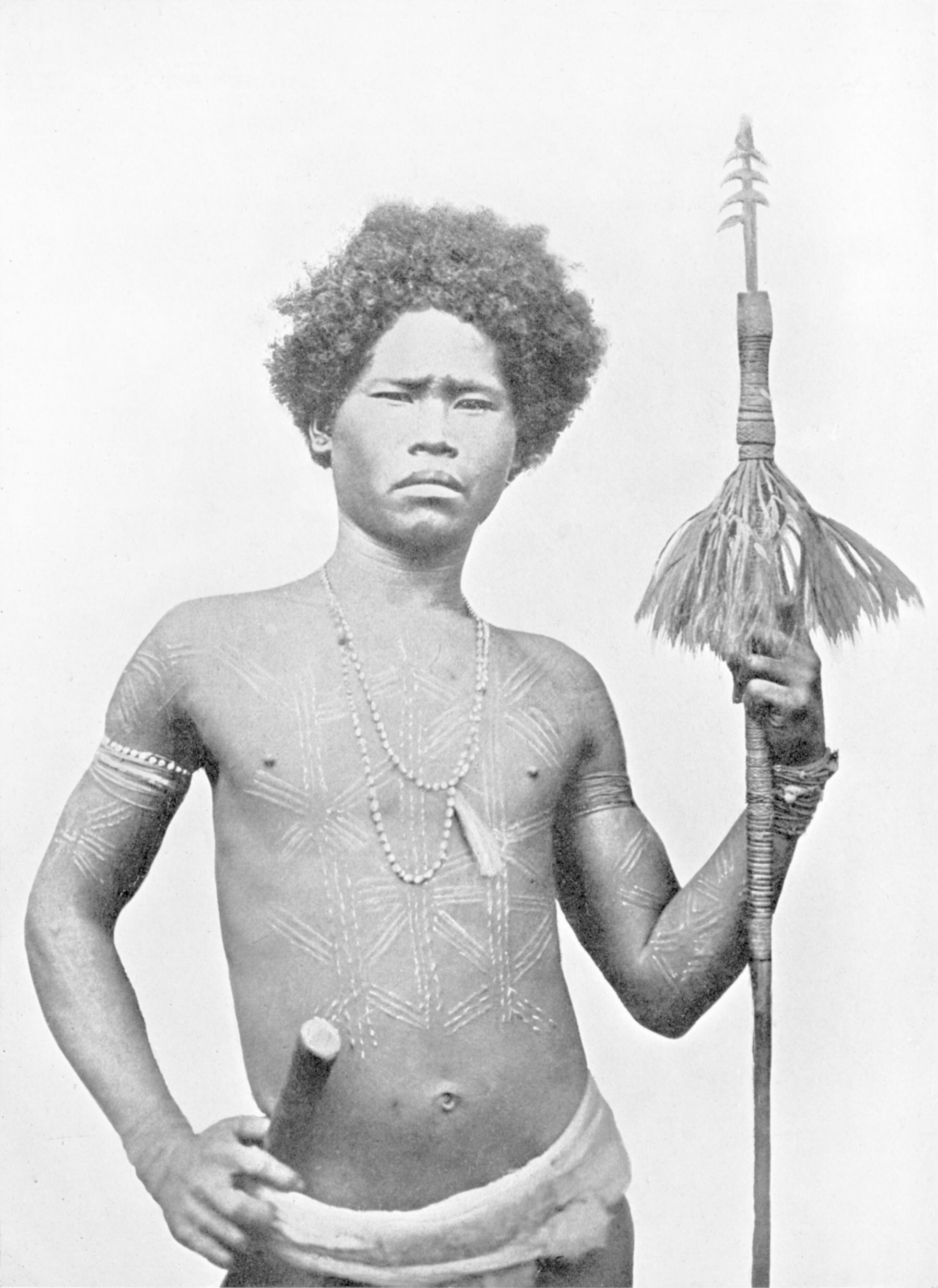
Negrito von Luzon (Philippinen).
An dem Speer wurden mehrere Arten der Schäftung angewendet.

Im Malaiischen Archipel und den Inseln Südasiens, die durch eine große Heterogenität der Sprachen und Kulturen gekennzeichnet sind, leben heute noch einige isolierte Ethnien am Rande der Zivilisation, die oft als „Waldkulturen“ bezeichnet werden. Beispiele dafür sind die Kubu und Batak auf Sumatra und die zu den Dayak gehörenden Dusun auf Borneo. Mehrere kleine Ethnien, die als Orang Asli bezeichnet werden und vor allem die sogenannten Negritos umfassen, sind auf vielen südostasiatischen Inseln zu finden. Zu ihnen gehören die Urbevölkerung der Andamanen und Nikobaren, die Veddas auf Ceylon und die Igorot auf den Philippinen. Diese Ethnien haben sich meist neolithische Techniken bewahrt, mitunter auch noch paläolithische.
35.000 Jahre alt ist ein Knochenstück aus der Matja Kuru 2-Höhle in Osttimor, mit dem die Harpunenspitze am hölzernen Schaft angebracht und mit Riemen befestigt wurde. Es ist das älteste Relikt für die komplizierte Verbindungstechnik, die in ganz Australien und Melanesien verbreitet ist.
Auch in Hinterindien gibt es verschiedene isolierte Ethnien, wie die Semang und Senoi auf der Malaiischen Halbinsel, die noch Teile der alten Technologien erhalten haben. Eine besondere Rolle spielt dieser Bereich jedoch bei der Entwicklung der Metalltechnologie. Die Ausbreitung von Bronze und Eisen begann in der südostasiatischen Inselwelt anscheinend kurz nach 1000 v. Chr. Von ca. 500 v. Chr. an breiteten sich Bronzeartefakte im sogenannten Dong-son-Stil weit über Indonesien aus, wie aufgefundene, reich verzierte Tüllenbeile belegen, und sie erreichten sogar die Küsten von Neuguinea.
Für Norden Thailands ist am Fundort Ban Chiang um 2000 v. Chr. neben bronzenen Tüllenbeilen sogar bereits eine bimetallische Speerspitze nachgewiesen, bei der die Spitze aus Eisen, die Schaftzunge hingegen aus Bronze ist. Das hieße, dass die Eisenverarbeitung hier offenbar früher einsetzte als in China und möglicherweise von Hinterindien aus nach China gelangte.

### Amerika

#### Nordamerika

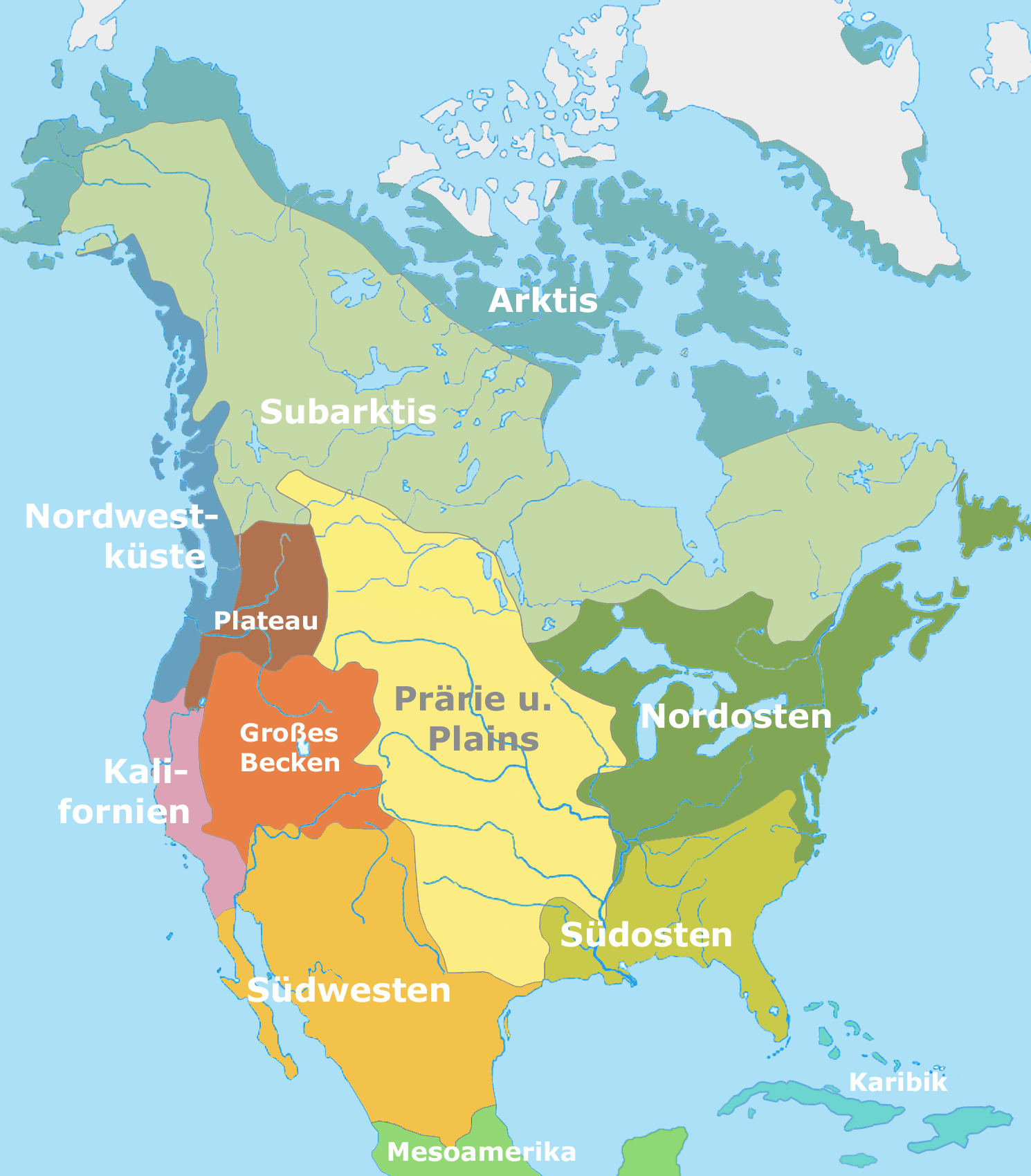
Nordamerikanische Kulturareale der Indianer und Eskimos

Die nordamerikanischen Indianerkulturen vor Kolumbus ähneln in der kulturellen und ökonomischen bedingten Heterogenität ihrer Inventare der Situation in Afrika und reichen von altsteinzeitlich über neolithisch bis über fast schon hochkulturell zu nennender Kulturzonen im Süden am Rande der mittelamerikanischen Kulturen, etwa der Mississippi-Kultur, und der Pueblo-Kulturen wie die der Anasazi oder Navajo, die die sesshafte Lebensweise im Gegensatz zu den benachbarten Apachen übernahmen, die weiter auf Bisonjagd gingen.
Prinzipiell finden sich viele Zeichen einer Schäftungstechnik während der nordamerikanischen Jäger- und Sammler-Periode bis zum Beginn der Sesshaftwerdung zu Beginn des Holozäns vor allem der südlichen Stämme entlang der großen Flussläufe um ca. 8000 v. Chr., wo etwa die Irokesen zu Maisbauern wurden. Sie ähnelt der steinzeitlichen Südamerikas und ist ab der Folsom- und Cloviskultur ausgehend von der Gestaltung der Spitzen eindeutig, auch wenn sie teils unterschiedliche technische Lösungen bevorzugt, wie zum Beispiel auch in Afrika zu beobachten. Nur die Tüllenschäftung scheint eher selten. Das Steinbeil der Aleuten ähnelt etwa stark europäischen und afrikanischen Vorbildern.

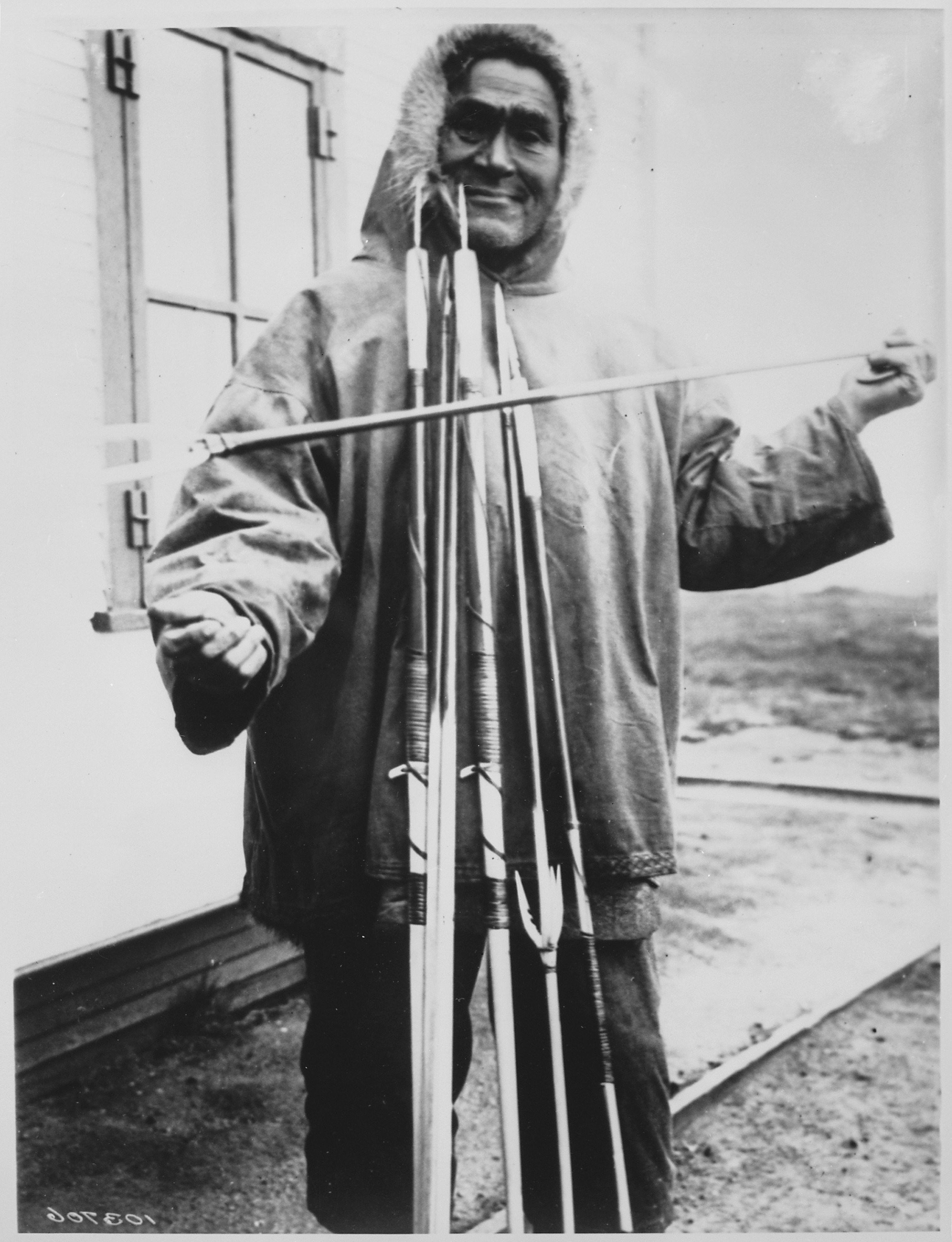
Ein Speer- und Lanzenmacher der Eskimos, 1935

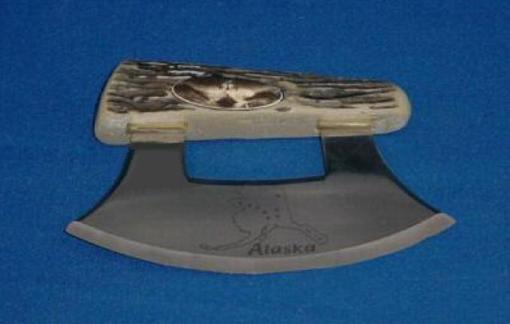
Quergeschäftets Ulu-Messer der Eskimos Alaskas, hier mit Geweihgriff

Die Eskimos stellen mitunter bis heute geschäftete Geräte aus Walbein oder Knochen her. Ihre älteste Technologie bevorzugte bereits dieses Material, bei dem die Spitzen entweder mit einem Schaftdorn versehen waren oder eine aufgespaltene Basis für eine Klemmschäftung hatten, dazu gelegentlich wie bei der Dorset-Kultur und den Harpunenspitzen anderer zirkumpolarer Völker mit einem Loch zum Durchführen einer Schnur, mit der die Spitze zurückgezogen werden konnte, ähnlich den Angelhaken Polynesiens. Ein Sonderfall ist das quergeschäftete Ulu-Messer der Eskimos, das vor allem von Frauen zum Schaben von Fellen benutzt wurde und das schon vor 3000 v. Chr. am Kodiak belegt ist, als Knochengeräte durch solche aus Schiefer ersetzt wurden. Es findet sich fast identisch in China.

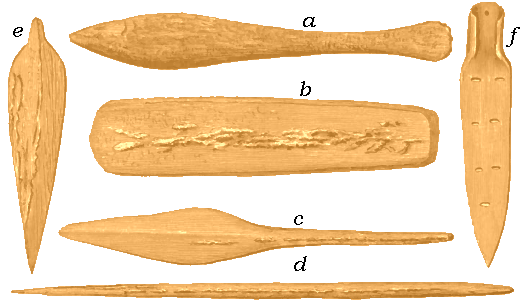
Geschäftete Geräte aus dem
Old Copper Complex von Wisconsin.
a Dolch, b Meißel/Stichel,
c und e gestielte Speerspitzen,
d Ahle, f Speerspitze mit Lappen

Kupfer wurde in Nordamerika nur in der metallisch reinen Form durch Kalthämmern und Ausglühen bearbeitet; Schmelzen und Gießen blieb stets unbekannt, im Gegensatz zu den südamerikanischen Andenkulturen. Umstritten ist, ob die so hergestellten Objekte Gebrauchsgegenstände waren oder wie zum Beispiel die Jadebeile West- und Südosteuropas, der frühen alteuropäischen Kulturen oder der mesoamerikanischen Hochkulturen nur repräsentativen Zwecken oder dem Handel dienten (sie fanden sich vor allem als Grabbeigaben). Am Oberen See findet sich schon 3500 v. Chr. die sog. Alte-Kupfer-Kultur (Old copper complex) von Wisconsin mit einer Vielzahl von Geräten, darunter quergeschäftete Messer, Projektilspitzen, teils gestielt, Beilklingen, Harpunenspitzen mit Tüllenansatz und Tüllenbeilklingen. Diese Technologie blieb in Nordamerika jedoch isoliert. Allerdings wurden diese Produkte über ein umfassendes Netz von Handelsbeziehungen in den ganzen Osten exportierten. Zwischen 800 und 1600 n. Chr. gab es im Bereich der Mississippi-Kultur ebenfalls eine fortschrittlichere Kupferbearbeitung, bei der das Metall erwärmt wurde, um es biegsamer zu machen, allerdings für rein dekorative Zwecke (figurative Platten).
Der legendäre Tomahawk der Comanchen, die überdies für ihre besonders penible Waffenproduktion bekannt waren, ist wiederum zunächst keineswegs eine Waffe gewesen, sondern ursprünglich eine Steinaxt zum Fällen von Bäumen, wie bereits der aus dem Algonkin stammende Name nahelegt, der „schneiden“ bedeutet. Gekämpft wurde vielmehr mit einer Streitkeule, in die vorne eine Steinklinge eingelassen war, ähnlich der Waffe bei den mittelamerikanischen Völkern. Die Bezeichnung wurde dann auf die europäische Stahlaxt übertragen. Andererseits benutzten die Indianerkulturen der Nordwestküste wie die Tlingit oder Eyak noch ungeschäftete Steinhämmer, sog. stone mauls, neben für die Holzbearbeitung hochspezialisierten Werkzeugen wie der Ellenbogenaxt, bei der die Klinge waagerecht zum abgewinkelten Stiel steht, so dass sie besser zum Glätten des Holzes eingesetzt werden konnte, wie es für den Bootsbau benötigt wird. Die zu den Küsten-Salish gehörenden Cowichan besaßen polierte kegelförmige Steinhämmer mit Schäftungsdorn.

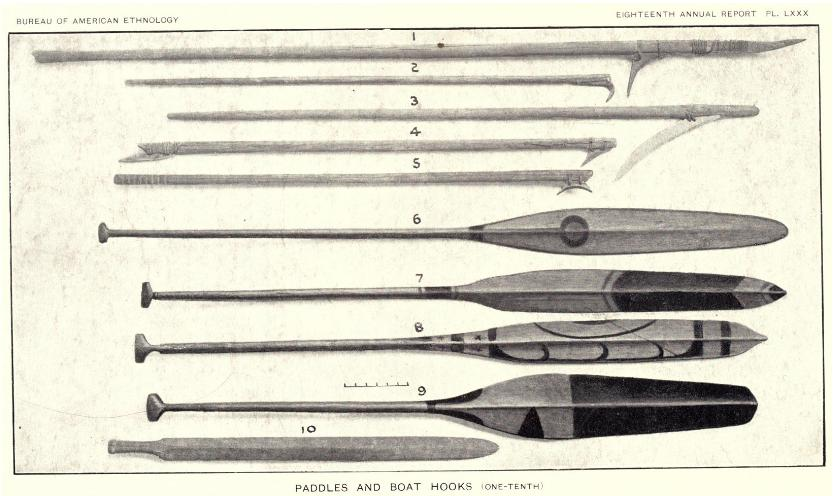
Geschäftete Bootshaken der Eskimos, darunter verschiedene Paddel
Moderne Eskimo-Harpunenspitze, in der wiederum eine Klinge befestigt ist
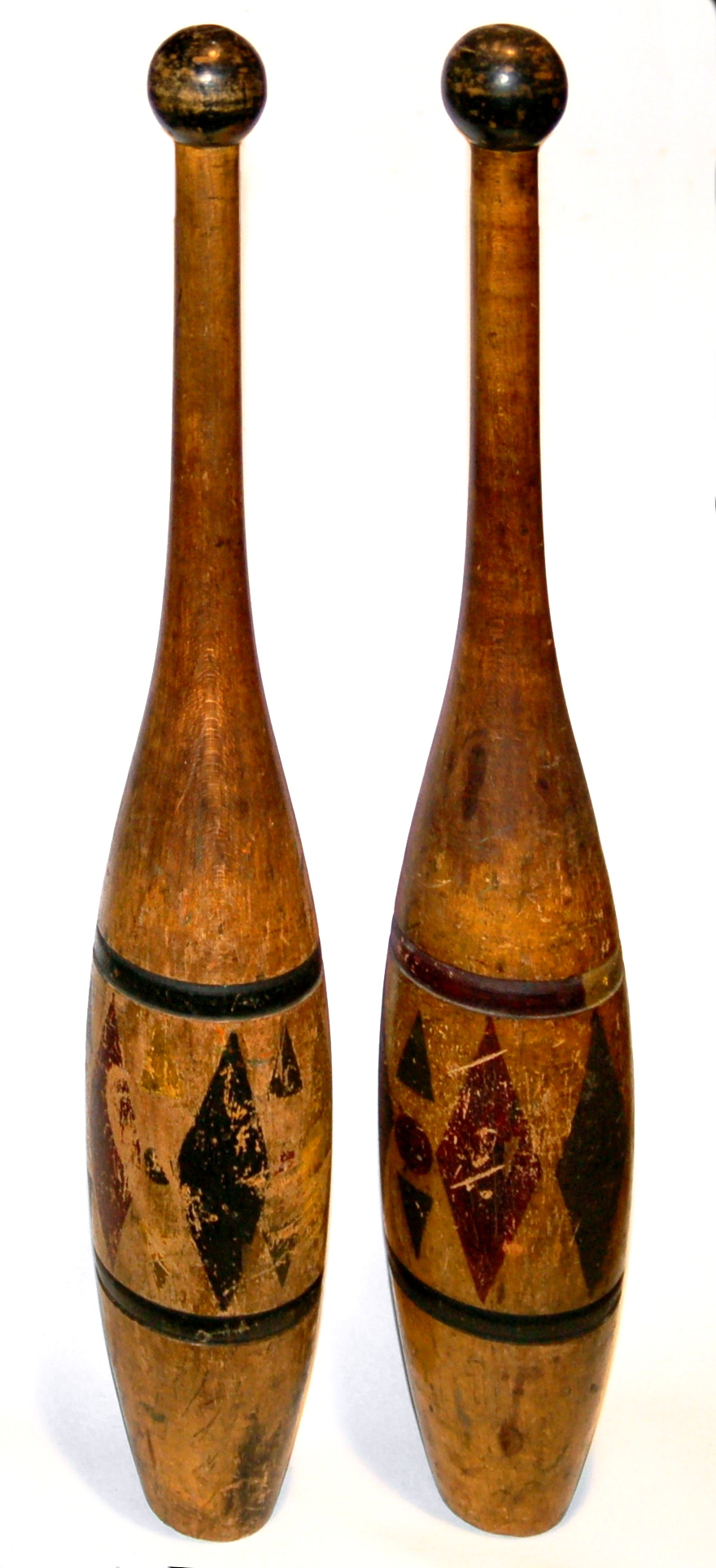
Zwei indianische Kriegskeulen mit geschäfteter Steinkugel
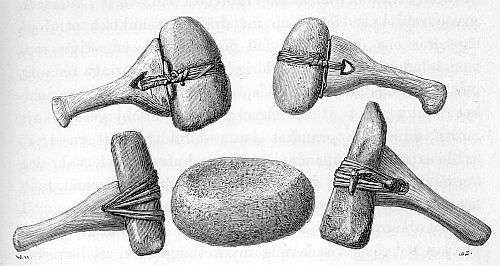
Geschäftete Steinhämmer, wie sie manche Indianervölker verwendeten, z. B. auch zum Kupferabbau.
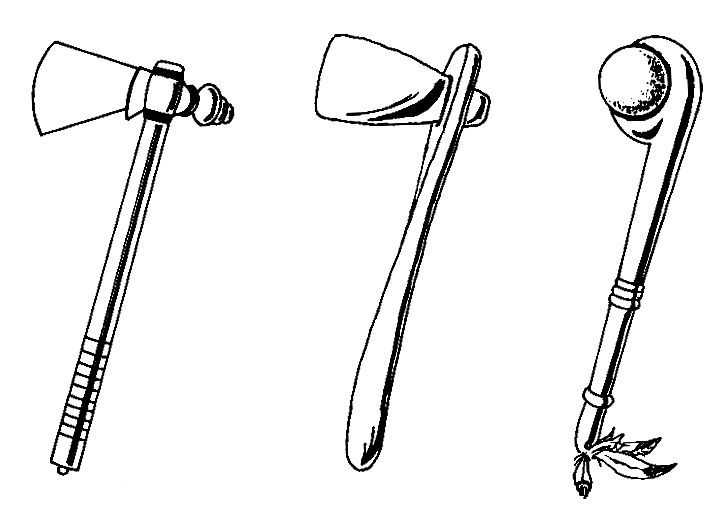
Verschiedene Formen des Tomahawks: Axt, Beil und Streitkeule bzw. Hammer
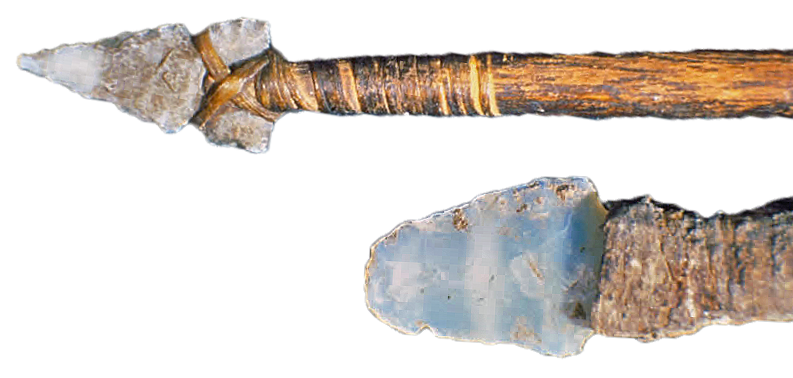
Speerspitze und Messer der Anasazi-Indianer, 6.–14. Jahrhundert. Mesa-Verde-Nationalpark.

#### Mittel- und Südamerika

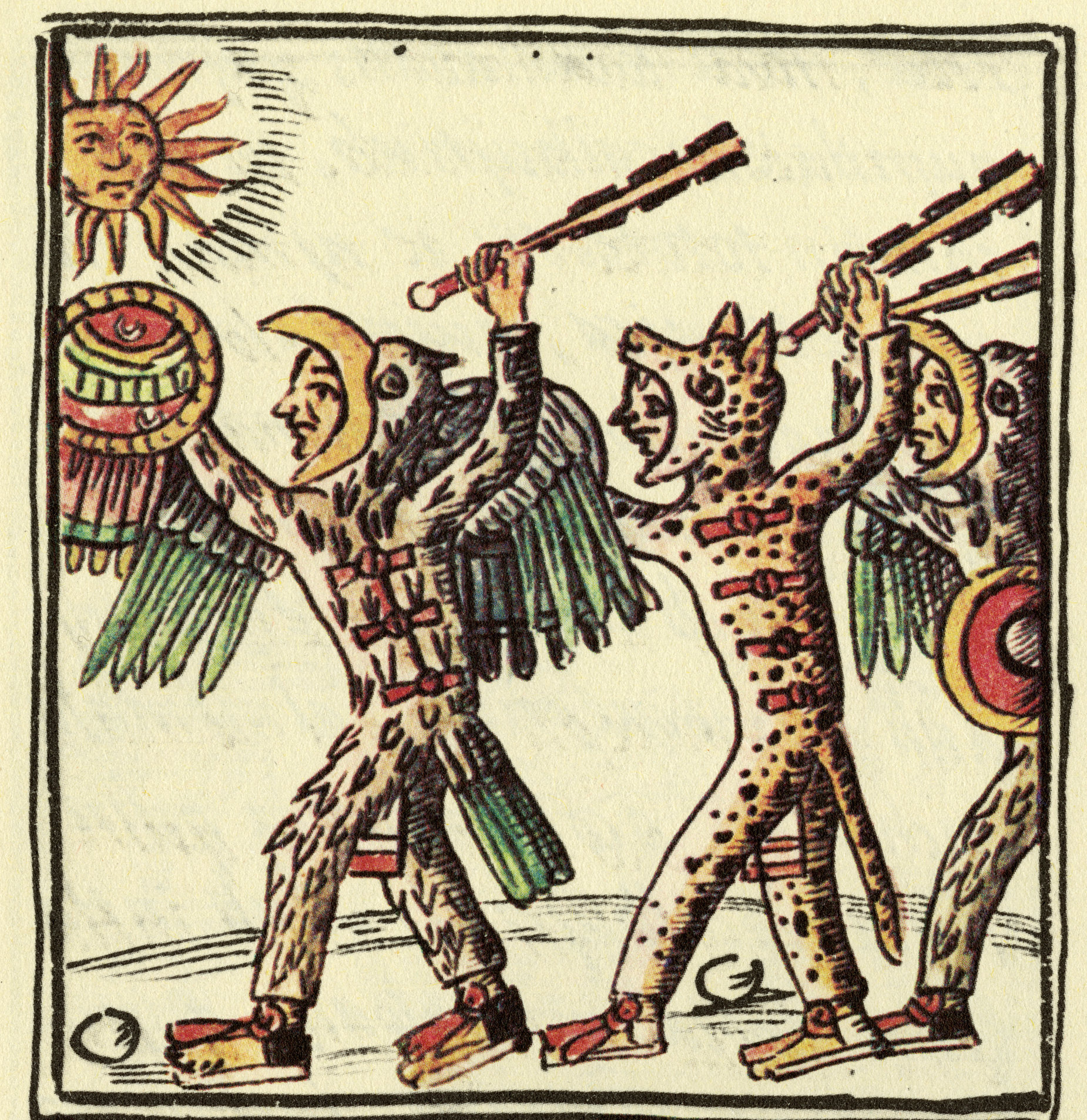
Aztekenkrieger, 16. Jh. Die Krieger schwingen ein Macuahuitl, eine Holzkeule, in die auf beiden Seiten Obsidianklingen eingesetzt sind.

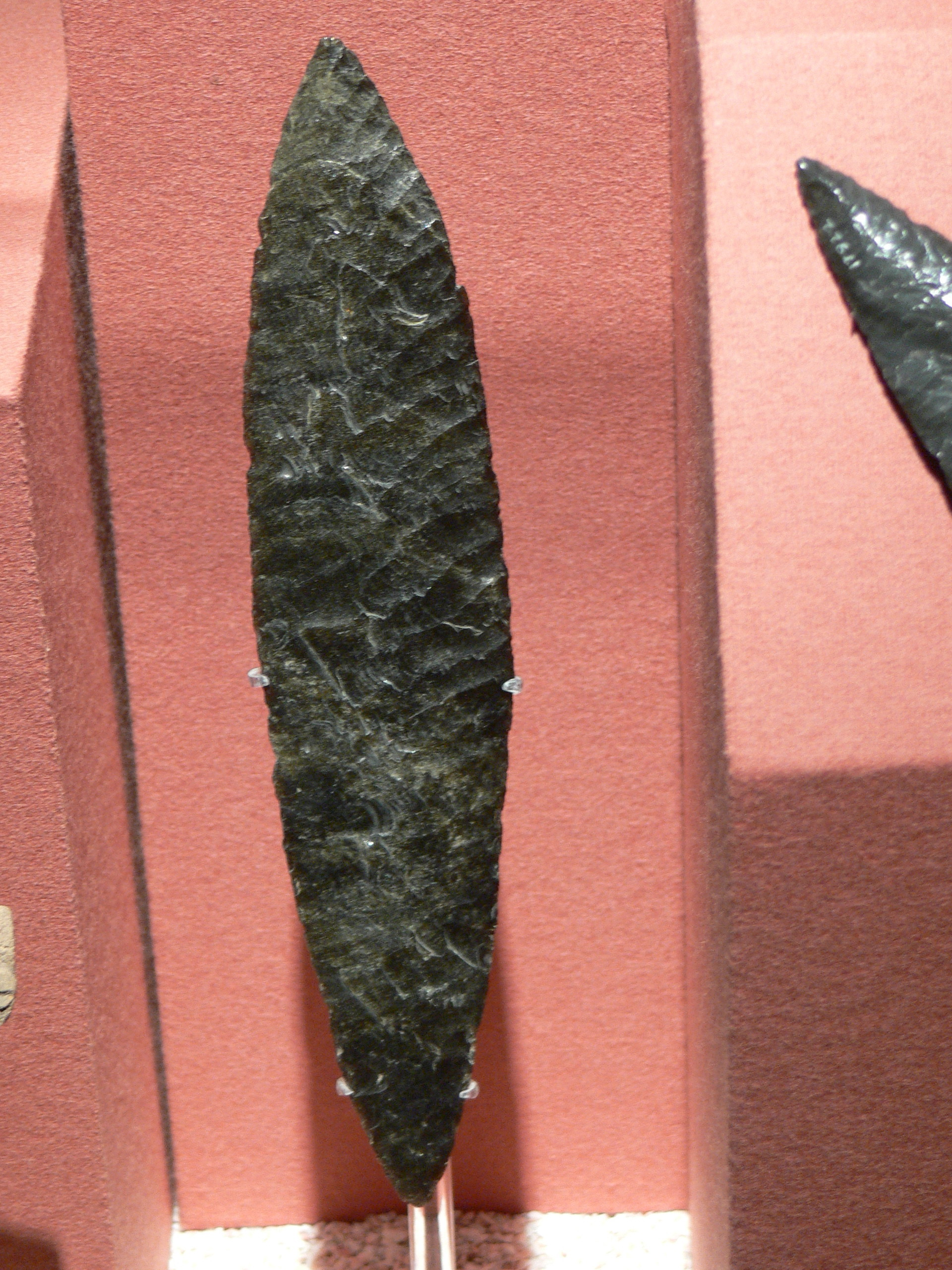
Obsidianklinge aus Teotihuacan, Mexiko

Die ersten paläoindianischen Einwanderer Südamerikas stellten um 9000/8000 v. Chr. die auch anderswo vertrauten Speerspitzen, hier im sog. Fischschwanz-Stil, her, die ein Schäftung zwingend machen, hier wohl als Bindeschäftung, indes andere Spitzenformen wie El Jobo, Paiján oder Ayampitin-Luricocha-Blattspitzen andere Schäftungsformen verlangten und die dortigen Fischschwanzspitzen die einzigen mit Kannelierung sind.
Die präkolumbianischen Kulturen Mittel- und Südamerikas und der Karibik sind hingegen ein Sonderfall.
In Mittelamerika und seinen Hochkulturen gab es vor Kolumbus keine oder kaum eine eigentliche Metallzeit im Sinne von Metall für Werkzeuge und Waffen, denn nur Edelmetalle und Kupfer wurden dort nachweislich seit 1500 v. Chr. genutzt (Goldbleche), die für diesen Zweck eher ungeeignet, da relativ weich sind, und nur die Inkas entwickelten die Bronze. Wohl aber gab es in den mesoamerikanischen Kulturen die Schrift (nicht hingegen in Peru, mit Ausnahme der Knotenschrift Quipu). Die Völker Mittelamerika benutzen vor allem Obsidian und andere dafür geeignete Mineral- und Steinarten, um scharfe Spitzen und Klingen zu erzeugen, die dann geschäftet wurden, auch seitlich wie bei den sog. Macuahuitl genannten Obsidiankeulen, oder den Macanas, die sich daraus entwickelten und ebenfalls eine hier am Ende geschäftete Mischung aus Keule und Schwert darstellen. Obsidian wurde im Übrigen auch in Neuseeland für die Herstellung scharfer Waffen eingesetzt. Jade hingegen war wegen seiner relativen Weichheit Zeremonialgeräten vorbehalten, wie weltweit in anderen Kulturen zwischen Europa und China auch.
Bereits in der olmekischen Kultur waren Steinbeile weit verbreitet, als wertvolle Werkzeuge in einer Zeit, in der noch keine Metalle verarbeitet wurden. Außer Beilen für den praktischen Gebrauch sind auch solche für rituelle Zwecke hergestellt worden, und man fand wie etwa in La Venta ganze Depots mit ihnen, in einem davon alleine 258. Man nimmt an, dass sie als Opfergaben gebraucht wurden. Sie waren meist aus Serpentin, einige jedoch aus dem härteren Jadeit.
Eine weitere typische Waffe aller mittelamerikanischen Kulturen war das Atlatl, eine Speerschleuder. Das technisch schon sehr aufwendige Gerät mit Rinne, Öse und Haltezapfen für den einzulegenden Speer sowie Halterungen aus Muschelschalen am unteren Ende der ca. 60 cm langen Waffe war oft reich geschnitzt. Einfache Wurfbretter wie bei den Eskimos gab es ebenfalls. Sie wurden zur Vogeljagd eingesetzt.
Die oft sehr langen (bis 40 cm) Feuersteinmesser der Azteken sind meist in Opferdepots erhalten und waren an einem Ende mitunter sägenartig ausgebildet. Wegen der umlaufenden scharfen Kante müssen sie an den schmalen Enden geschäftet gewesen sein. Dass es solche Griffe gegeben hat, zeigen die mit Jadeit-, Muschel- und Türkisplättchen oft reich geschmückten Holzgriffe.

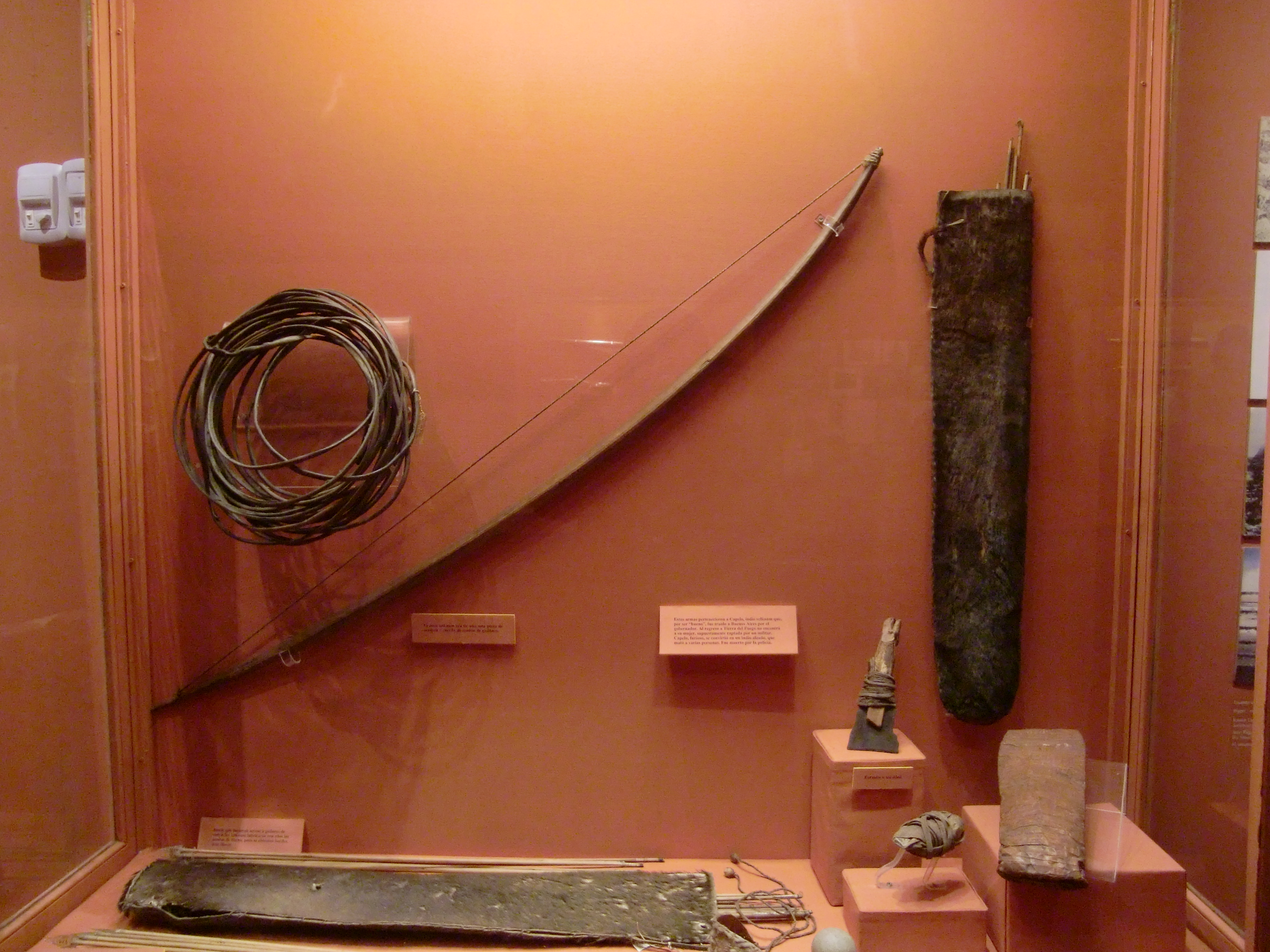
Ausrüstung des Selk’nam-Volkes auf Feuerland: unter anderem Bogen und Pfeile mit Steinspitzen und ein grob bindegeschäftetes Beil

In Südamerika hingegen stand die Metallbearbeitung etwa in der vorinkaischen Mochica-Kultur auf einem hohen Niveau, und man beherrschte das Schmieden, Treiben, Gießen und Löten. Und die Inkas selbst besaßen Werkzeuge und Waffen, etwa eine in einem Stück gegossene fünfzackige Streitaxt aus Bronze. Auch die Bewohner von Tiahuanaco verstanden sich auf die Metallverarbeitung.
In Mesoamerika beschränkte sich die Anwendung der im Andengebiet entwickelten neuen metallverarbeitenden Verfahren jedoch meist auf Schmuckgegenstände. Die im Andenraum entwickelte Bronze taucht hier nie auf.
Geschäftete Werkzeuge und Waffen werden in Südamerika noch in einigen isolierten Ethnien etwa des Amazonasgebietes hergestellt und eingesetzt. Allerdings ist die materielle Kultur dieser Gruppen eher einfach und basiert vor allem auf der Nutzung der Flüsse und des Waldes, also Fischfanggeräte, teils ungeschäftete Pfeil und Bogen sowie das Blasrohr. Steinwerkzeuge sind selten, am häufigsten findet sich der polierte Axtkopf.
Die seit dem 5. Jahrtausend dort lebenden und später von den Europäern fast ausgerotteten Bewohner der Karibik wiederum entwickelten erst zu Beginn des 2. vorchristlichen Jahrtausend ausgefeiltere Steinwerkzeuge, die dann auch Schäftungsmerkmale wie Schäftungsdorn oder Klemmschäftungen aufweisen, wie Funde aus der Cowrie-Kultur der Großen Antillen zeigen, und erst um die Zeitenwende kamen dort neolithische Techniken durch die Saladoidkultur und andere lokale Kulturgruppen zum Tragen.

### Der australisch-pazifische Raum

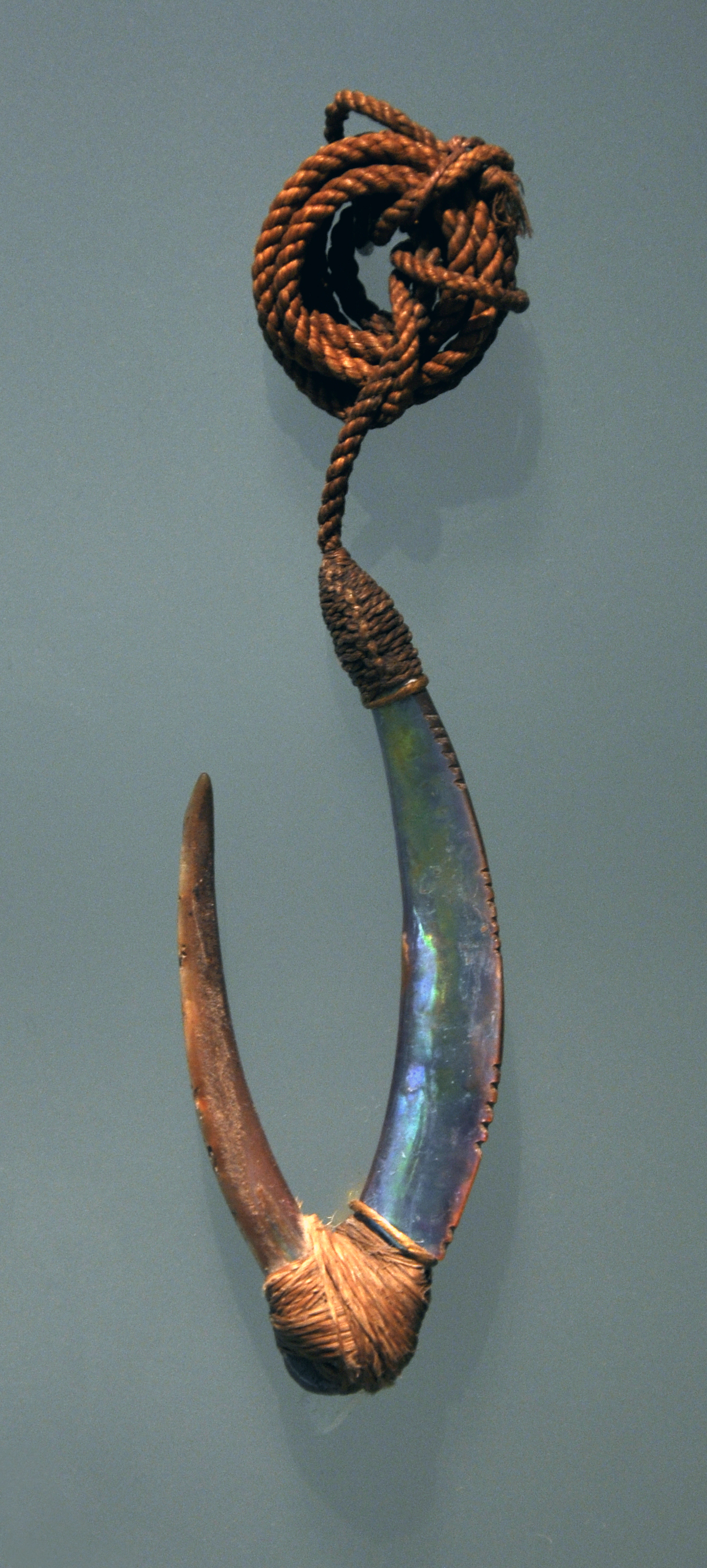
Geschäfteter Fischhaken der Māori. Hölzerner Haken an Muschel-Schaft gebunden.

#### Überblick
Schon ausweislich seiner Sprachvielfalt der australisch-pazifische Großraum kein kulturell homogenes Gebiet, siehe australische Sprachen und ozeanische Sprachen. In Neuguinea ist die Zahl der Sprachen besonders hoch, siehe Papua-Sprachen. Man kann am ehesten von Werkzeugtraditionen sprechen, die teilweise heute noch fortgeführt werden. In den Herstellungstechniken zeigen sich Parallelen zum Paläolithikum Südostasiens, von wo aus die Besiedlung möglicherweise ihren Ausgang genommen hat.
An den ältesten Fundorten treten behauene Steinbeile neben Hacken mit geschwungener Steinklinge auf, die ziemlich sicher geschäftet waren. In Neuguinea waren sie bereits geschliffen, ähnlich in Australien. Häufiges Klingenmaterial ist Obsidian, das etwa auf den Admiralitätsinseln unterirdisch abgebaut und über weite Strecken gehandelt wurde. Die Griffe sind aus Holz und mit Kitt befestigt, oft reich dekoriert. Bei den Aborigines gibt es dreizinkige Fischspeere usw.
Archaische Werkzeuge sind bei den Aborigines und Papuas noch heute im Gebrauch und weisen die klassischen Schäftungsformen auf: Holzgriff mit Klebe-, Binde- und Lochschäftung. Steinbeile etwa gibt es in unzähligen Größen und Varianten. Dabei entstanden in teilweise hochkomplexen Herstellungsprozessen geschäftete Geräte wie die Kodj-Axt oder die Kartan-Axtköpfe. Diese waren in sich schon ein Produkt aus Kieseln, welche mit durch Stachelkopf-Grassamen gewonnenem Harz verklumpt wurden, das auch für die übrige Werkzeugproduktion wichtig war, die ja bei den Aborigines nie über den Status von Steinwerkzeugen hinausgegangen ist.

#### Ozeanien

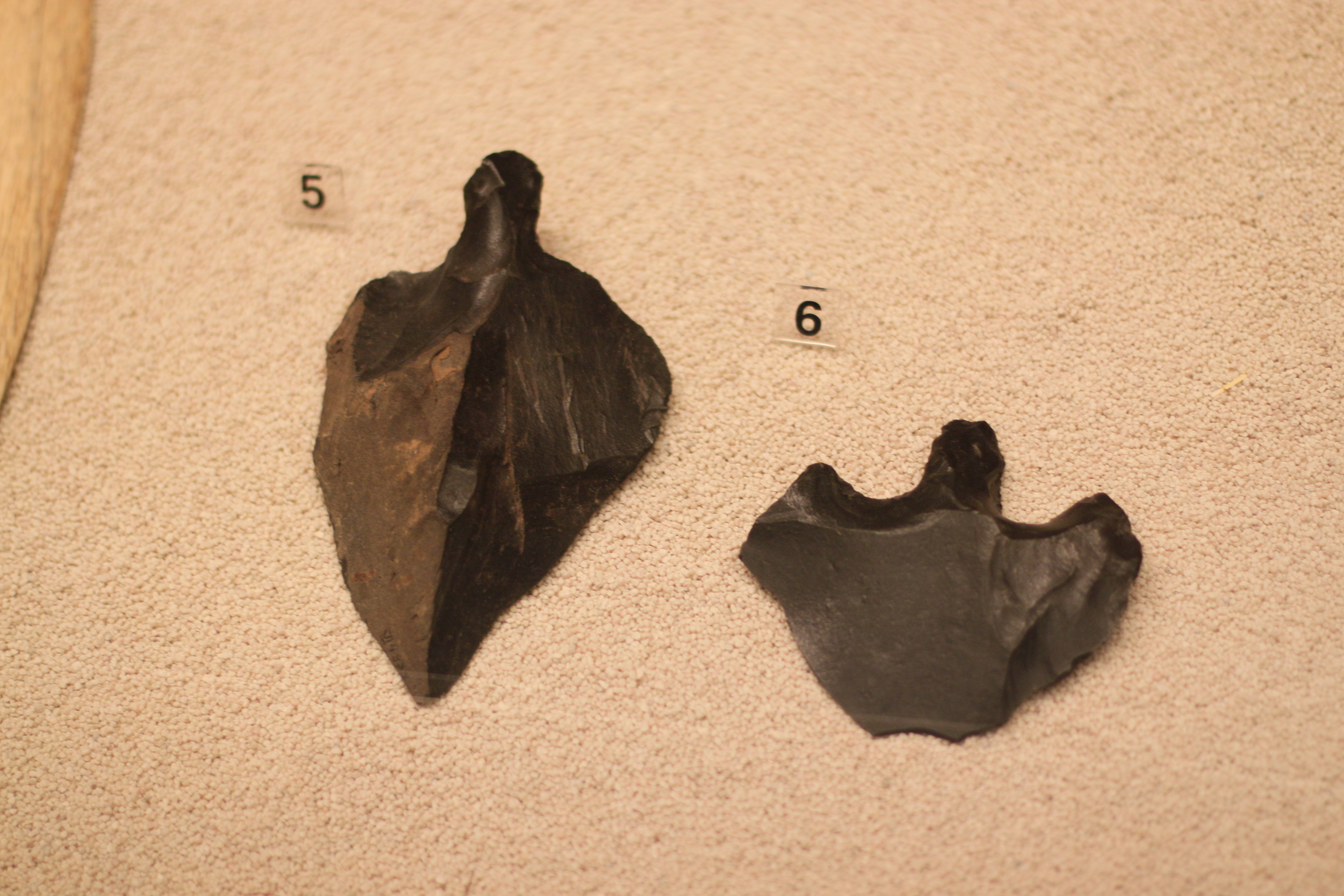
Speerspitzen mit Schäftungsdorn von der Osterinsel

Die Verwendung von Metallen kam erst über malaiische, japanische und chinesische Händler sowie mit der europäischen Kolonisierung Anwendung nach Ozeanien. Die hauptsächlichen Materialien der Werkzeugherstellung waren Holz, Stein, Pflanzenfasern, Muscheln und Knochen. Korallen und Seeigel wurden ebenfalls verwendet. Vielfach wurden Angelhaken, Harpunen und sogar Paddel geschäftet. In Melanesien und Polynesien blieben die grundlegenden Werkzeug aber Axt und Beil mit steinerner Klinge. Nur ganz isoliert kam in Ozeanien zur Entwicklung von Steinschliff und neolithischen Agrartechniken.
Die meist aus Obsidian gefertigten Speerspitzen (mata'a) der Osterinsel waren gestielt. Sie wurden mit Binsengarn umwickelt und an einem Schaft befestigt. Zum Festkeilen wurden noch zwei kleine Holzstückchen an jede Seite eingesetzt.

#### Neuguinea

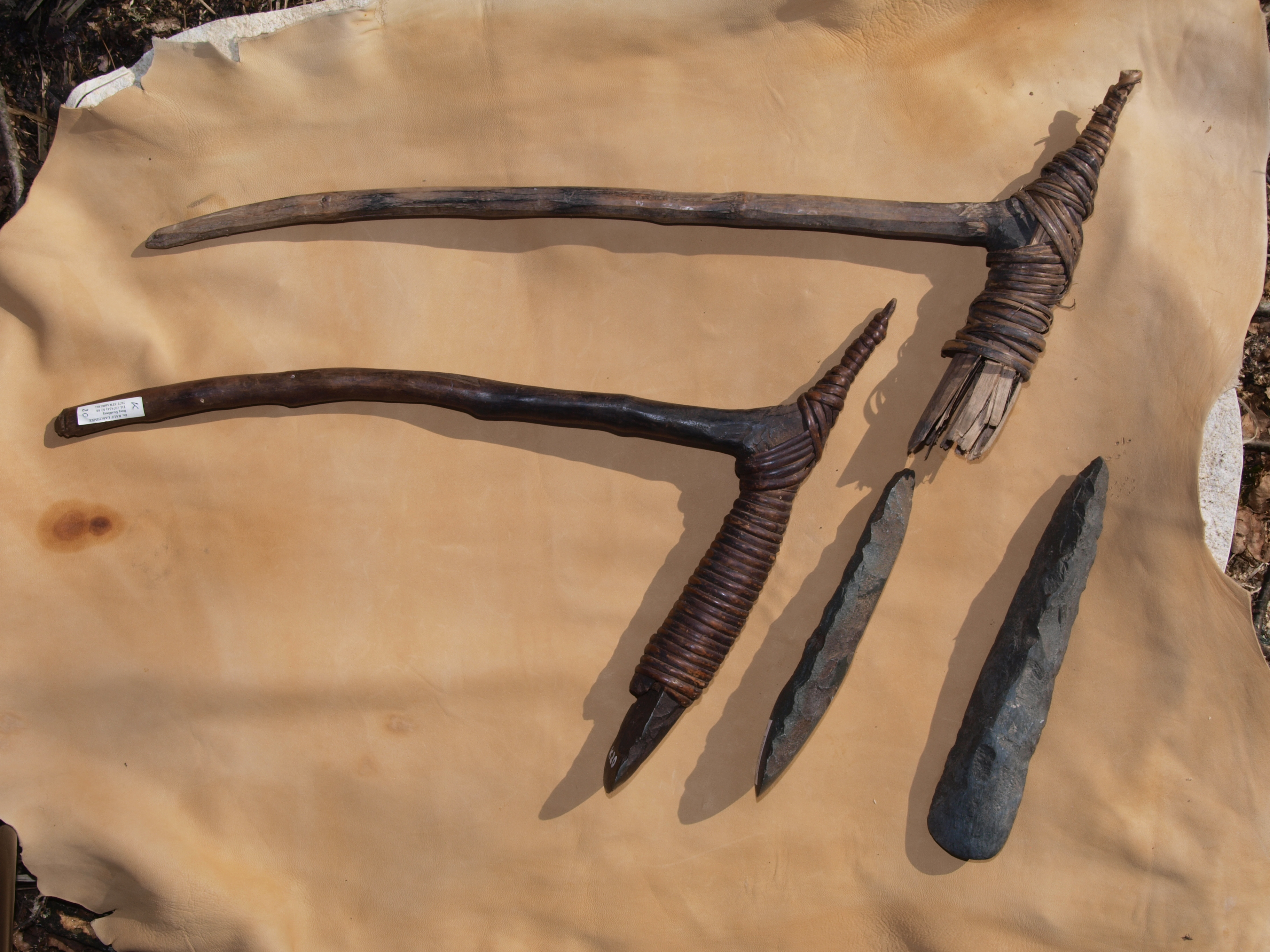
Zwei Dechseln und eine zusätzliche Steinklinge aus Neuguinea, Bindeschäftung. Am oberen Beil hat sich die Klinge aus dem Schaft gelöst.

Neuguinea wurde vor rund 50.000 Jahren besiedelt. Steinzeitliche Techniken sind hier in einigen der melanesischen Papua-Ethnien besonders gut erhalten. Vor 3000 Jahren wurden die Eingeborenen des Nordwestteils erstmals durch südostasiatische Seefahrer mit metallzeitlichen Einflüssen konfrontiert, ohne dass dies zunächst bedeutende kulturelle Spuren hinterlassen hätte. Vor 1000 Jahren begann durch Gewürzhändler ein reger Austausch mit Indonesien. Ethnien mit noch steinzeitlichem Repertoire, die heute allerdings oft Metallklingen verwenden, sind die im indonesischen West-Papua lebenden Dani, Yali, Mek, Asmat, die in Baumhäusern wohnenden Waldnomaden der Korowai sowie besonders die Einwohner der Insel Waigeo und Bergpygmäen, außerdem die Bewohner des Sepik-Gebietes.
Sie alle benutzen Speere, Lanzen, Pfeil und Bogen, Querbeile, meist mit Bindeschäftung und zusätzlich in Lochschäftung und geklebt. Kriegskeulen erfüllen häufig auch zeremonielle Funktionen oder demonstrieren den Häuptlingsstatus, sie sind dann entsprechend dekoriert, oft mit einer Nephritscheibe als Klinge. Pfeile haben oft nur eine Holz- oder Bambusspitze, Speere eine Tüllenschäftung mit großem metallener Blattspitze. Die Sepik-Stämmen leben vor allem von der Jagd und vom Gartenbau und besitzen eine ausgeprägte ornamentale Kultur. Ihre Speere sind manchmal bis zu drei Meter lang und als Ganzes gefertigt sowie kunstvoll geschnitzt. Die binde- und klebegeschäfteten Holzspitzen haben mitunter zahlreiche Widerhaken oder sind als Mehrfachspitzen ausgearbeitet.
Nur die Asmat sind ausschließlich Jäger und Sammler. Werkzeuge und Waffen der anderen Ethnien, die allesamt zu den Papuas des westlichen Neuguineas gehören, orientiert sich an Jagd, Hackbau und Fischfang. Allerdings ist die archäologische Befundung Neuguineas noch im Anfangsstadium.

#### Australien und Neuseeland

Beil der Murugin-Aborigines in Klemmschäftung

Die Aborigines Australiens und die Māori Neuseelands hatten die Techniken der Steinbearbeitung bei ihrer Einwanderung vor etwa 40.000 Jahren mitgebracht und entwickelten sie zu einer hohen Kunst. Die Aborigines etwa hatten fein retuschierte Spitzen oder mit kleinen Abschlägen seitlich geschäftete Messerklingen mit Klebeschäftung. Man fand in Australien auch große, 20.000 Jahre alte Klingen mit seitlichen Einkerbungen, die ebenfalls eine Schäftung nahelegen. Sie werden so ähnlich bis heute hergestellt. In der Kenniff-Höhle in Queensland wurde die 20.000 Jahre alte Darstellung eines geschäfteten Beils entdeckt, dazu knöcherne Speerspitzen. Die Formenvielfalt ist etwa bei Beilen, Äxten und Keulen enorm. Beispiele sind das Tula-Querbeil oder eine kantengeschliffene Axt aus Puntutjarpa (Südwest-Australien), die auf 10.000 BP datiert wurden und hölzerne Schäfte besaßen. Bei den Gantja-Steinmessern der Arrernte Zentralaustraliens war die Steinklinge mit Harz, Rinde und Haarschnur am Holzgriff befestigt.